# فهرست آبشارها بر پایه گونه
فهرست زیر، برپایهٔ گونهٔ آبشارها تنظیم شده‌است.
شیرجه‌ای: ریزش آب عمودی است و به شکلی‌ست که آبشار تماس خود را با بستر جریانی رودخانه از دست می‌دهد.
دم اسبی: در این حالت آب هنوز به صورت کامل با بستر جریانی رودخانه ارتباطش را قطع نکرده‌است.
سیلی غول‌آسا: آبشار بسیار قوی و بزرگ.
چند جوی: چندین آبشار تقریباً هم اندازه که به می‌پیوندند.
پهن رود: آبشارهای ناشی از جریان رودخانه‌های پهن و فراخ.
چند صخره‌ای: آبشارهایی که از چندین صخره فرو می‌ریزند.
چند جریانی: آبشارهای با جریانهای مختلف.
قطره‌ای: آبشارهایی که به صورت قطره‌ای و با جریان ناپیوسته فرو می‌ریزند.
تنگ راه: آبشارهایی که از یک مسیر تنگ فروپاشیده می‌شوند.
افقی: آب به صورت افقی پاشیده و پخش می‌گردد به طوری که قسمتی از آن در تماس با بستر رود است

## شیرجه‌ای

### اوگاندا

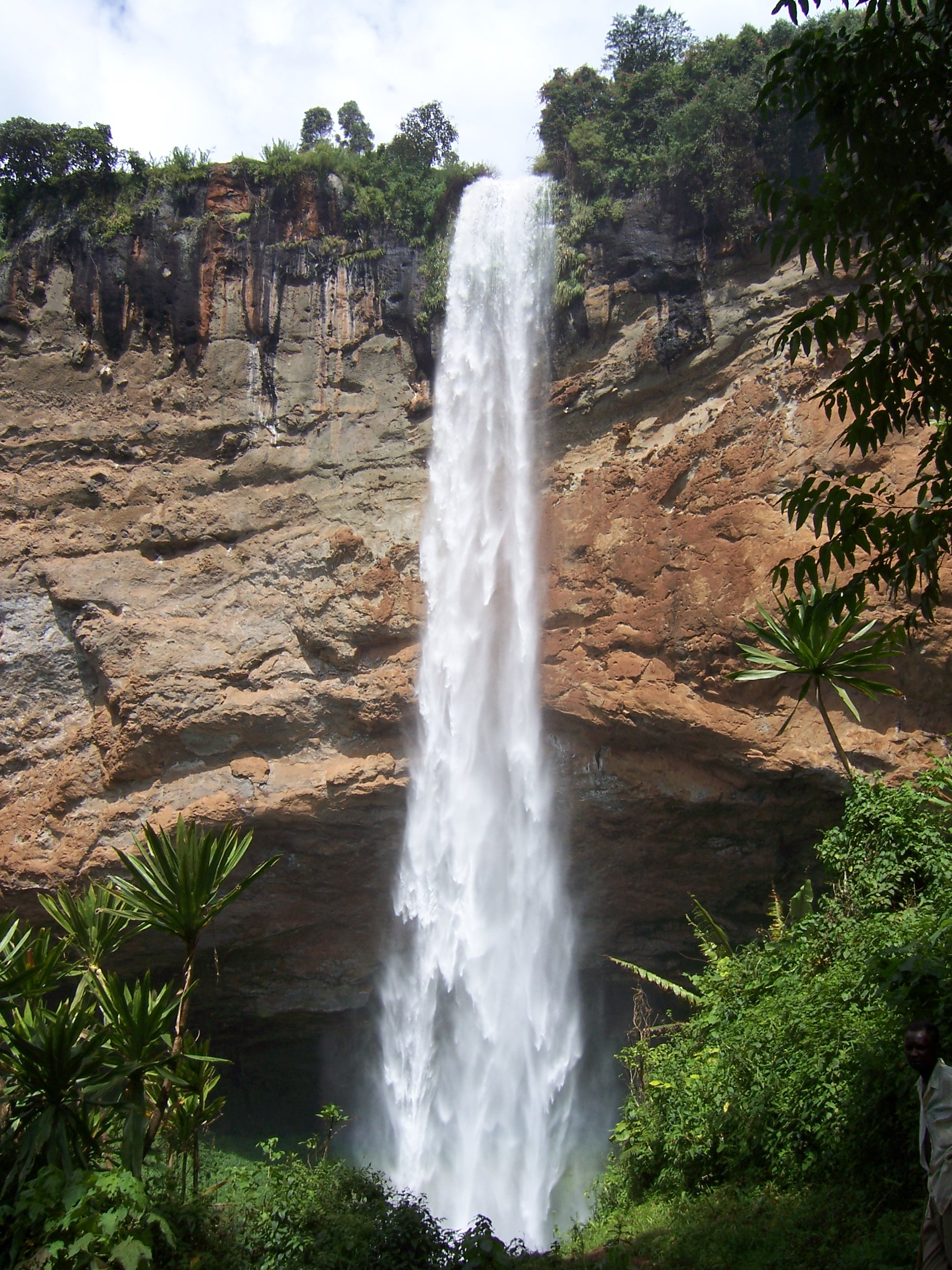
آبشار سیپی.

- آبشار سیپی

### آفریقای جنوبی

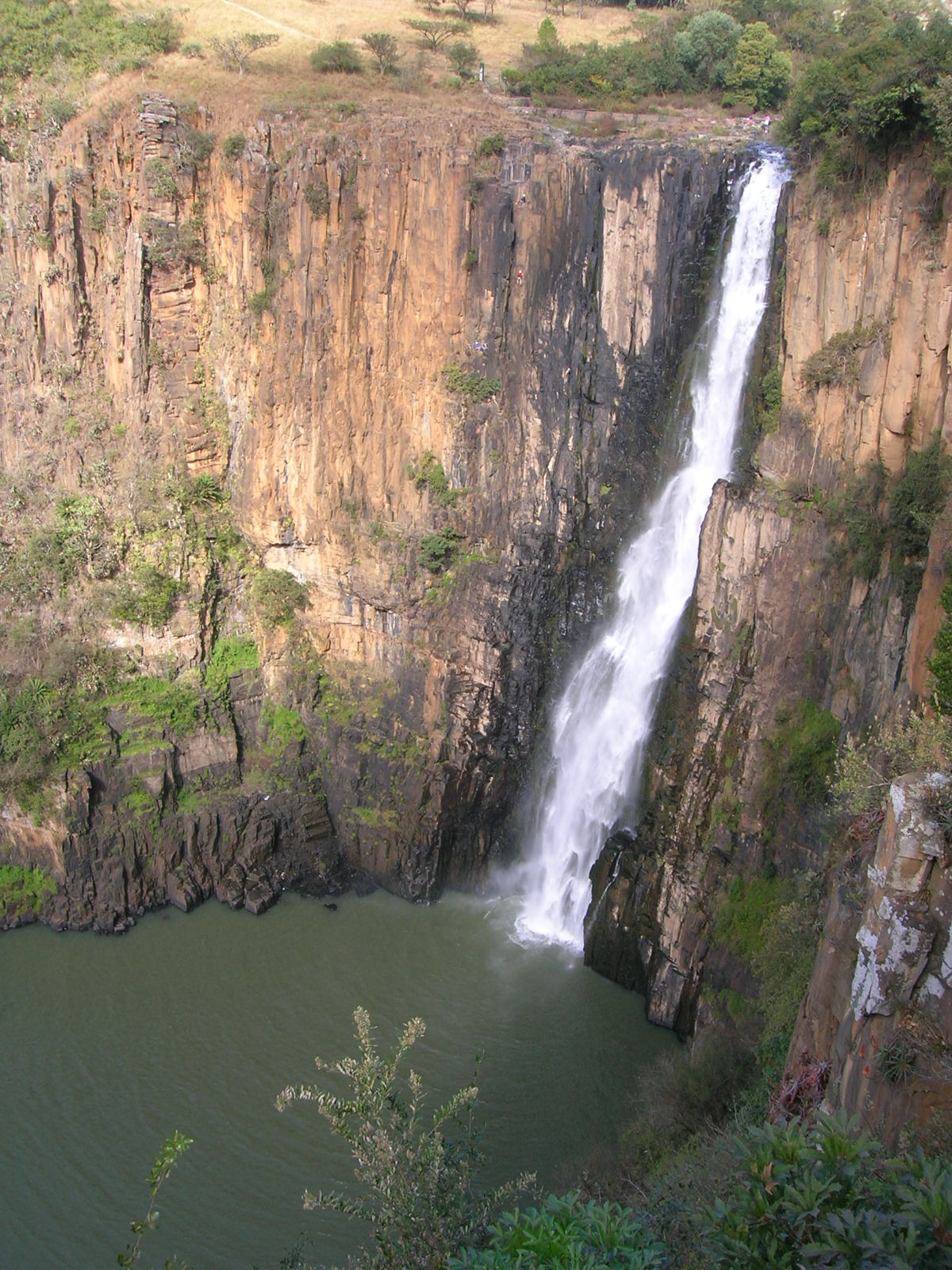
آبشار هاویک.

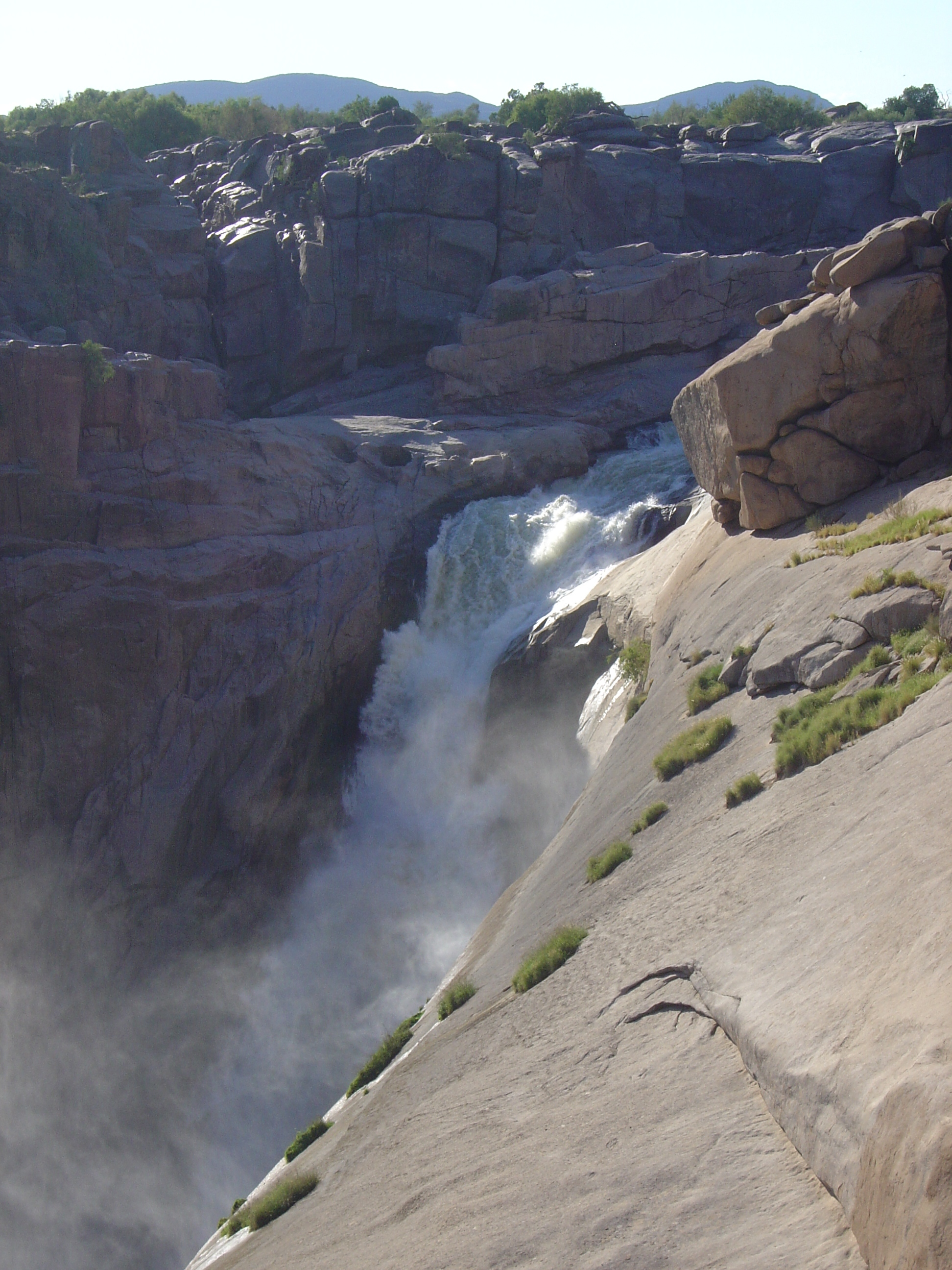
آبشار آیوگرابیس.

- آبشار مک-مک
- آبشار توگلا
- آبشار برلین

### زامبیا
- آبشار کالامبو

### بنگلادش
- آبشار مادهابکوندا

### هند

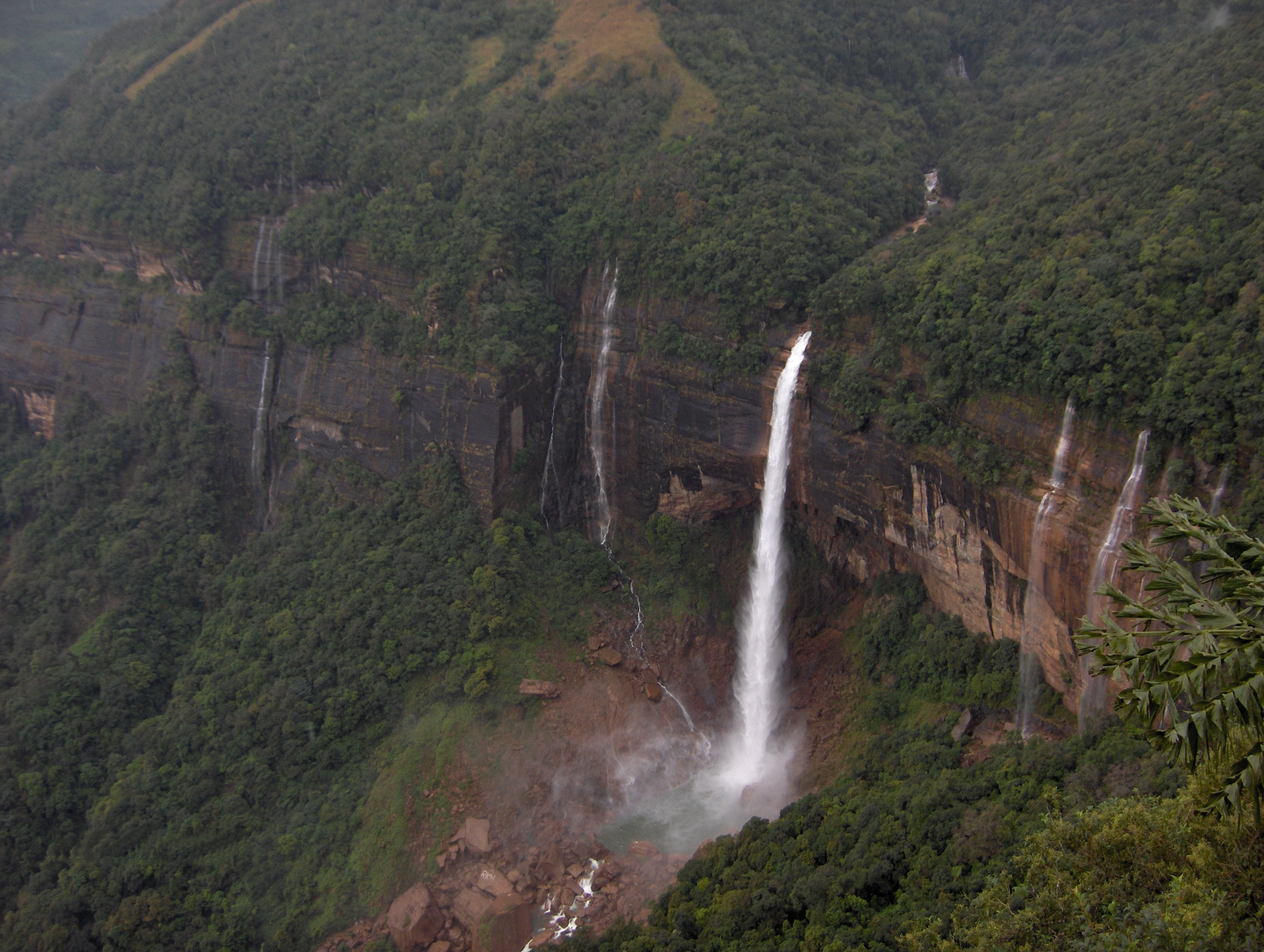
آبشار نوهکالیکای.

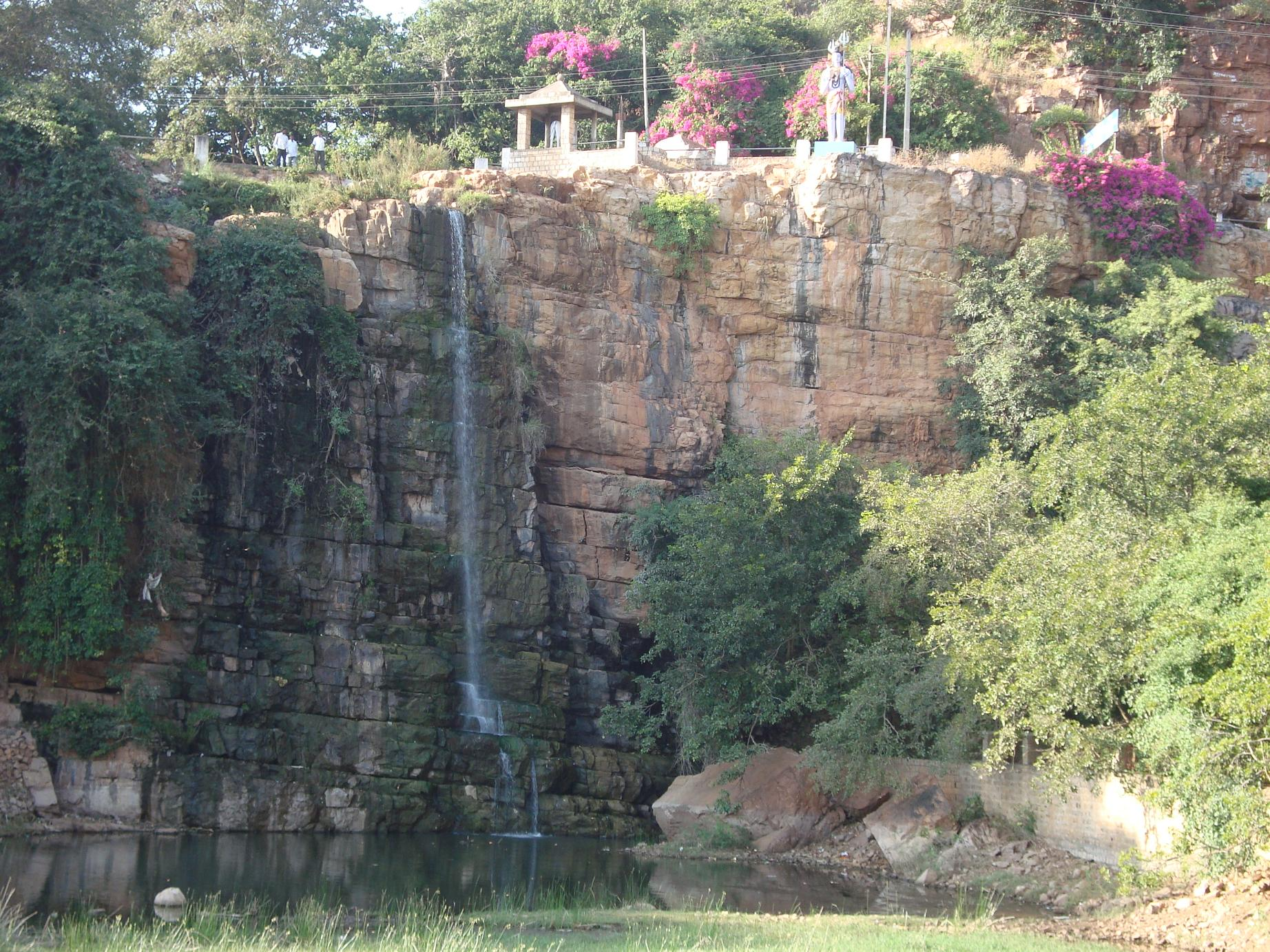
آبشار سوگل.

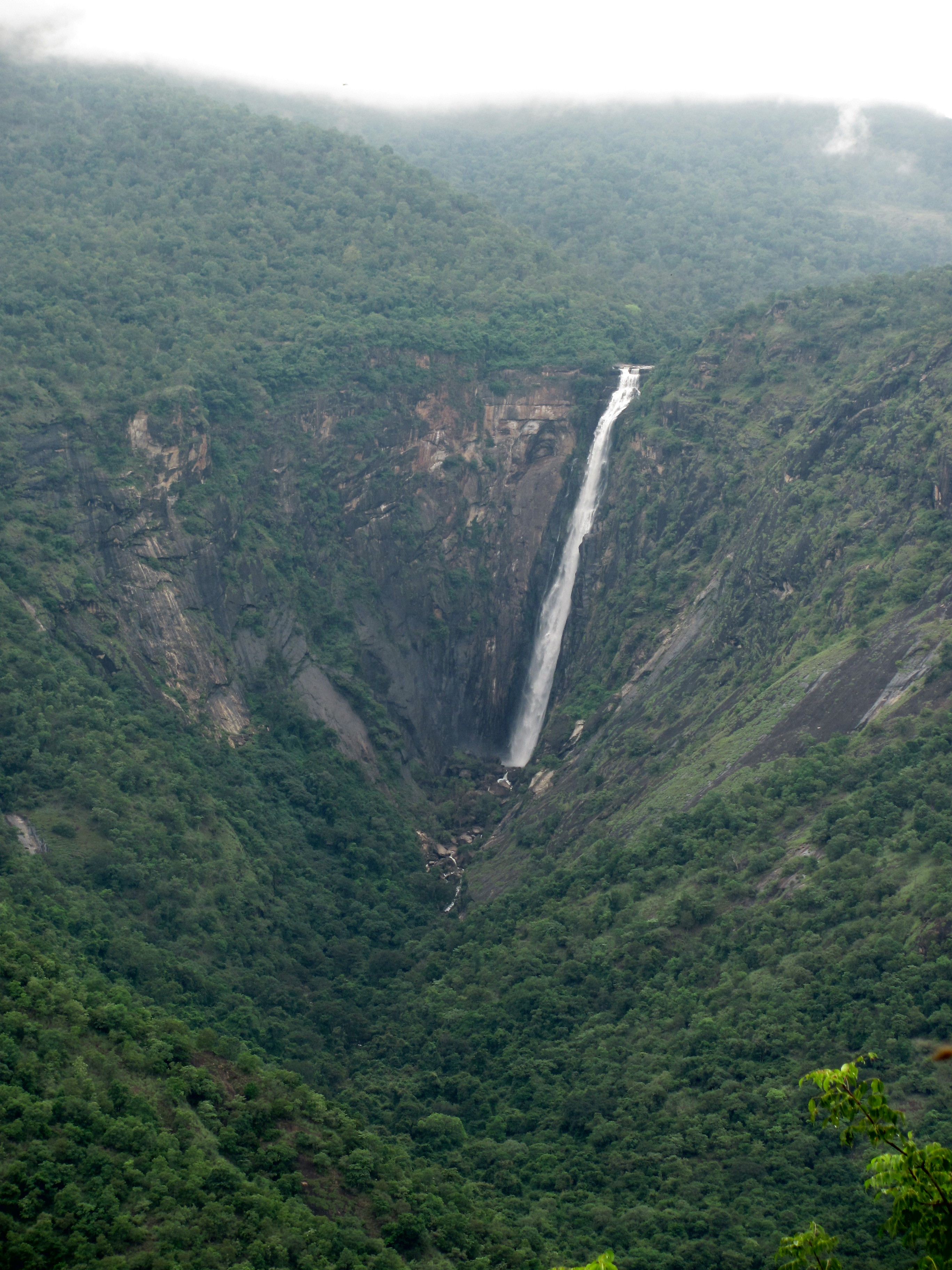
آبشار تالایار.

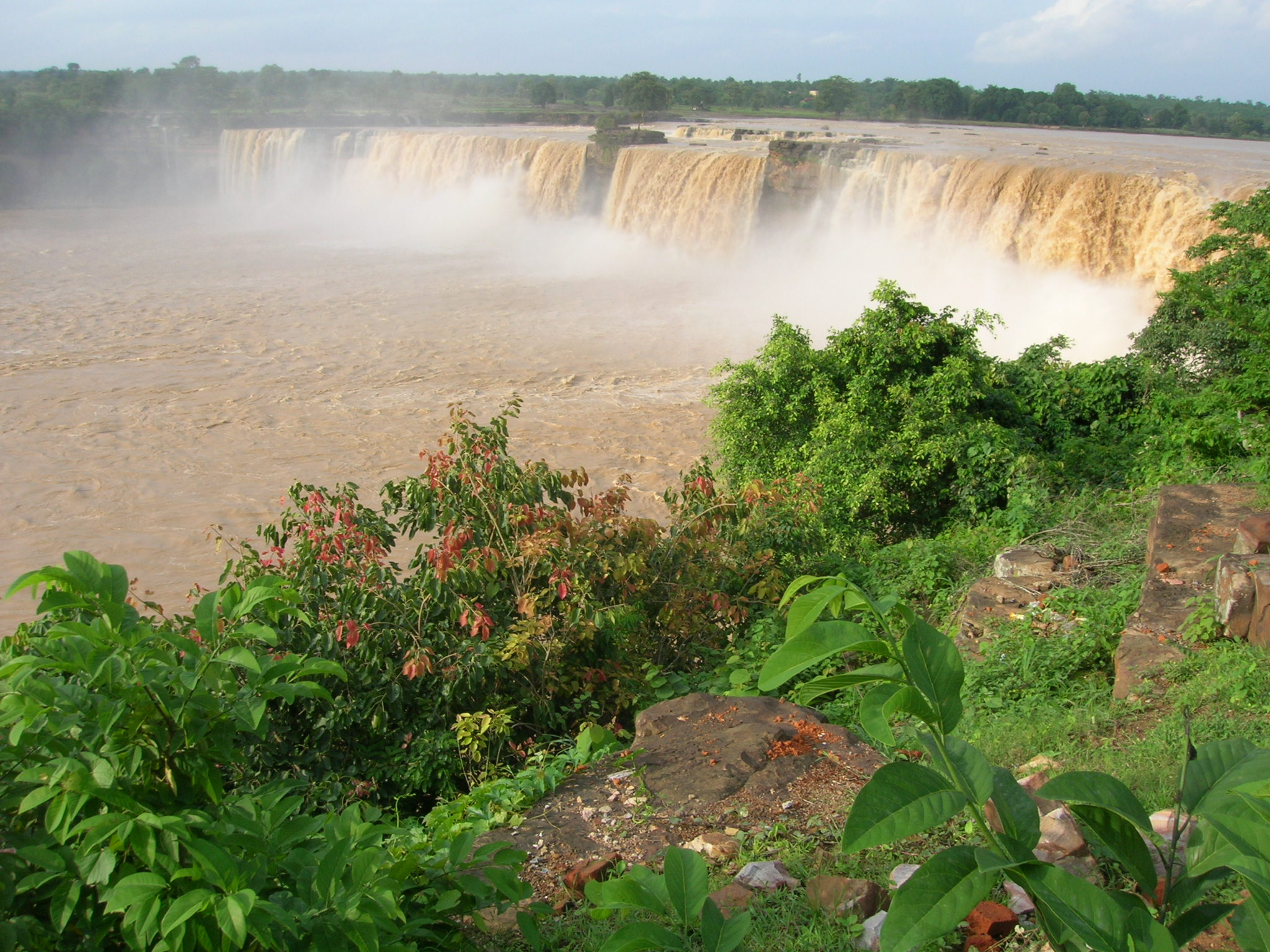
آبشار چیتراکوت.

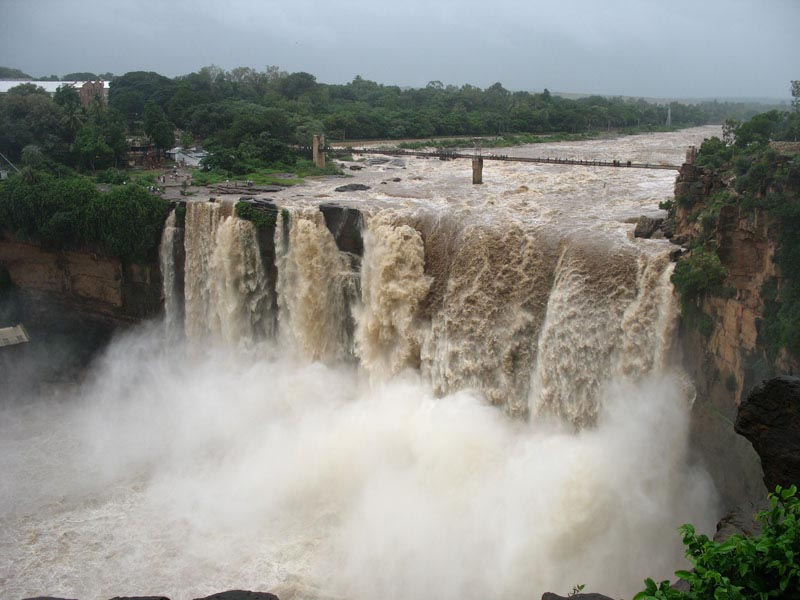
Gokak Falls.

آبشار تریپاراپو.

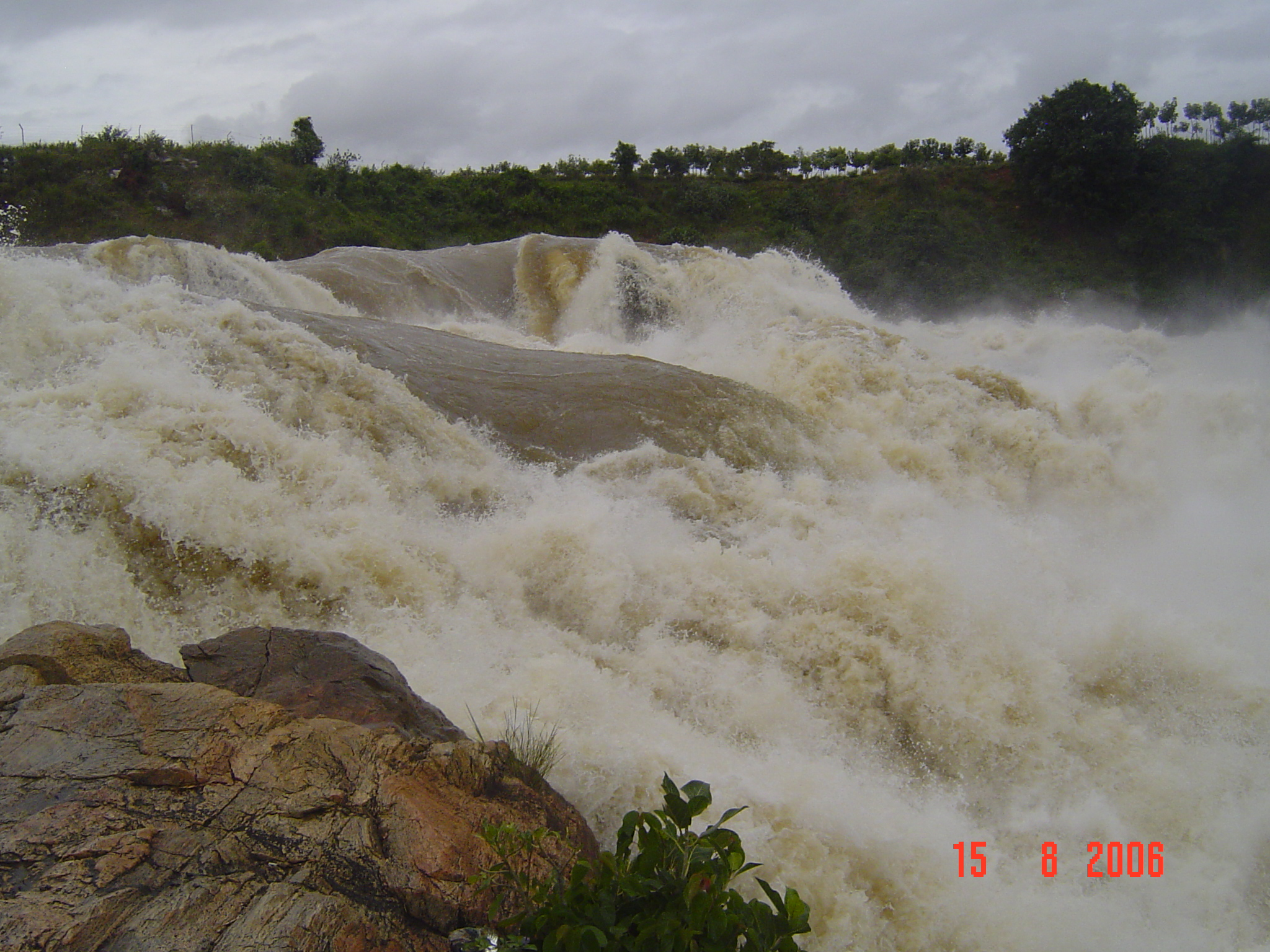
Chunchanakatte Falls.

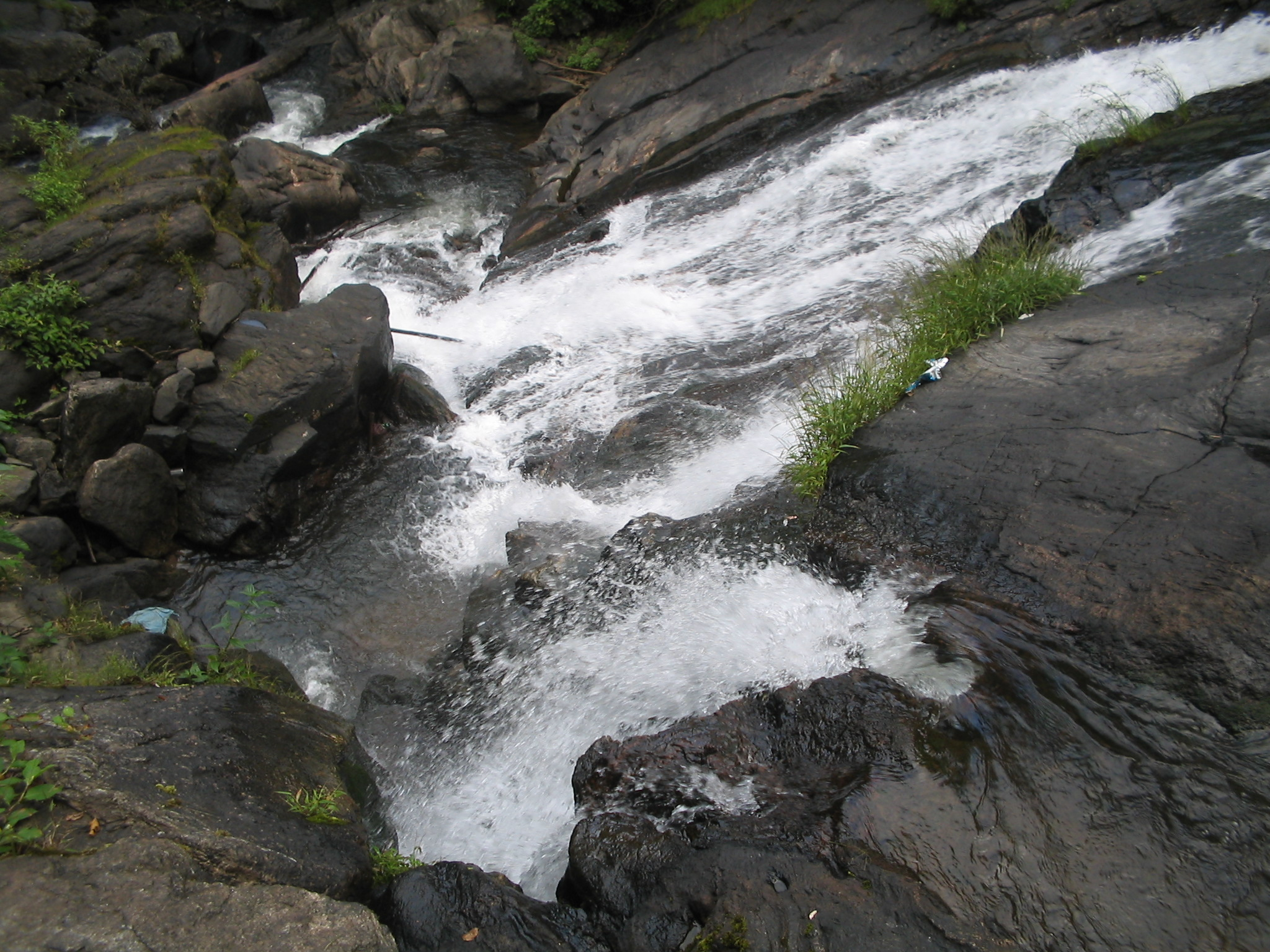
آبشار ایروپو.

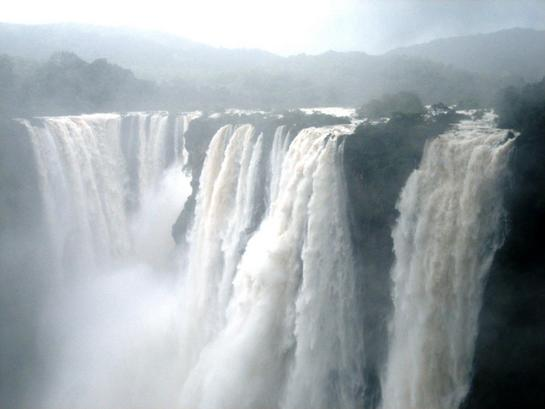
آبشار جاگ.

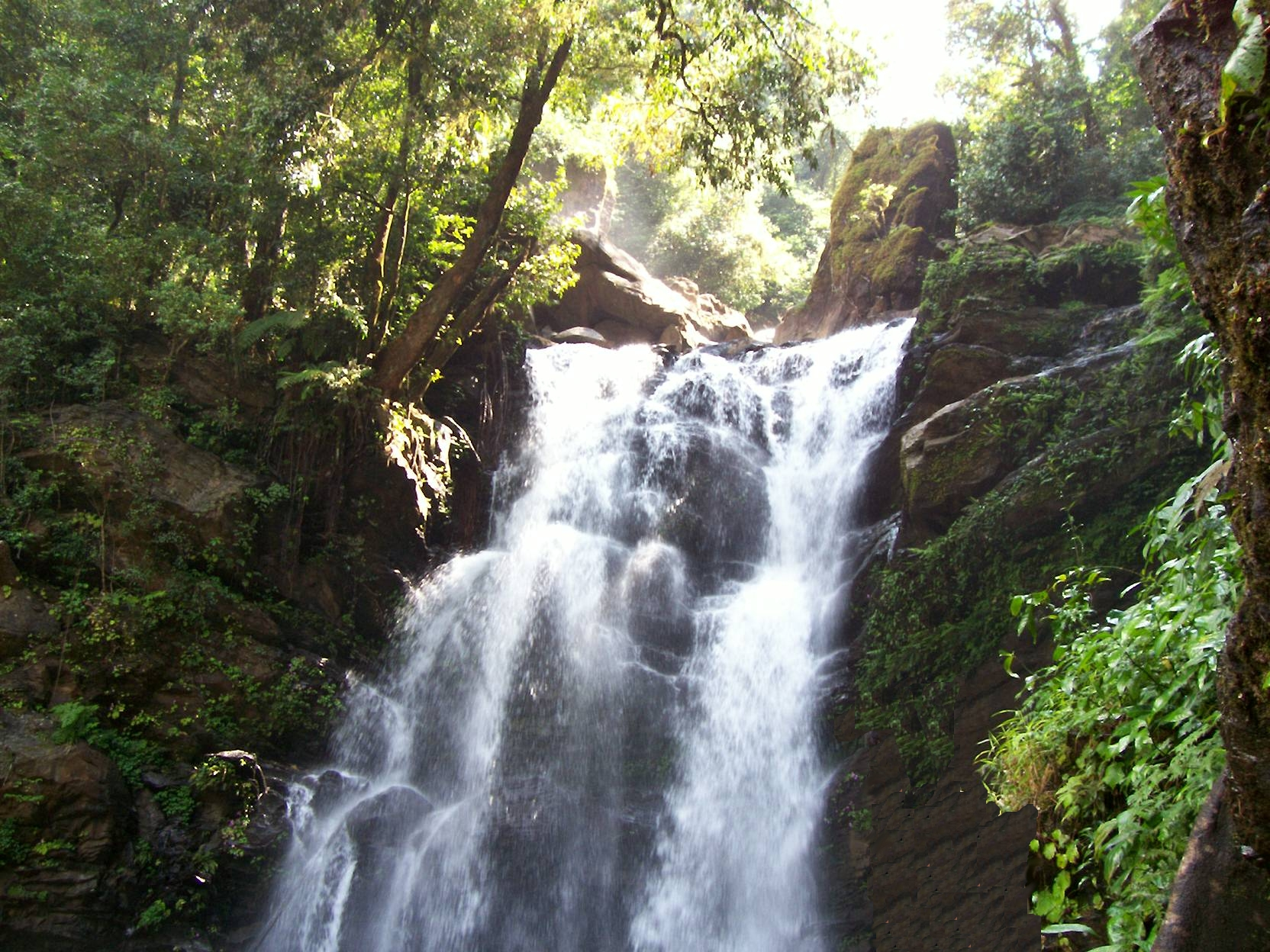
Hanumangundi Falls.

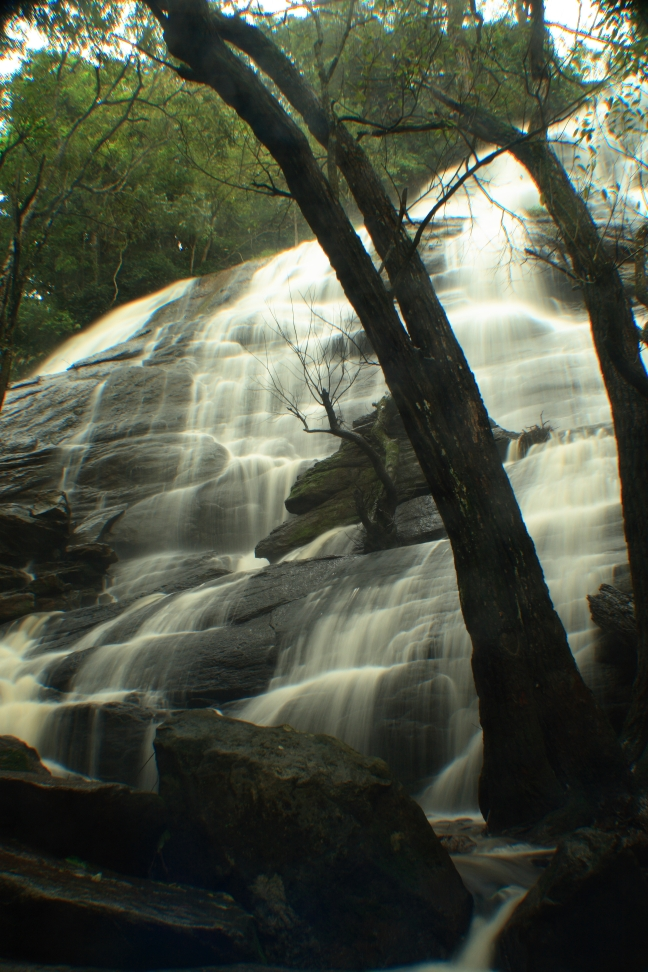
آبشار کیلیور.

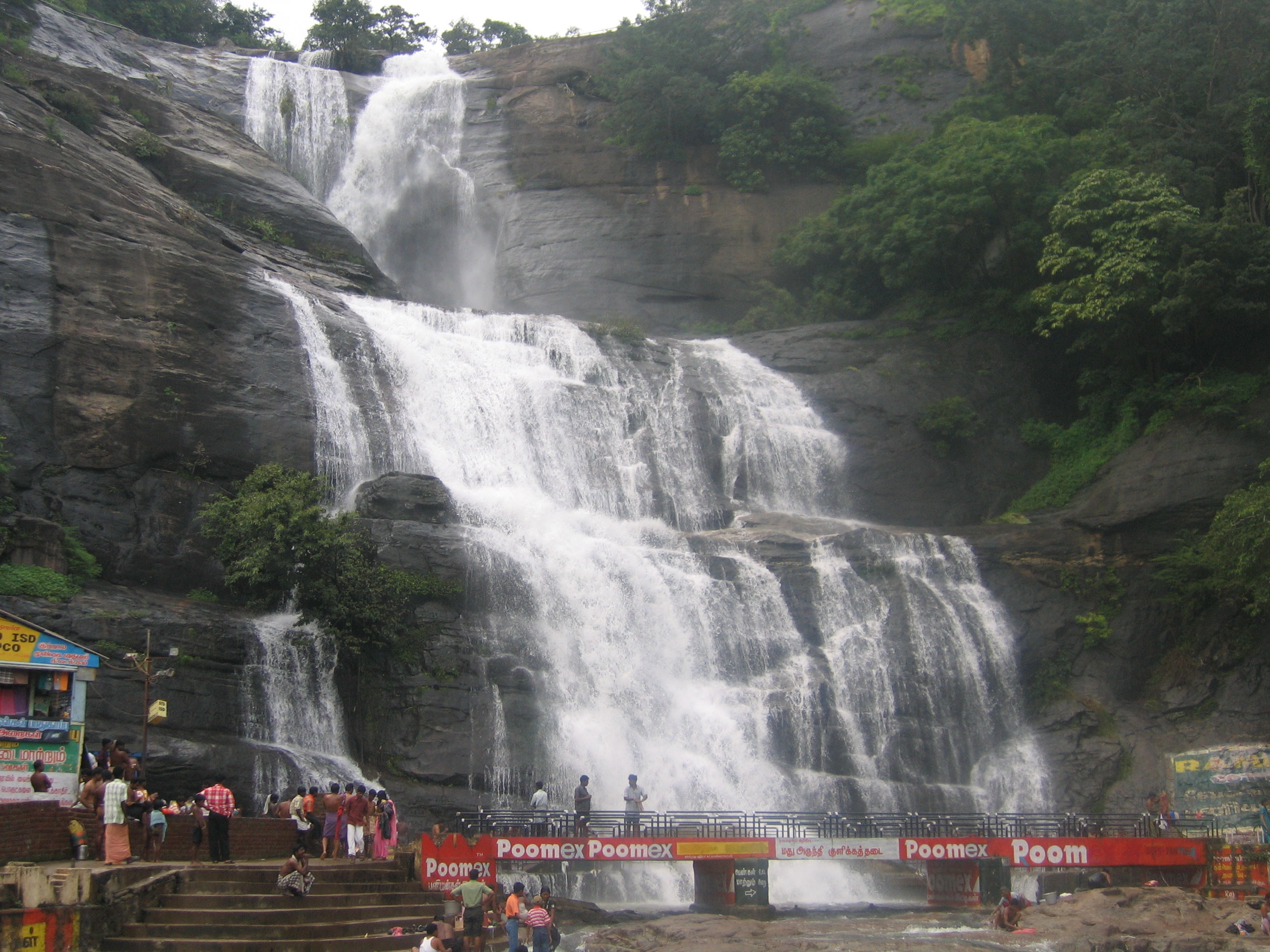
Courtallam.

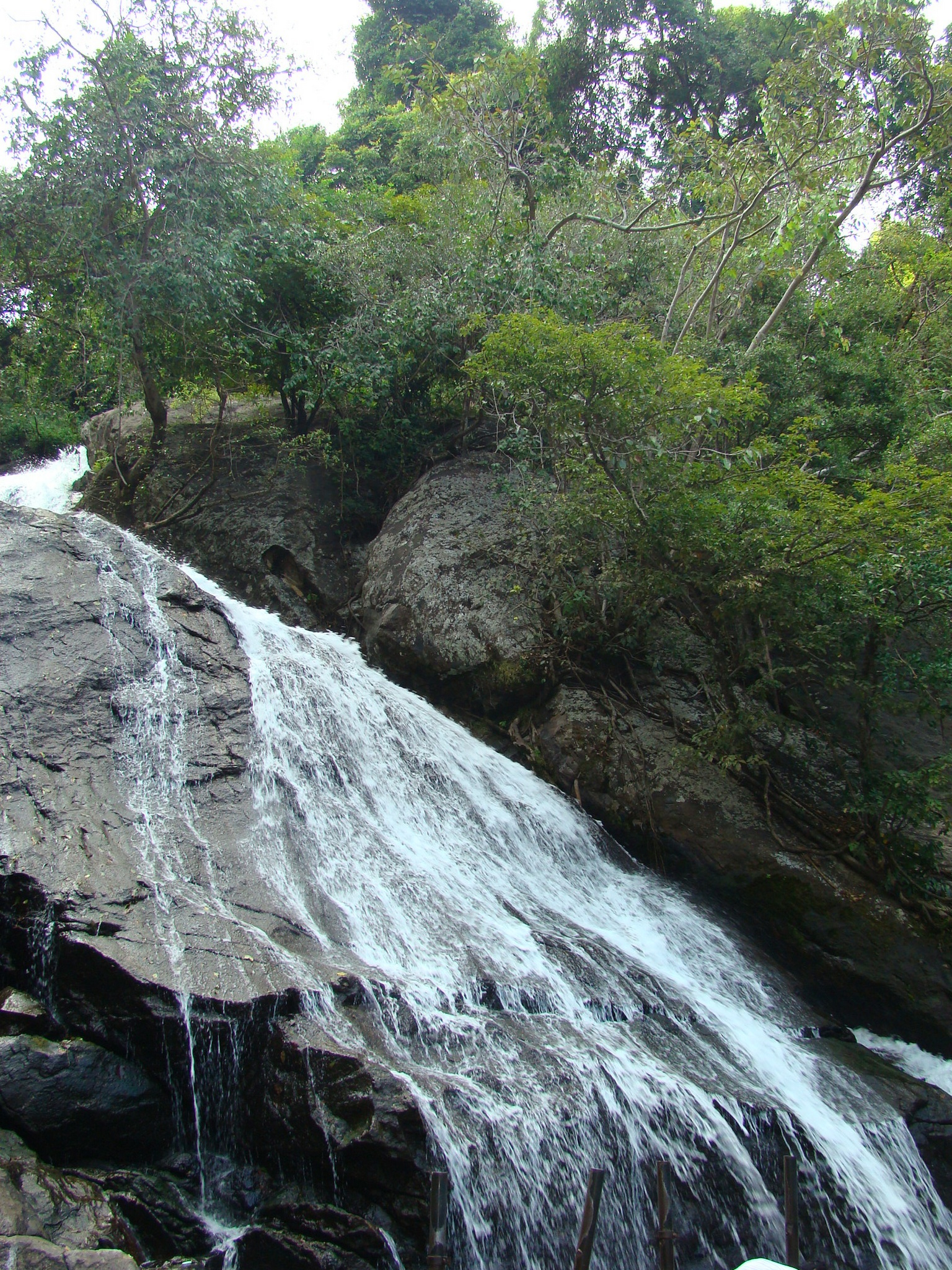
آبشار مانکی.

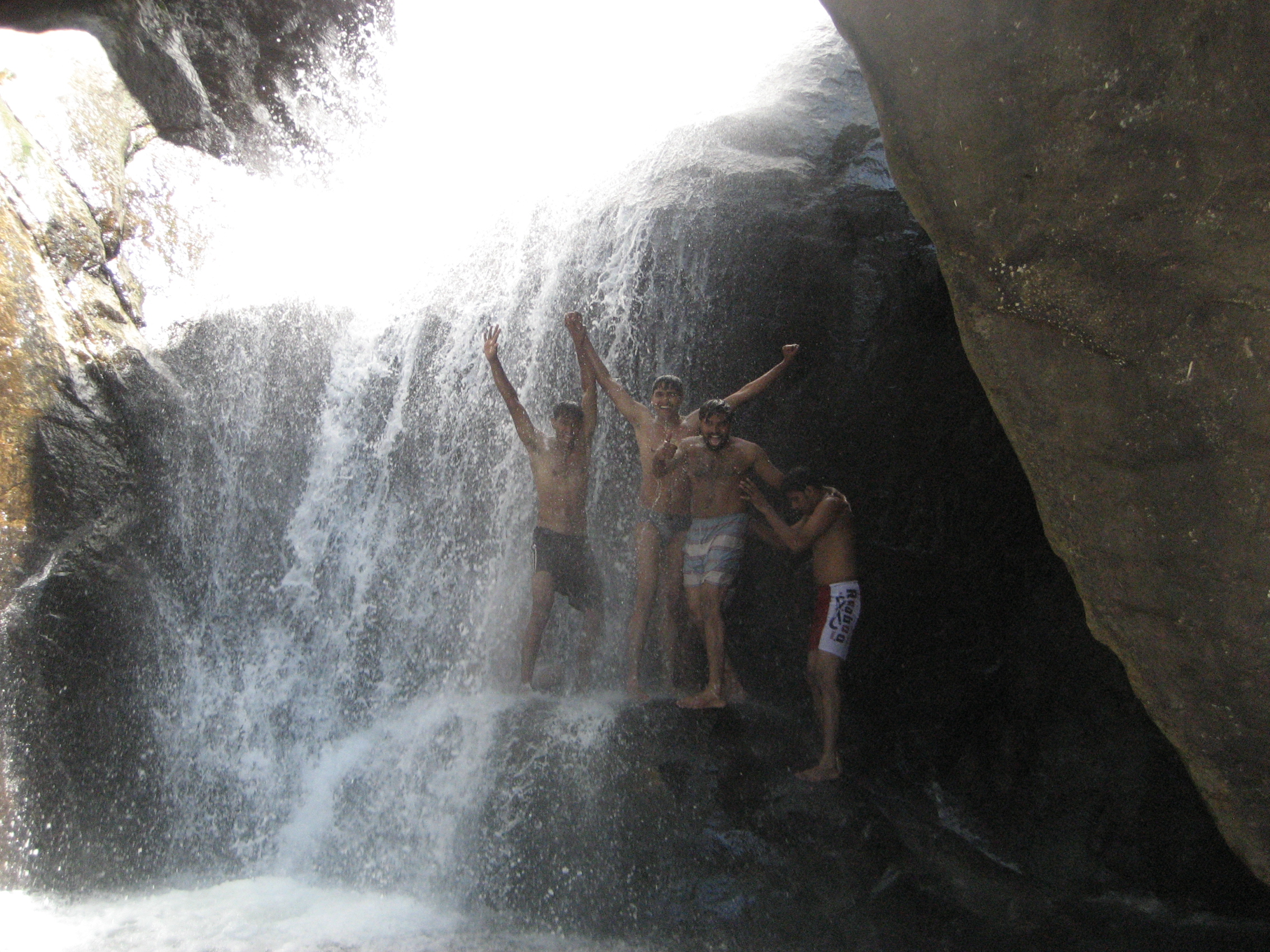
آبشار اولاکاروی.

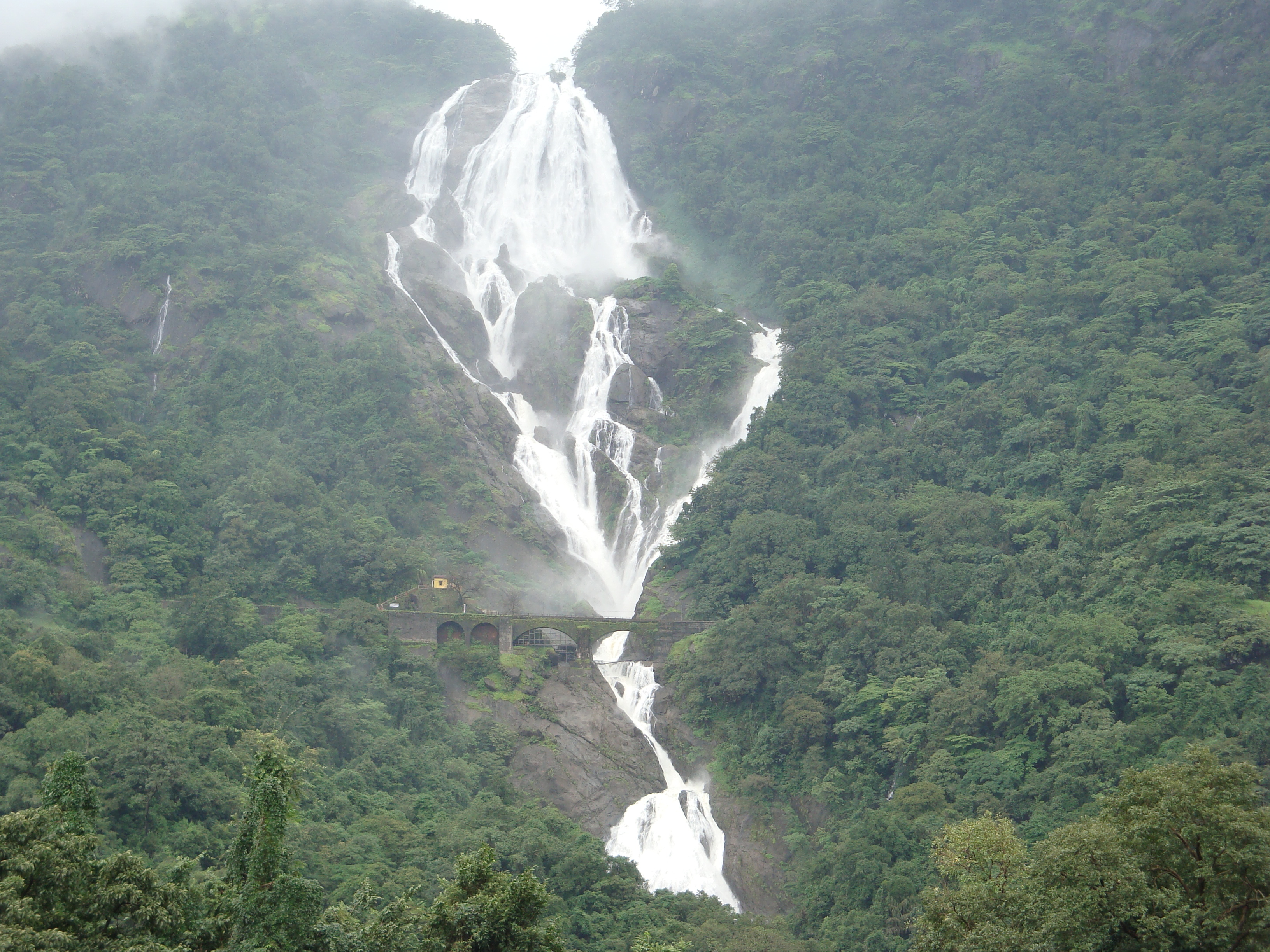
آبشار دودهساگار.

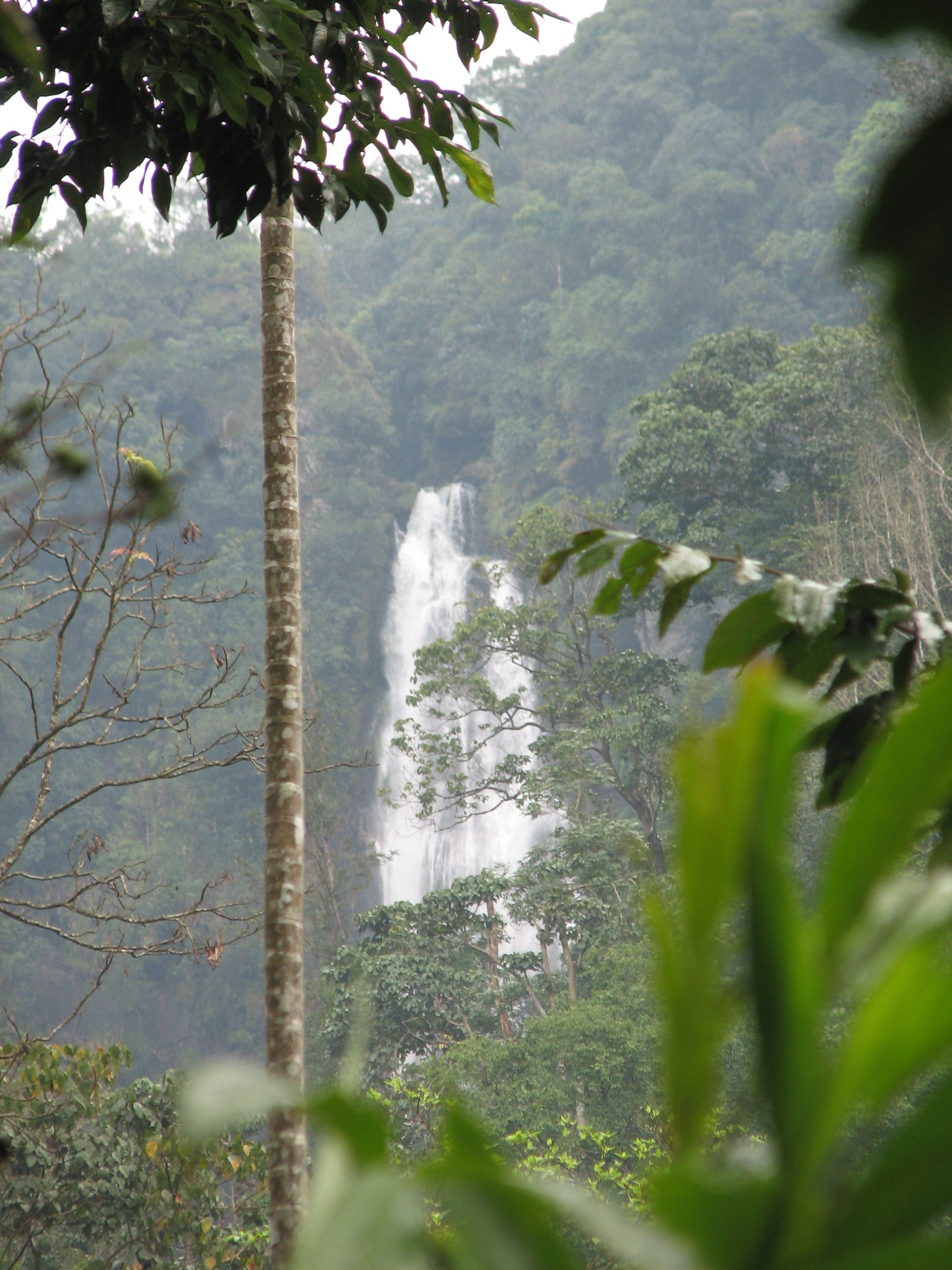
آبشار هب.

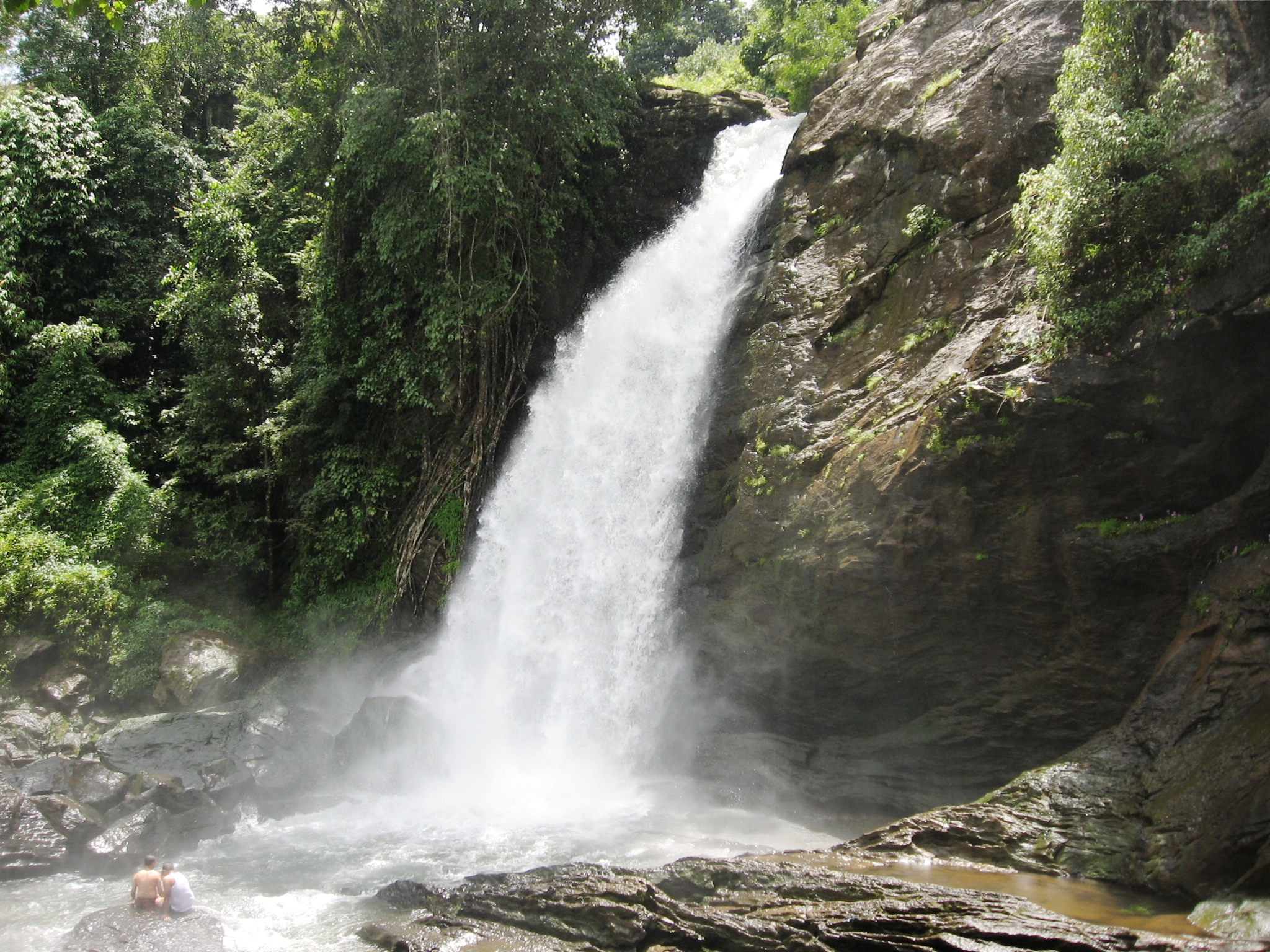
آبشار سوچیپورا.

- آبشار پانداوکادا
- آبشار نوهکالیکای
- آبشار جوراندا
- آبشار جاگ

### اندونزی

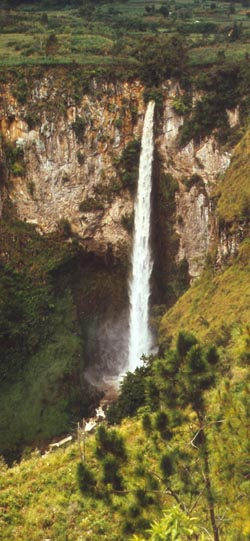
آبشار سیپی‌سوپیسو.

- آبشار سیپی‌سوپیسو

### ژاپن

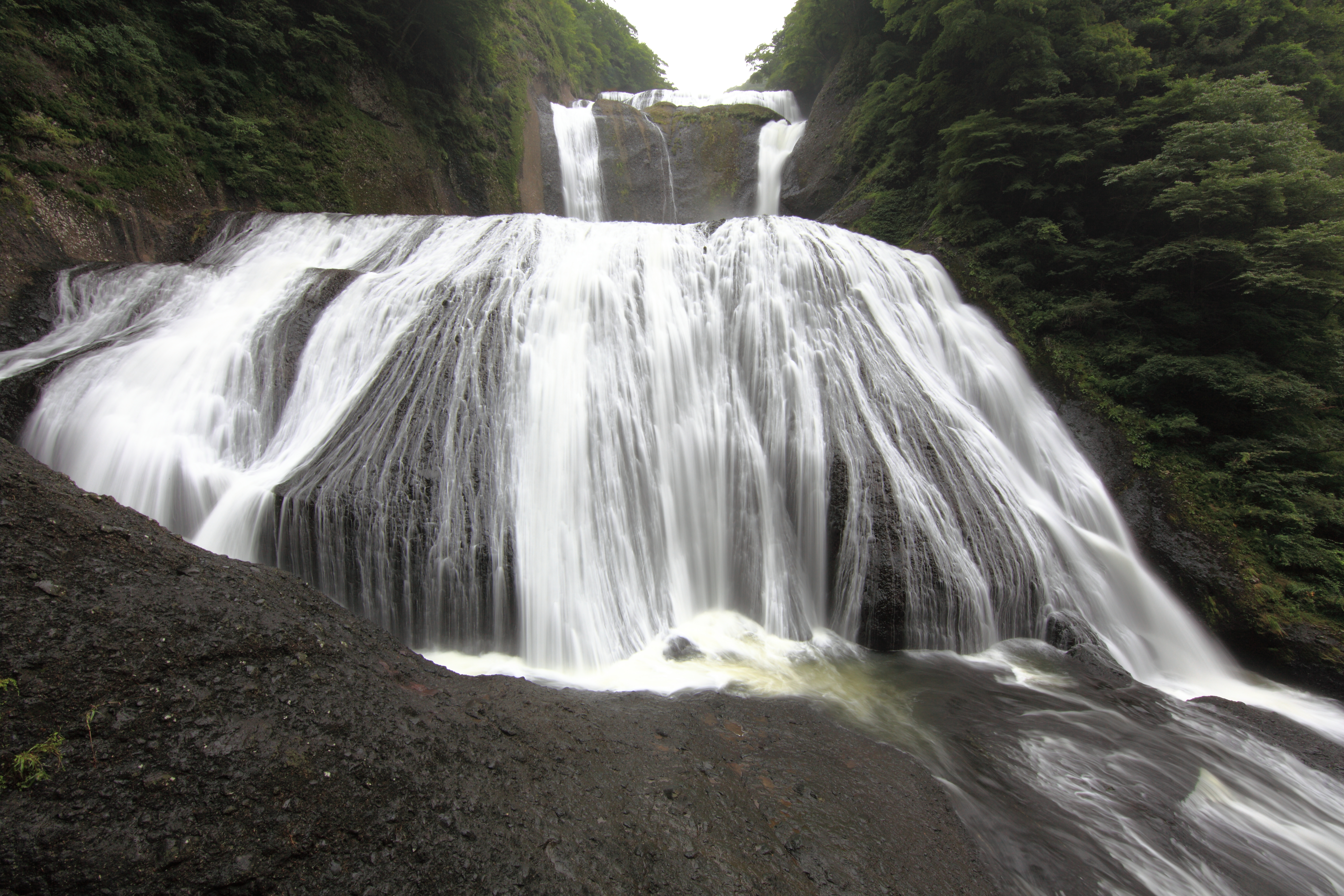
آبشار فوکورودا.

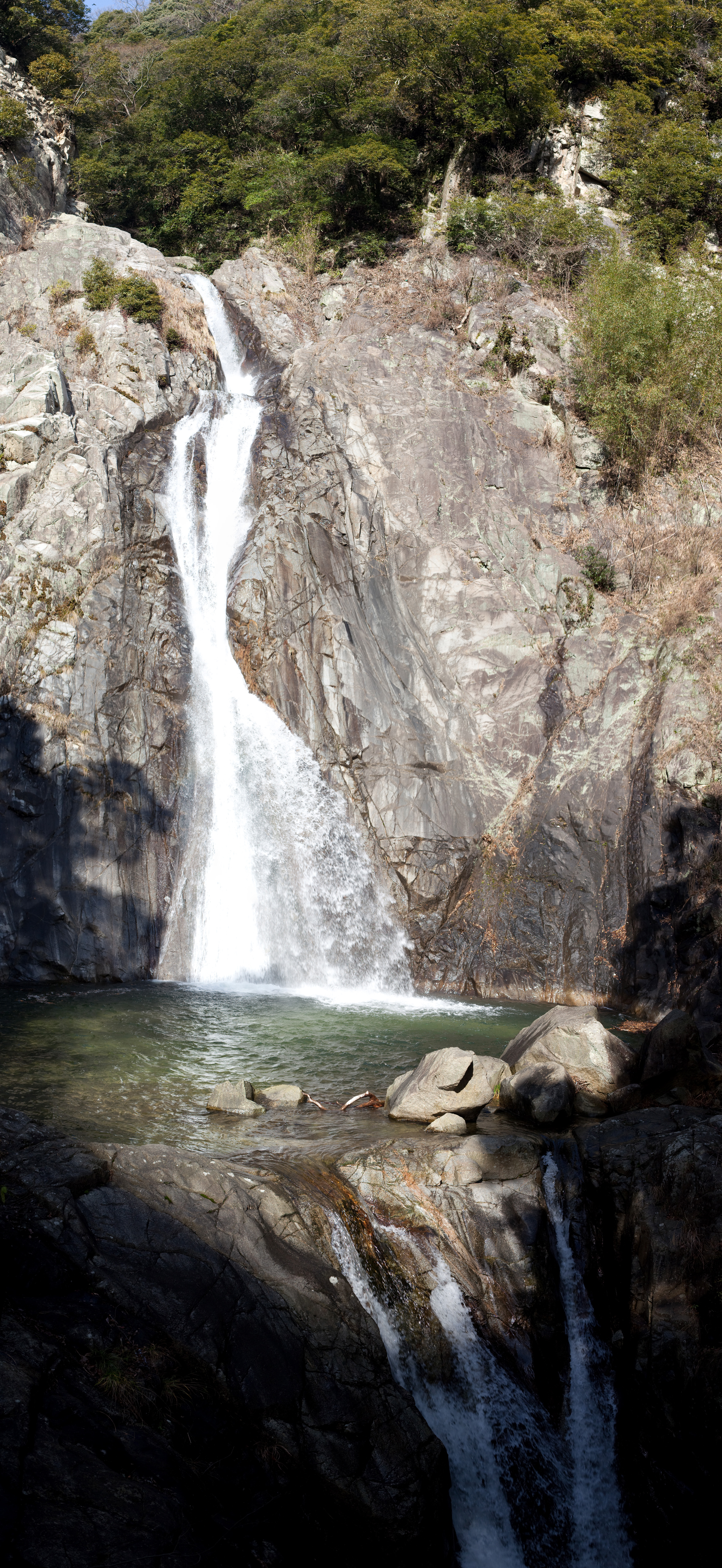
Nunobiki Falls.

- آبشار هانوکی
- آبشار کگون
- آبشار ناچی
- آبشار شومیو

### تایوان
- آبشار جیا لونگ

### سری‌لانکا
- آبشار لاکزاپانا

### بلغارستان
- آبشار براو کامک
- آبشار بابسکو پراسکالو

### استونی
- آبشار والاست

### فنلاند
- آبشار کیتسی‌پوتوس

### فرانسه

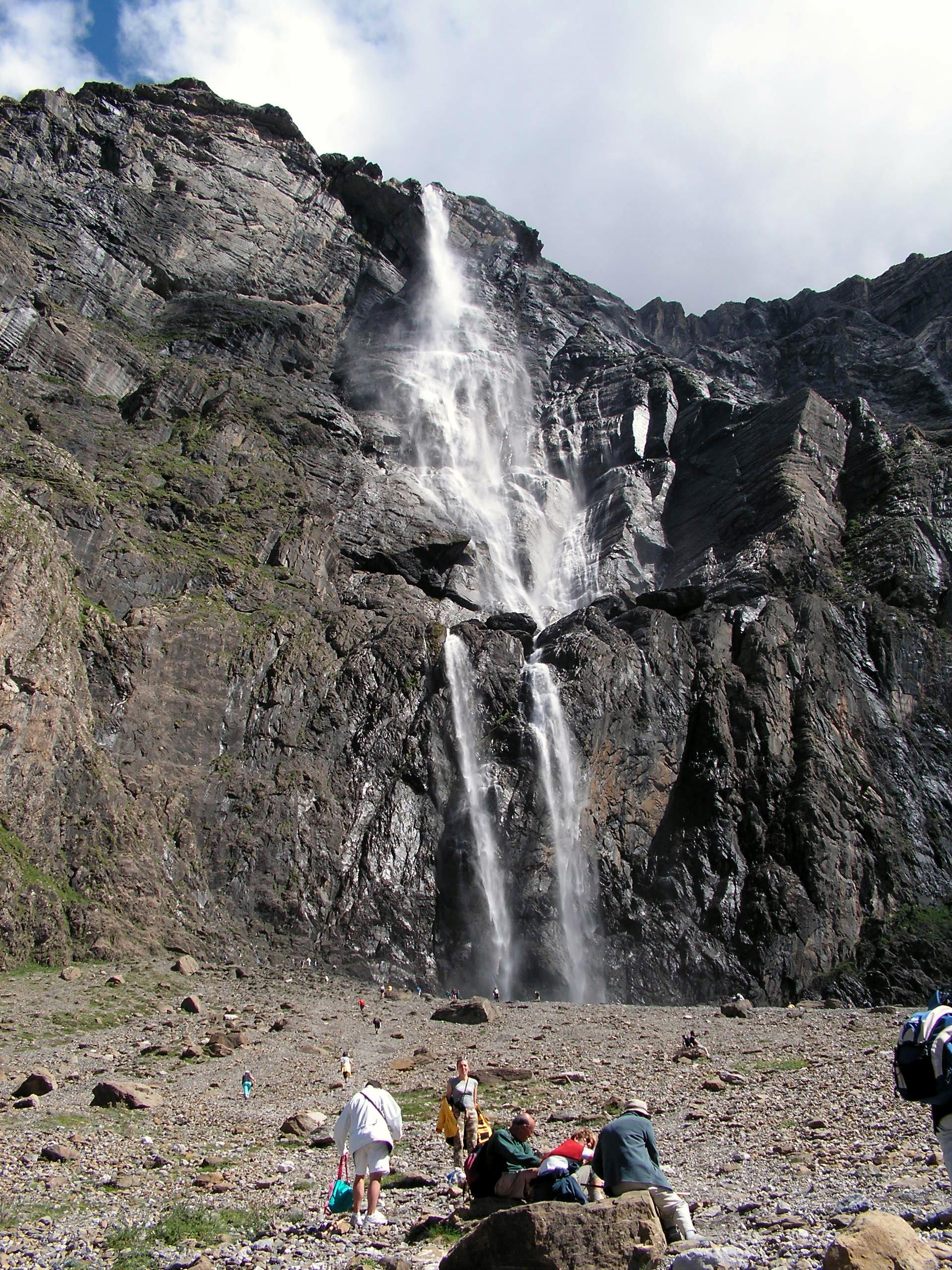
Gavarnie Falls.

- آبشار ترو دو فر

### مجارستان
- آبشار لیلافورد

### فنلاند
- آبشار پیتسوس‌کانگاس

### ایسلند

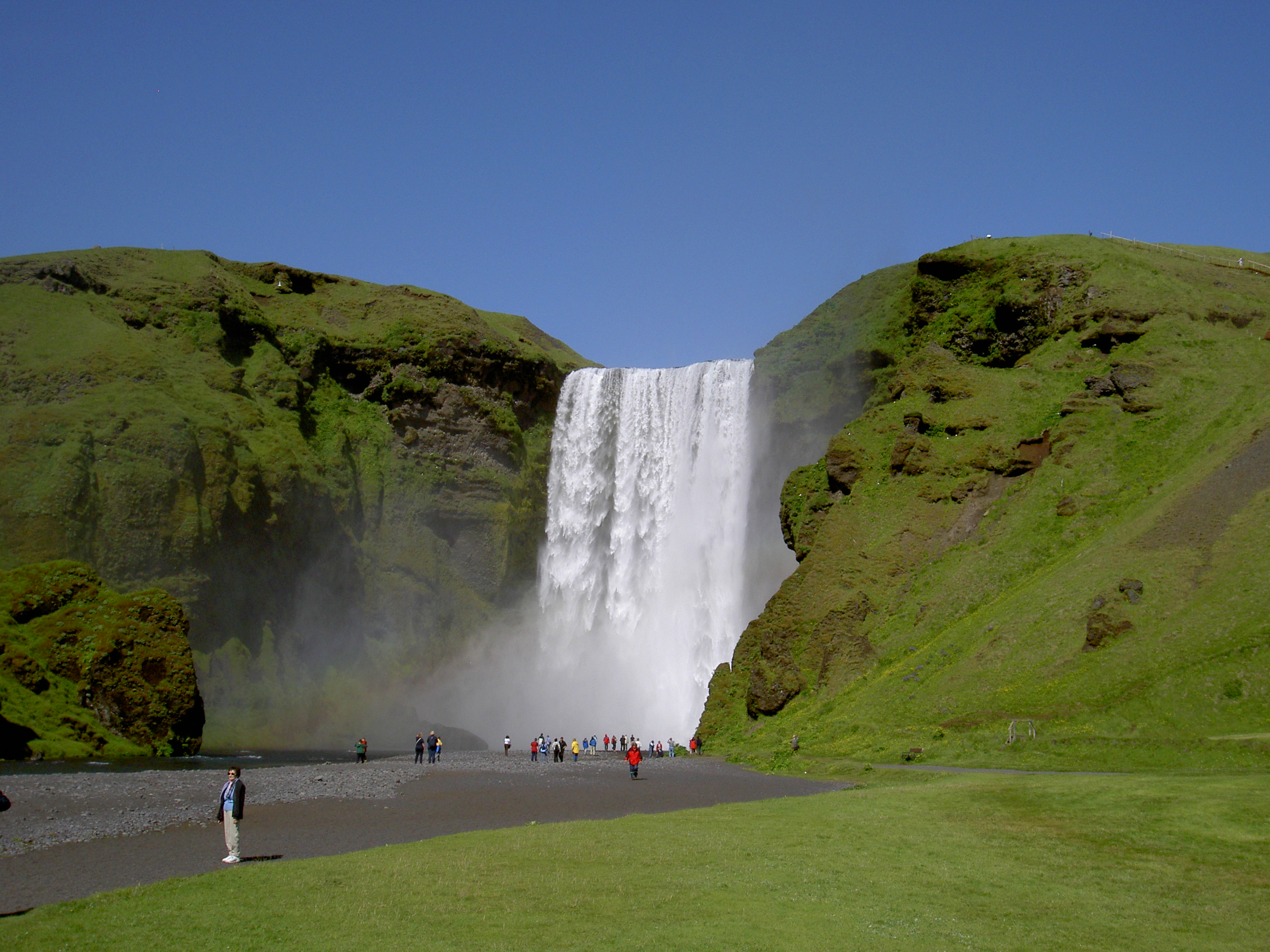
آبشار اسکگوافوس.

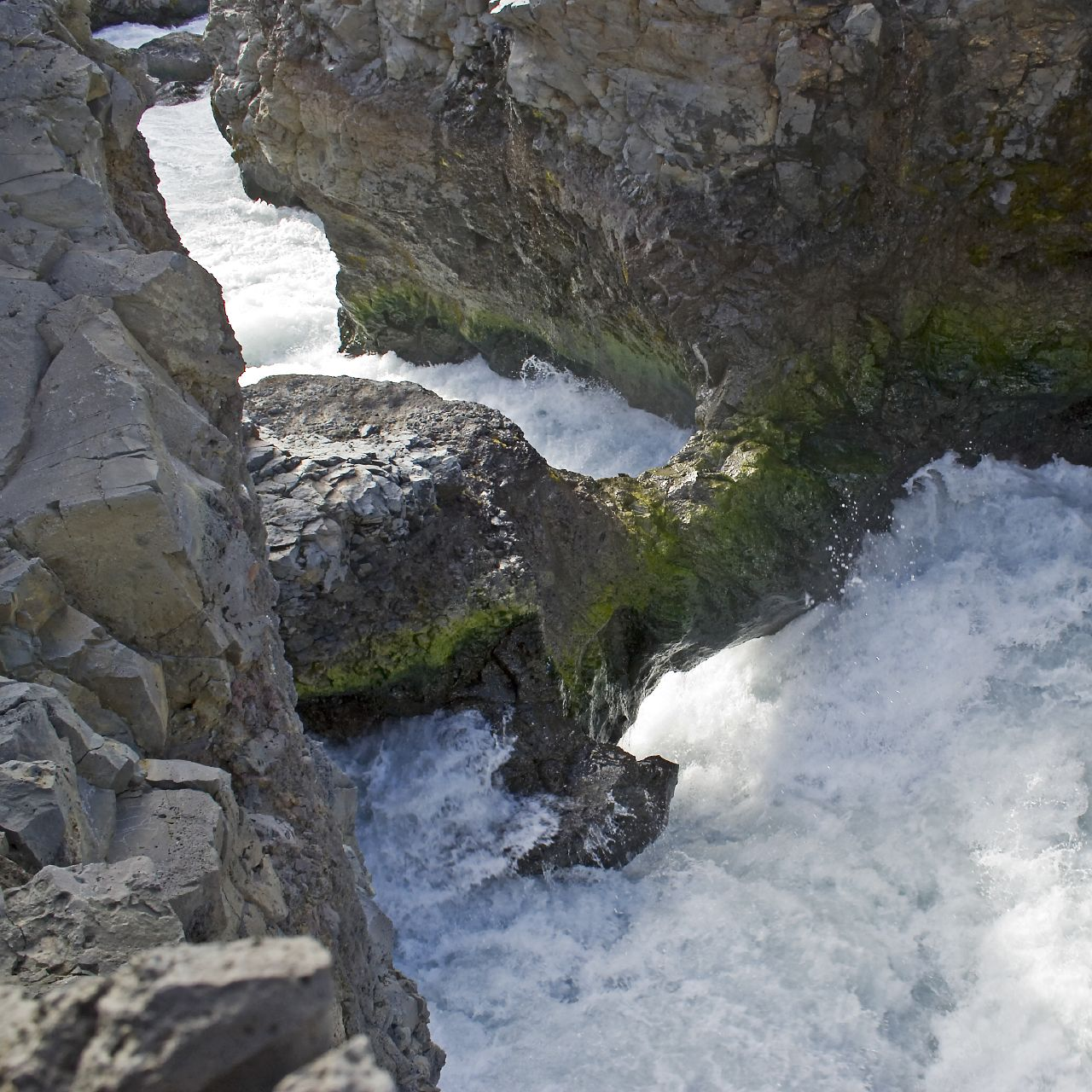
Barnafossar.

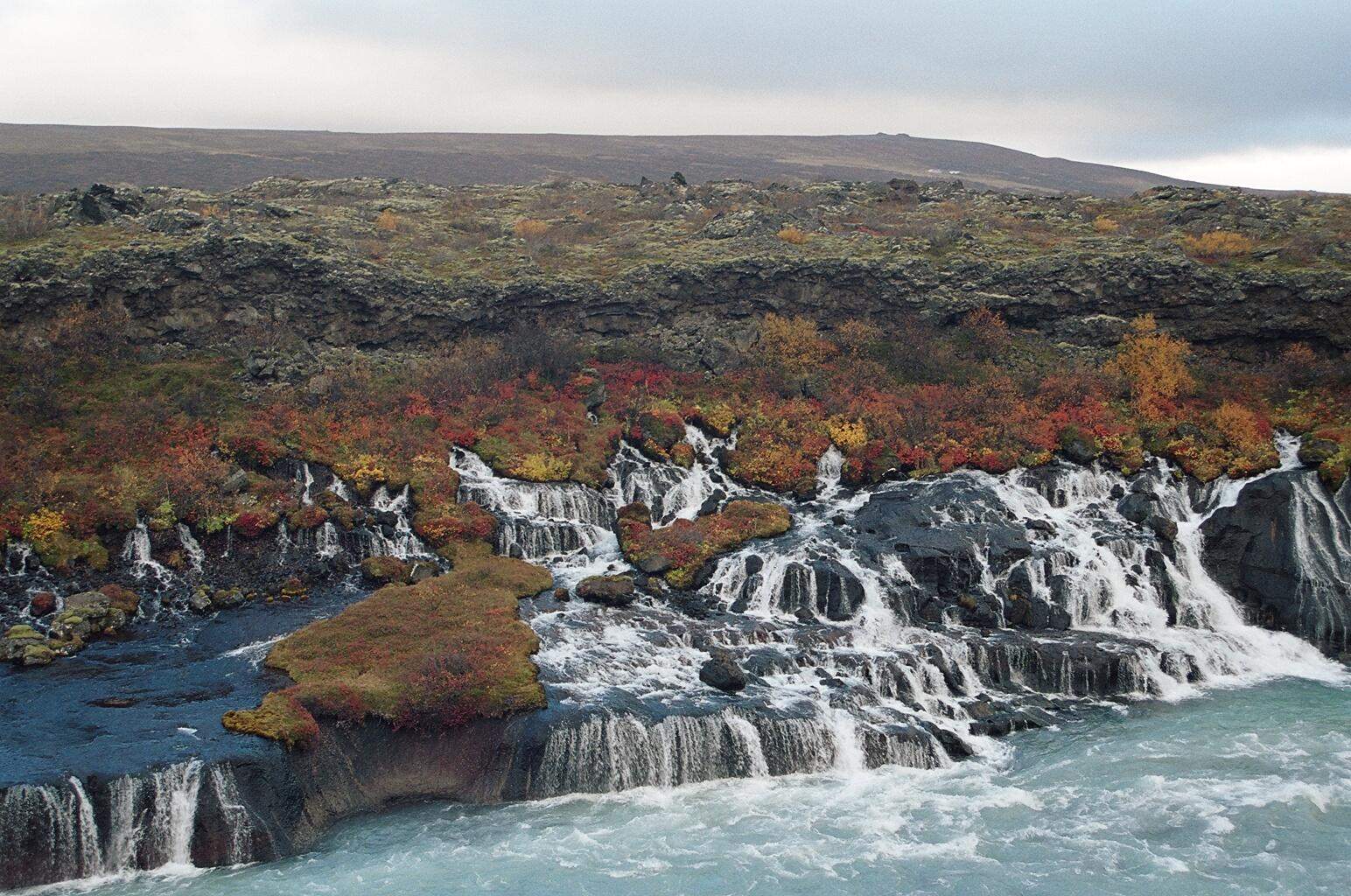
Hraunfossar.

- آبشار سلیالاندفوس
- آبشار اسوارتیفوس
- آبشار اسکگوافوس
- آبشار اوکسارارفوس

### نروژ

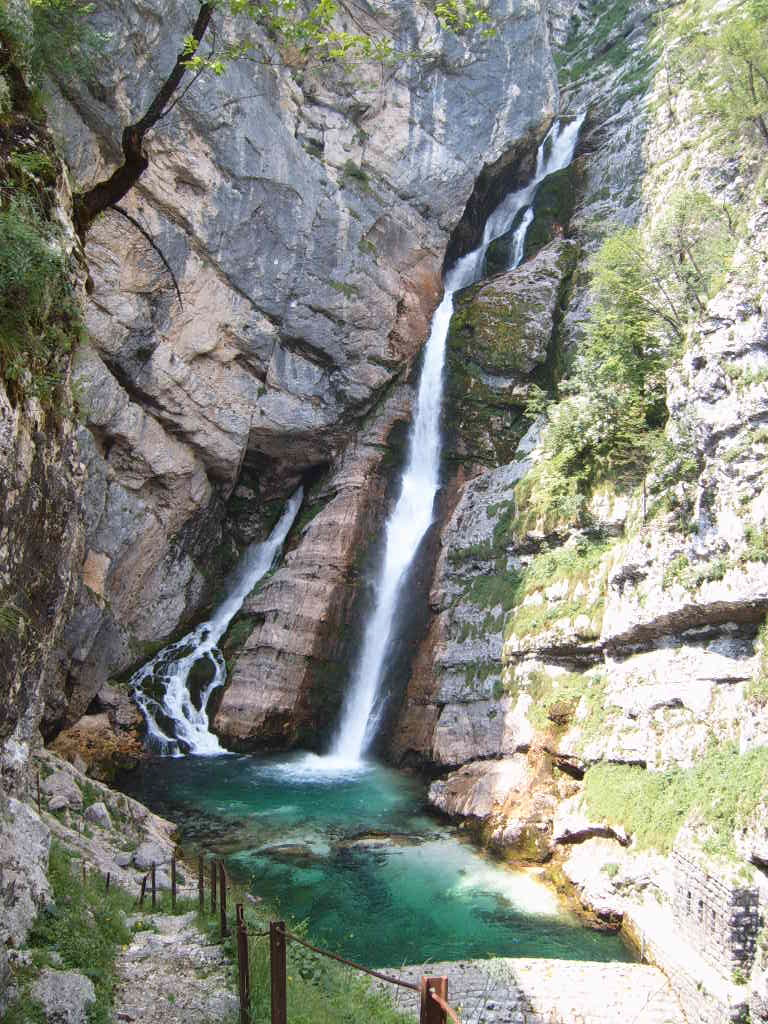
ساوا بوهینیکا.

- آبشار کیل‌فوسن
- آبشار ماردولافوسن
- آبشار مانافوسن
- آبشار ریوکان فوسن
- آبشار اسکریکیوفوسن
- آبشار تیسس ترنگن

### بریتانیا

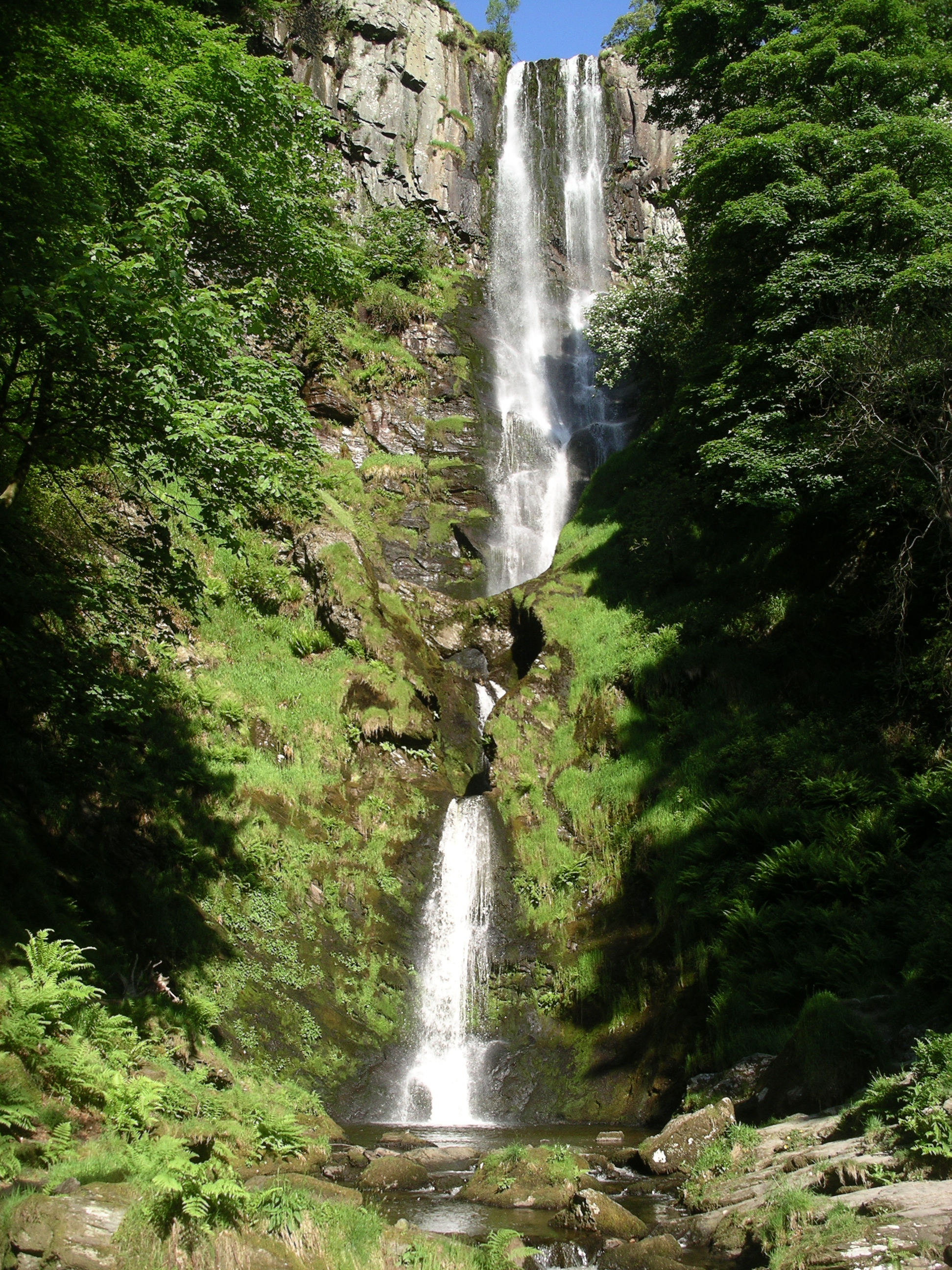
آبشار پیستیل رایدر.

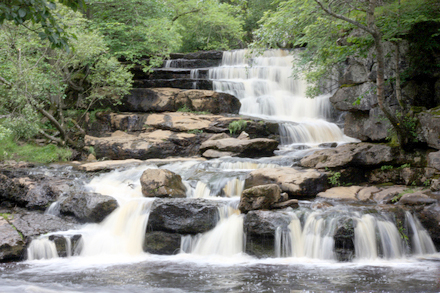
آبشار کاتریک فورس.

- آبشار هاردرو فورس
- آبشار فرود فاور
- آبشار ملینکورت
- آبشار پیستیل رایدر
- آبشار دویل آپندیکس
- آبشار سگود هنرهید

### کانادا

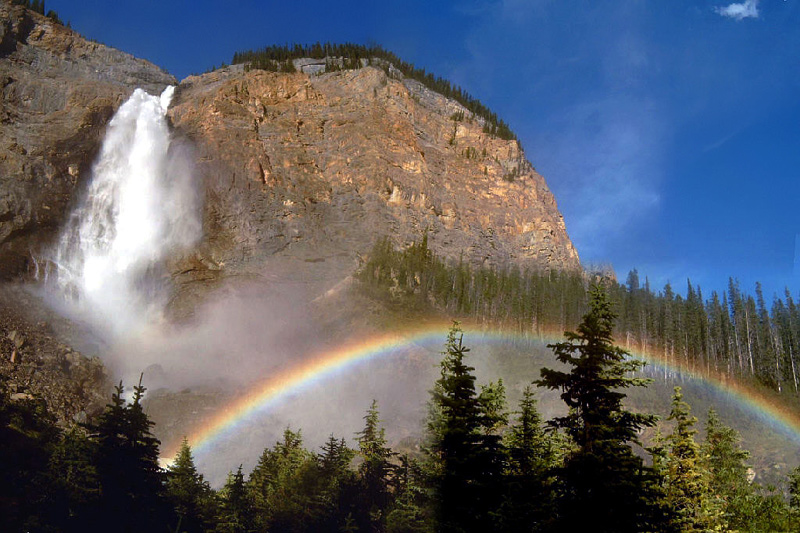
Takakkaw Falls.

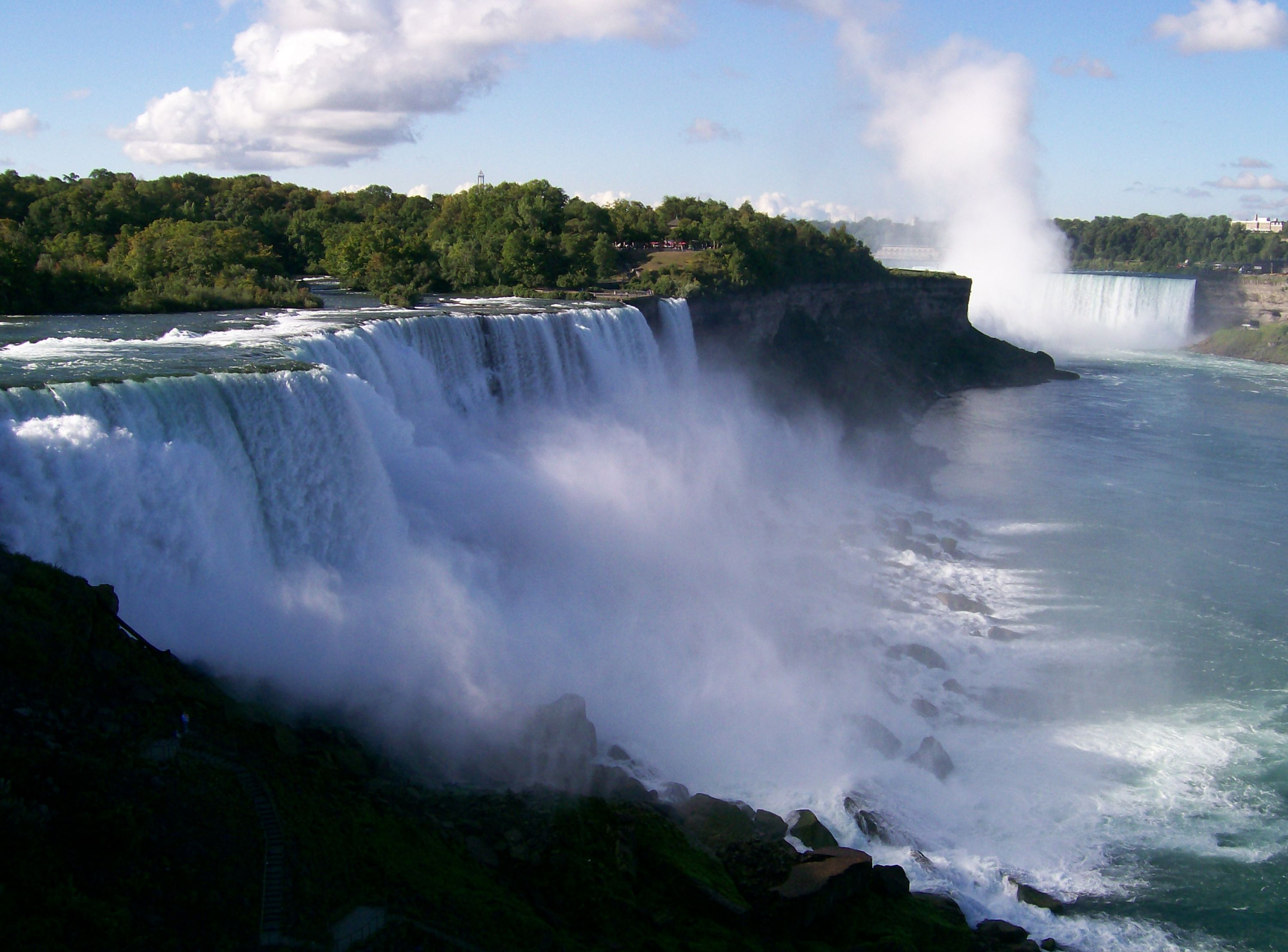
آبشار نیاگارا.

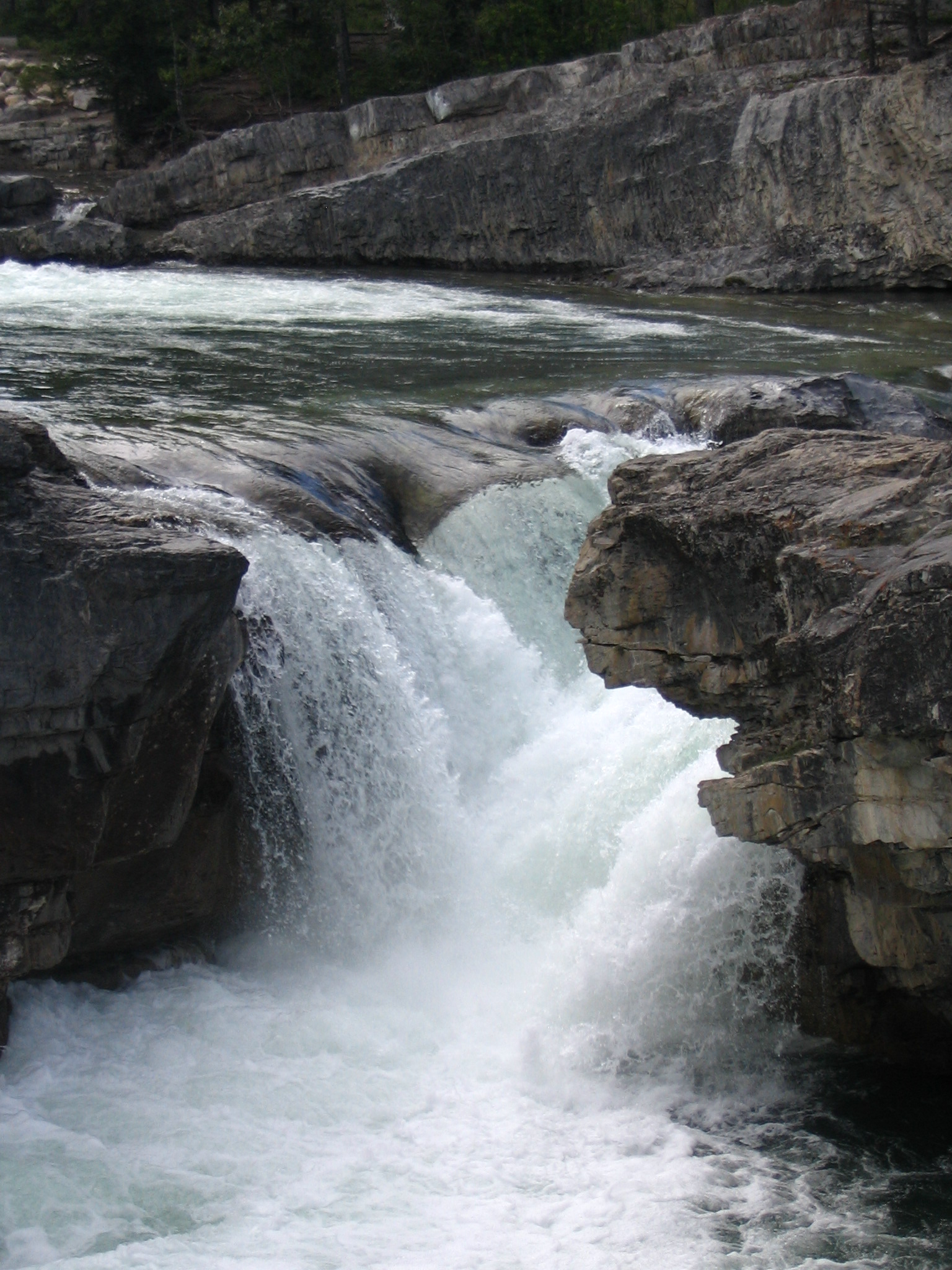
آبشار زانو.

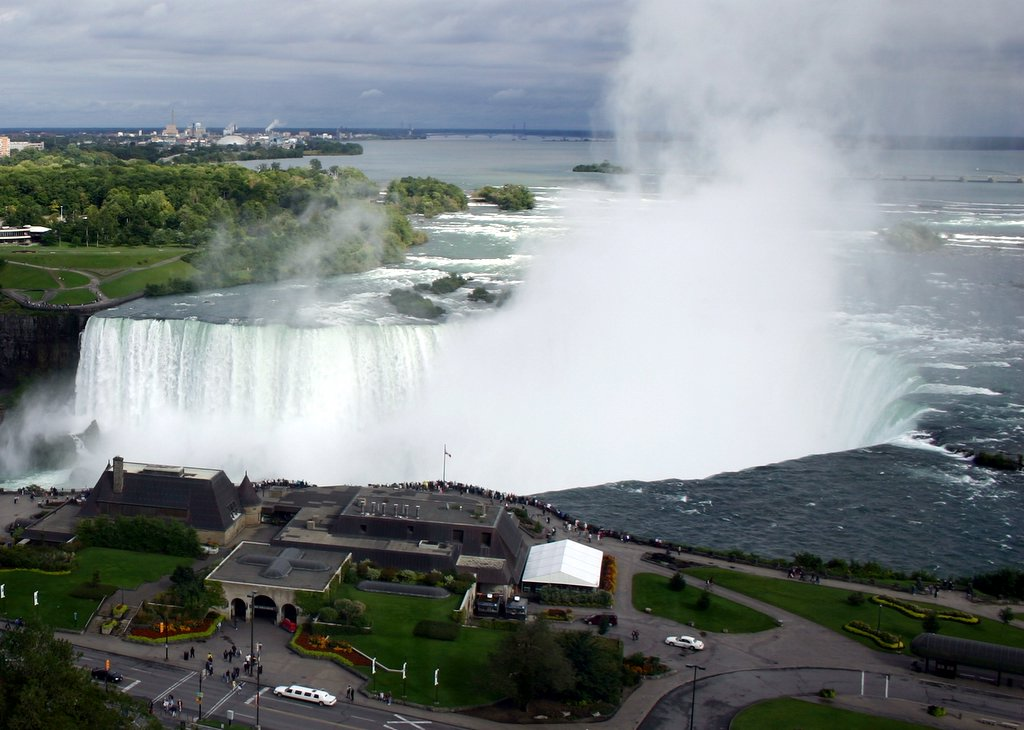
آبشار نعل اسب.

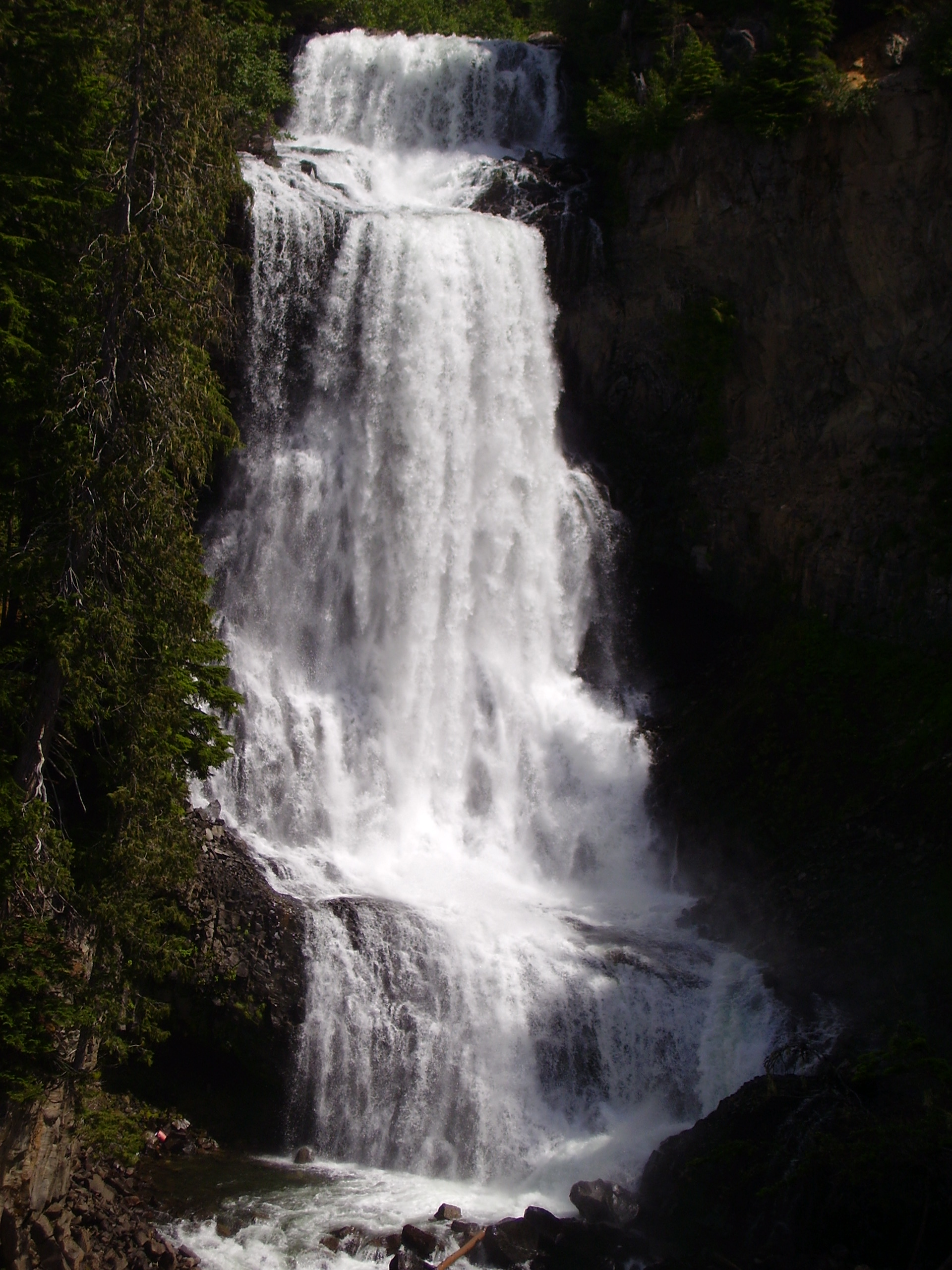
آبشار الکساندر.

- آبشار پانتر
- آبشار برندی واین
- آبشار هونلن
- آبشار هلمکن
- آبشار اسپاهاتس کریک
- آبشار بریدال ویل (کانادا)
- آبشار کاکابکا
- آبشار سندی پوند
- آبشار پیسینگ مار

### کاستاریکا
- آبشار لا فرتونا
- آبشار لا پاز

### جزیره گوادلوپ
- آبشار کاربت

### مکزیک

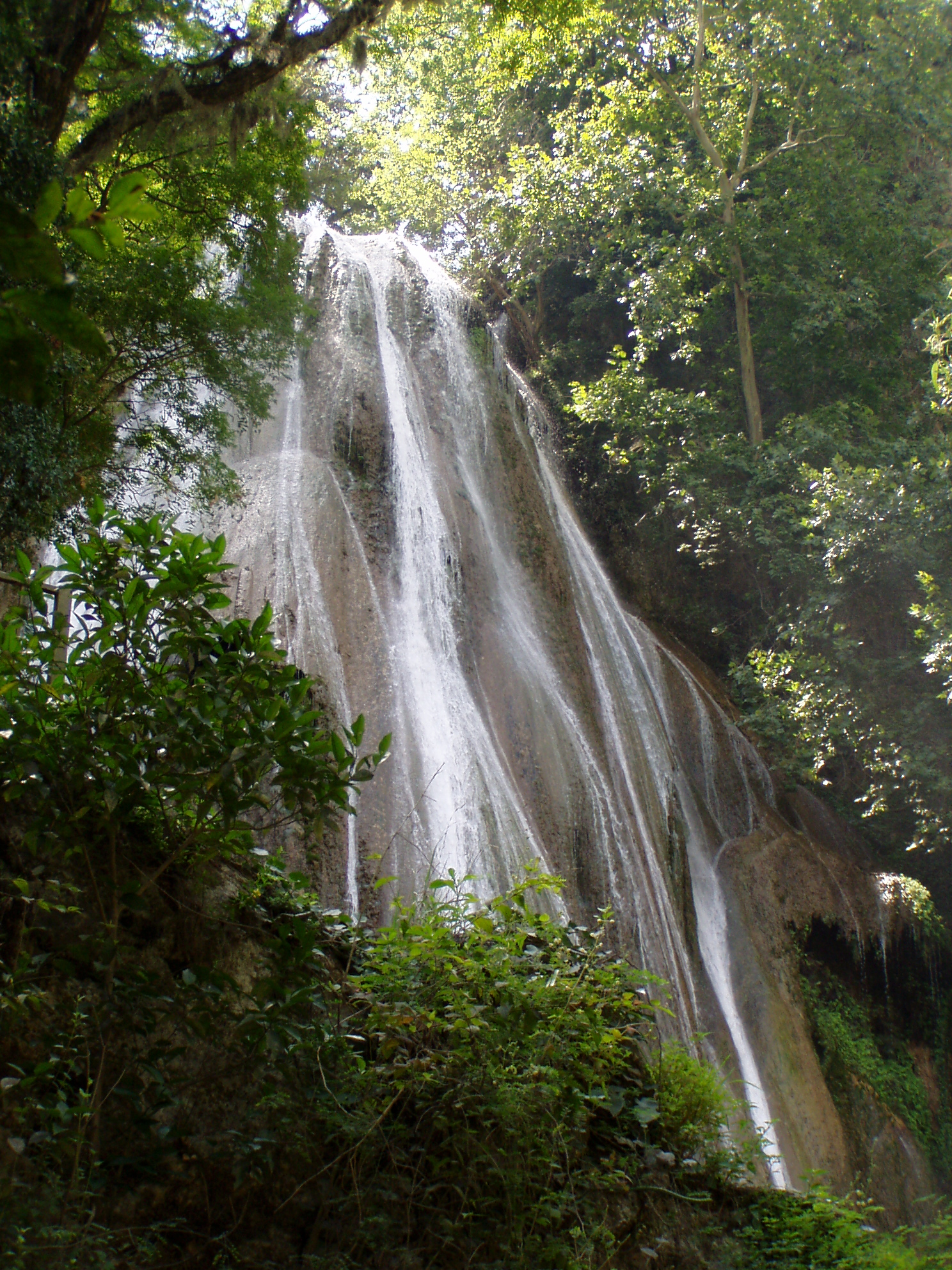
آبشار کولا د کابالو.

- آبشار پیدرا ولادا
- آبشار باساسیچیک

### ایالات متحده آمریکا

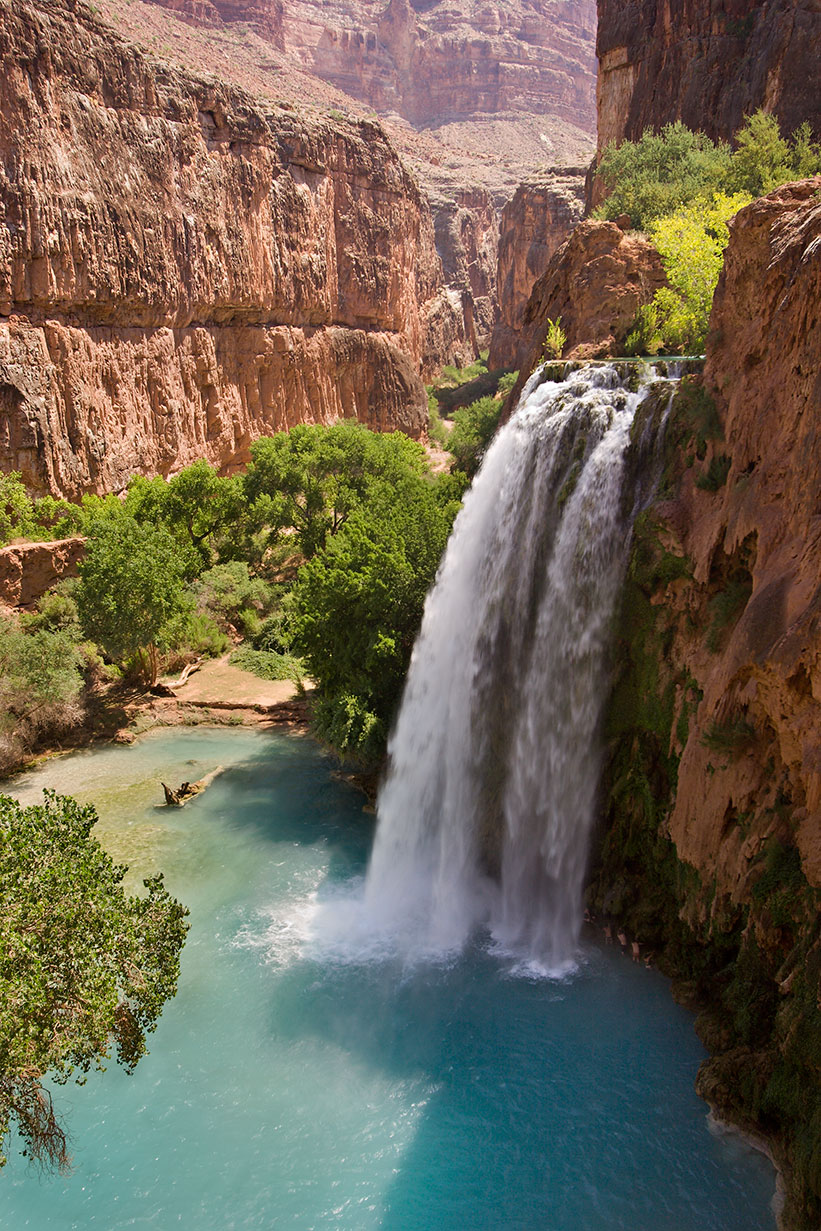
آبشار هوسو.

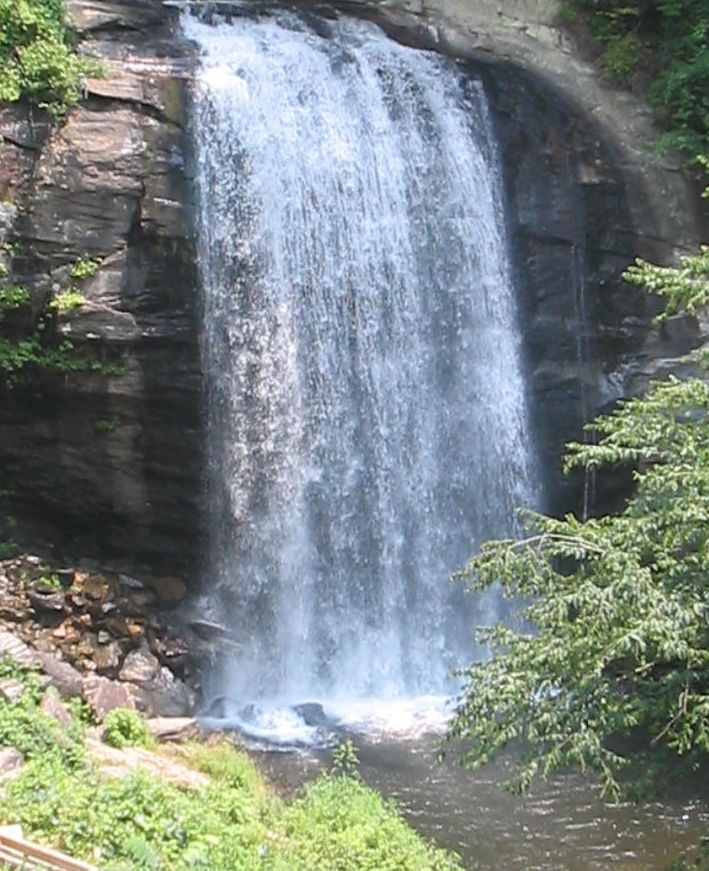
آبشار لوکینگ گلاس.

- آبشار دتسوتو
- آبشار نوکالولا
- آبشار همد این هالو
- آبشار هوسو
- آبشار مونی
- آبشار بریدال ویل (آمریکا)
- آبشار فیئدر
- آبشار مک‌وی
- آبشار ریبون
- آبشار ورنال
- آبشار بریدال ویل (تلورید)
- آبشار توکئوا
- آبشار آکاکا
- آبشار رینبو
- آبشار وایلوا
- آبشار مینه‌هاها
- آبشار ورمیلیون
- آبشار تاوگانوک
- آبشار بریدال ویل
- آبشار داگلاس
- آبشارهای شولز
- آبشار لوکینگ گلاس
- آبشار مور کاو
- آبشار اسلیک راگ
- آبشار ویندو (هانگینگ راک)
- آبشار توکتی
- آبشار واتسون
- آبشار راون کلیف (کارولینای جنوبی)
- آبشار کریک
- آبشار بریدال ویل (واشینگتن)
- آبشار پالئوس
- آبشار پیرل
- آبشاراسنوکوالیم
- آبشار تاور
- آبشار یلو استون
- آبشار آیریس
- آبشار موس

### استرالیا

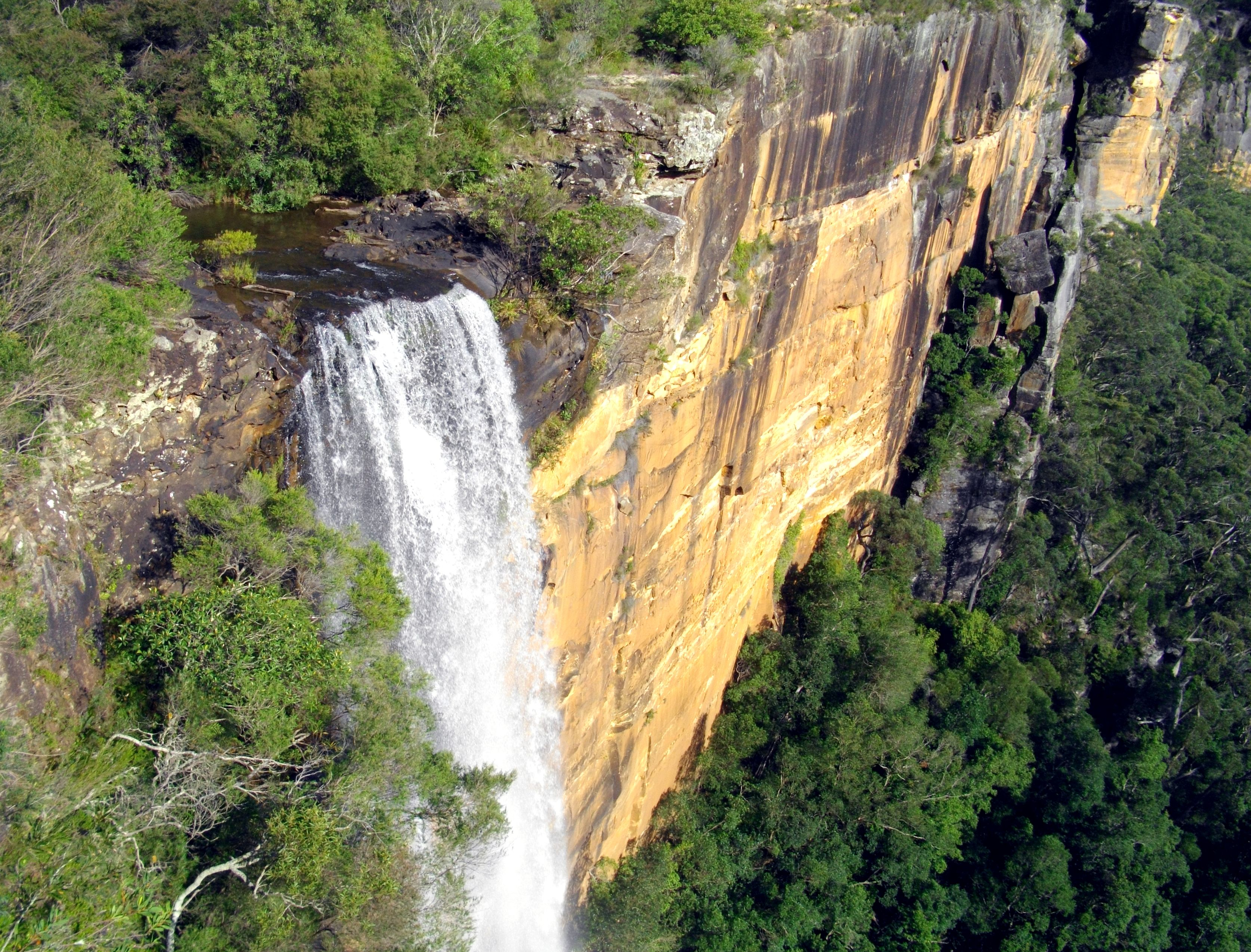
آبشار فیتزوری.

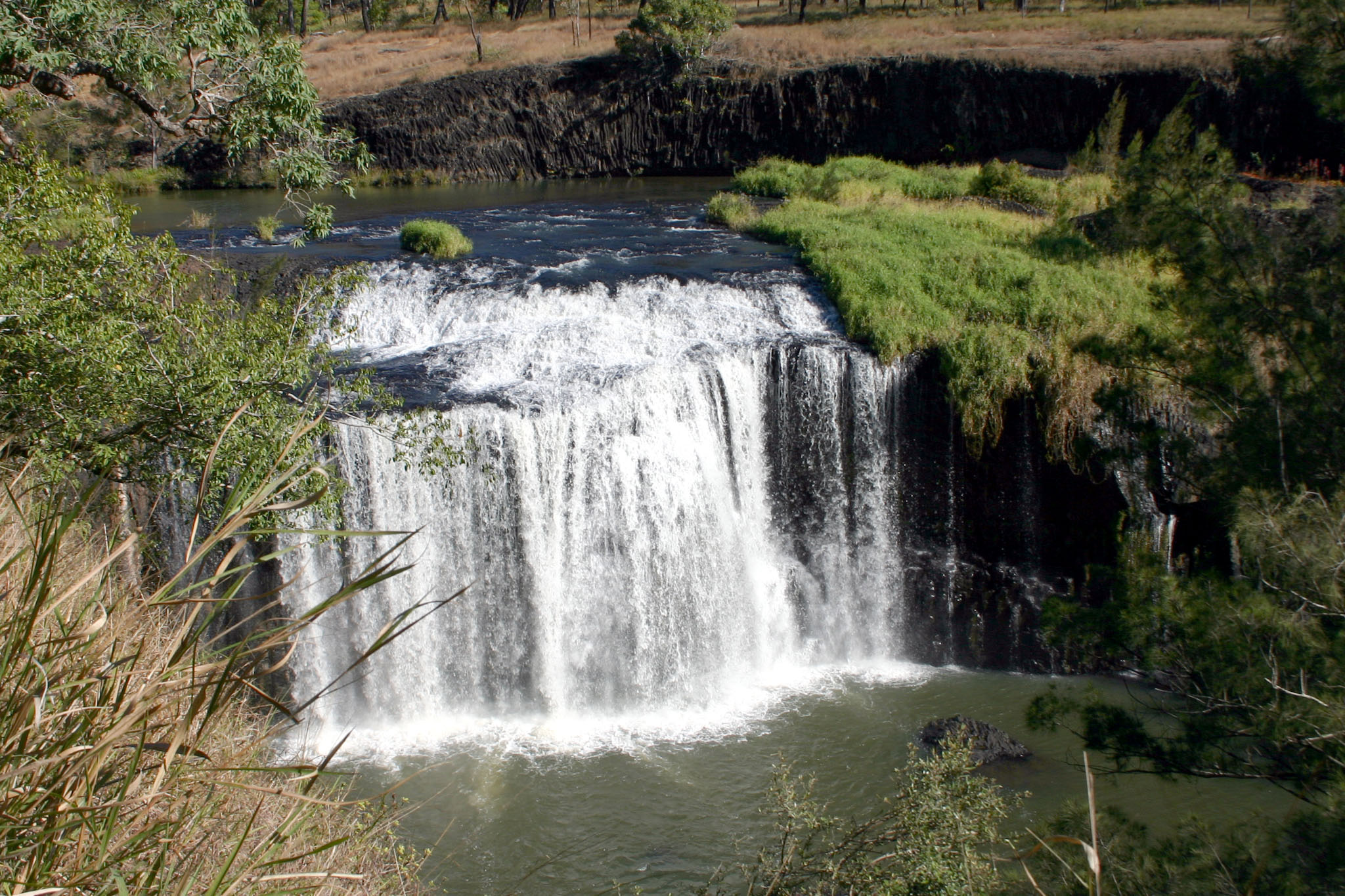
آبشار میل‌استریم.

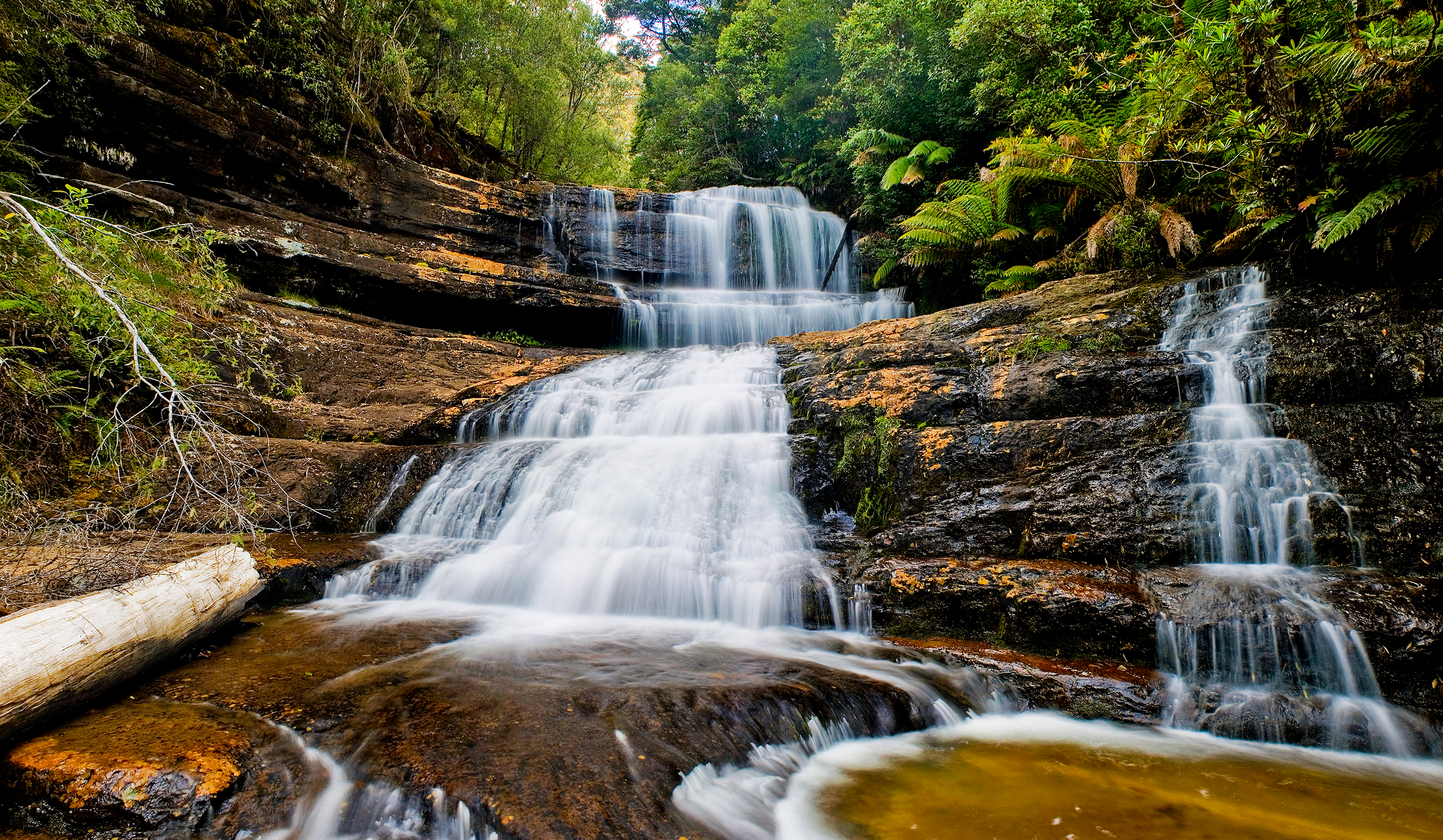
Lady Barron Falls.

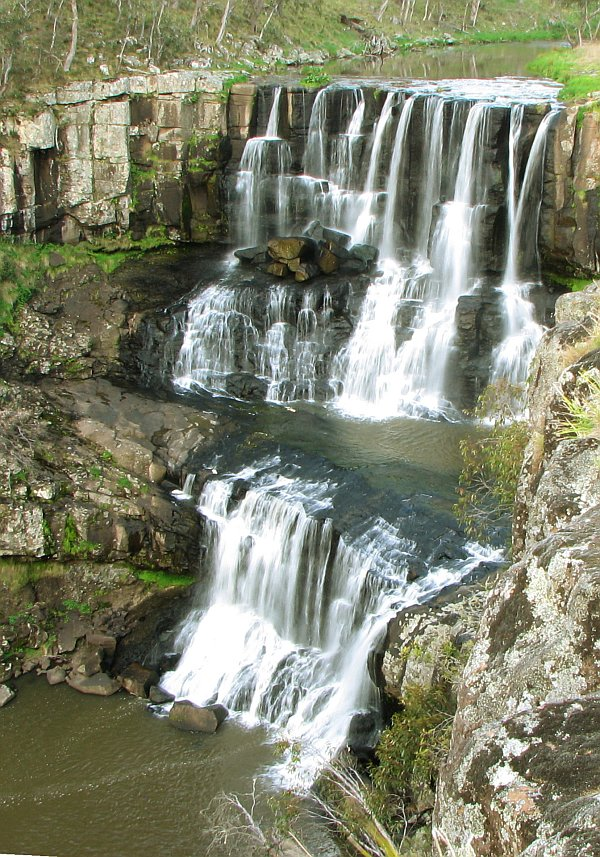
آبشار ابور.

- آبشار دانجار
- آبشار النبورگ
- آبشار فیتزوری
- آبشار جیم جیم
- آبشار تالمر
- آبشار بلنکو
- آبشار میلا میلا
- آبشار پورلینگ بروک
- آبشار کوین ماری
- آبشار والامن
- آبشار دلانیز
- آبشار هاپتون
- آبشار فانتوم

### نیوزلند

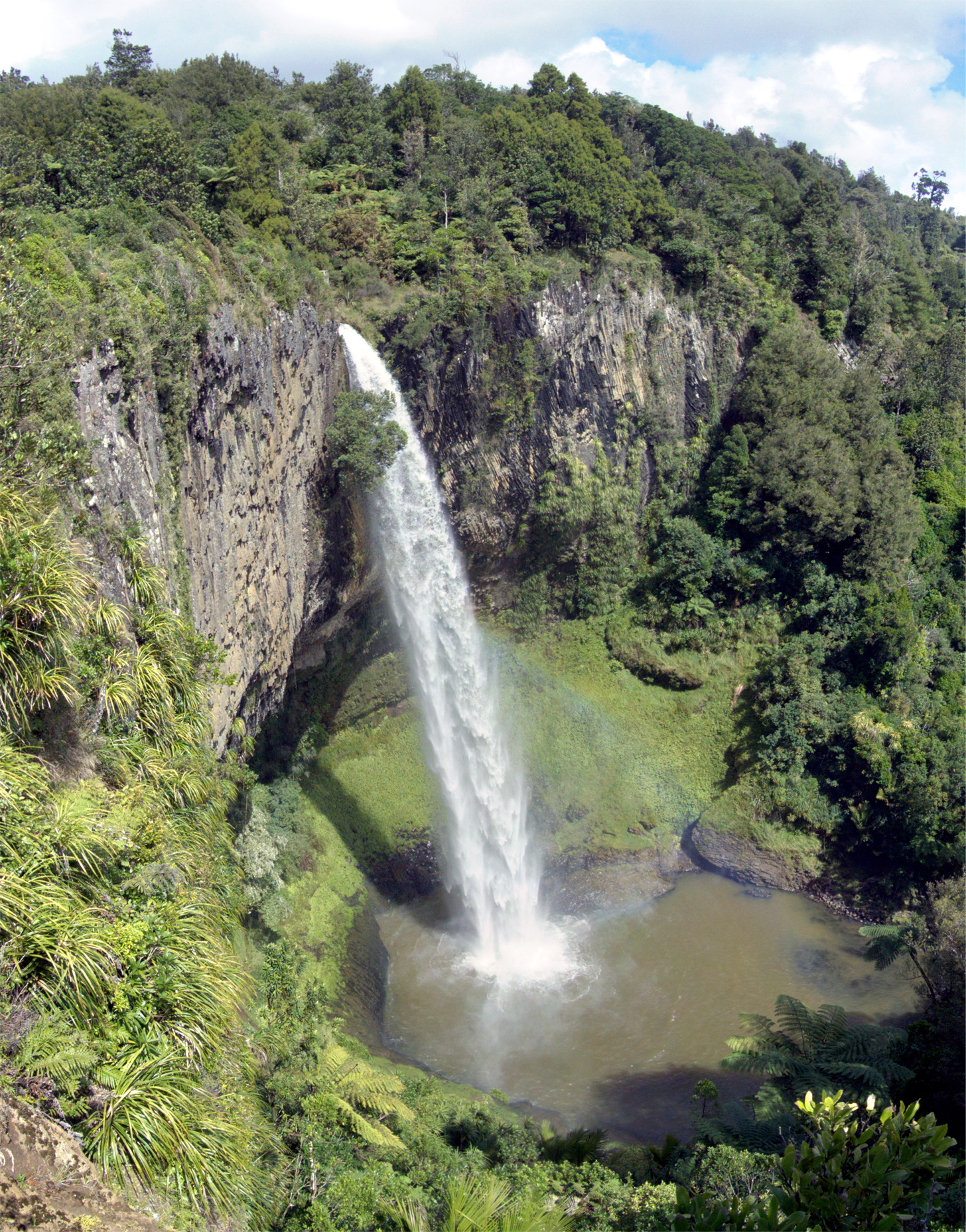
آبشار بریدال ویل (نیوزلند).

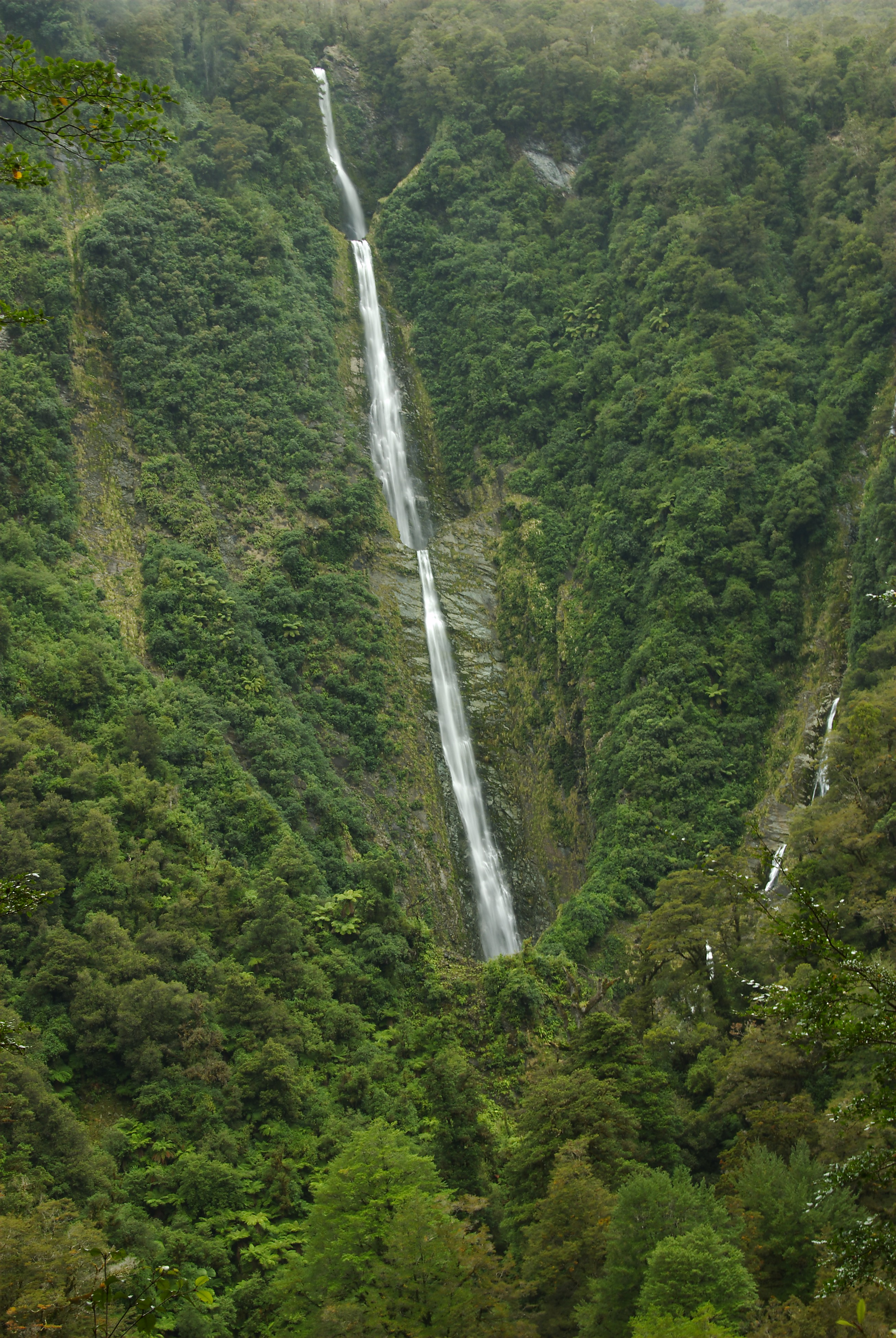
آبشار هومبولدت.

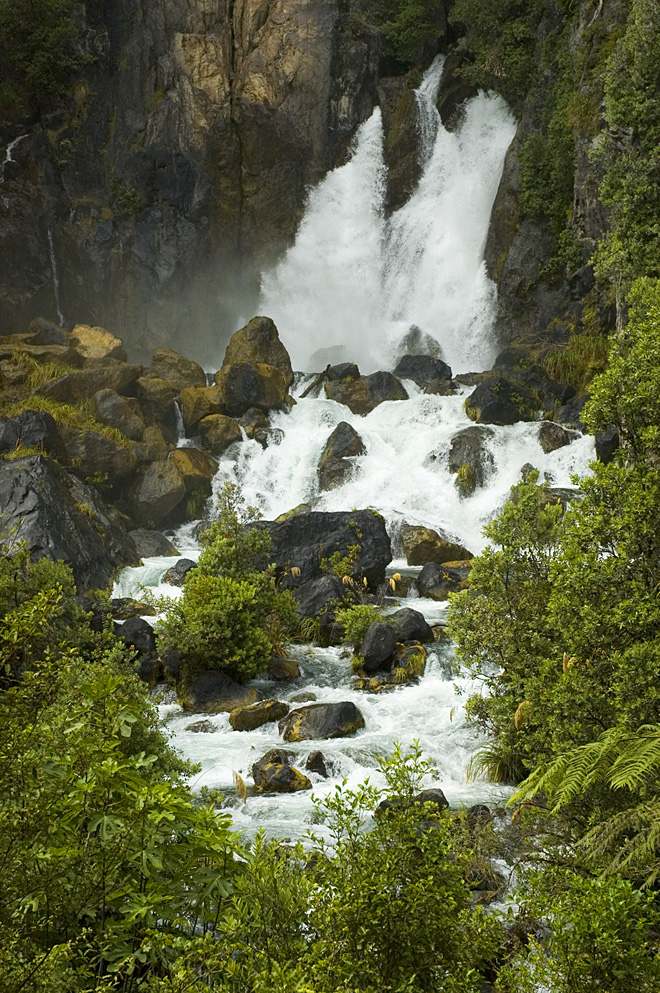
آبشار تاراورا.

- آبشار رینبو (نیوزلند)
- آبشار بریدال ویل (نیوزلند)
- آبشار وایرر

### برزیل
- آبشار فوماچا
- آبشار کاراکول

### ونزوئلا
- آبشار آنجل
- آبشار کوکوئنان

## دم اسبی

### لسوتو
- آبشار مالتسونیان

### آفریقای جنوبی
- آبشار هاویک

### هند
- آبشار بودانگیری

- آبشار سوگل

- آبشار تالایار
- آبشار خاندادهر
- آبشار دودوما
- آبشار راجات پراپات
- آبشار سوویت
- آبشار کدوماری
- آبشار پالارووی
- آبشار آثیرپیلی

### فیلیپین

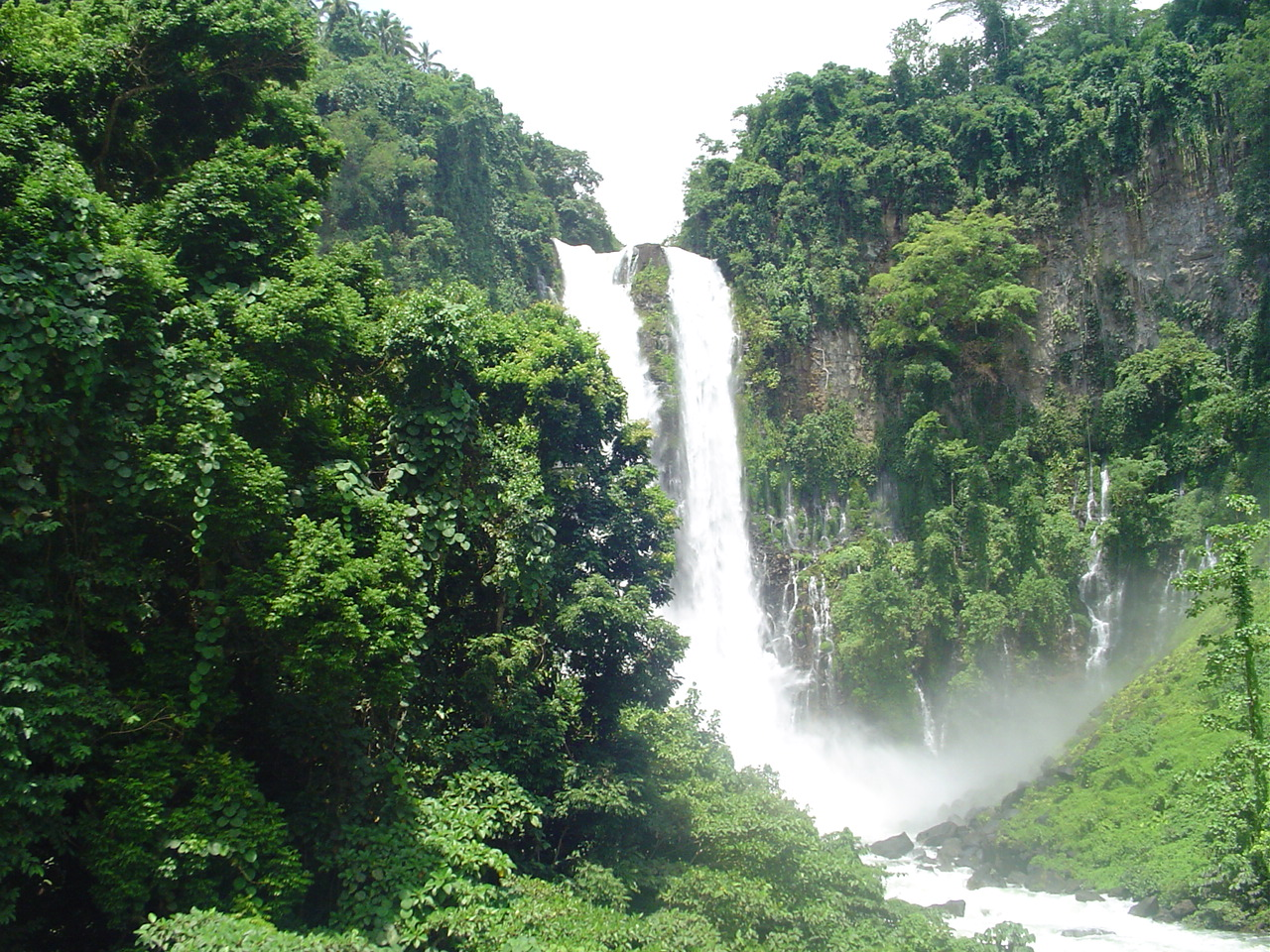
آبشار ماریا کریستینا.

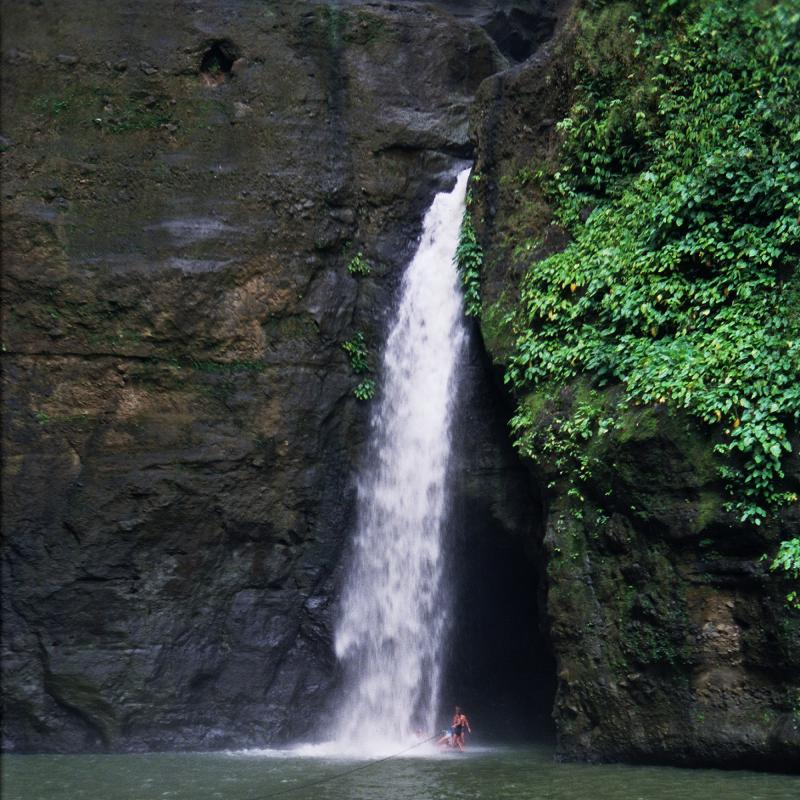
آبشار پاگسانجان.

- آبشار پاگسانجان
- آبشار ماریا کریستینا

### سری‌لانکا
- آبشار آبریدن (سری‌لانکا)
- آبشار بامباراکاندا
- آبشار دیالوما
- آبشار الگین
- آبشار راوان

### ایسلند
- Háifoss
- آبشار گلایمور

### ایرلند
- آبشار پاورس کورت

### مقدونیه
- آبشار اسمولار

### نروژ
- آبشار استالیم فوسن
- آبشار ورینگفوسن
- White Drin Waterfall

### اسلوونی
- آبشار بوهینجکا

### سوئیس

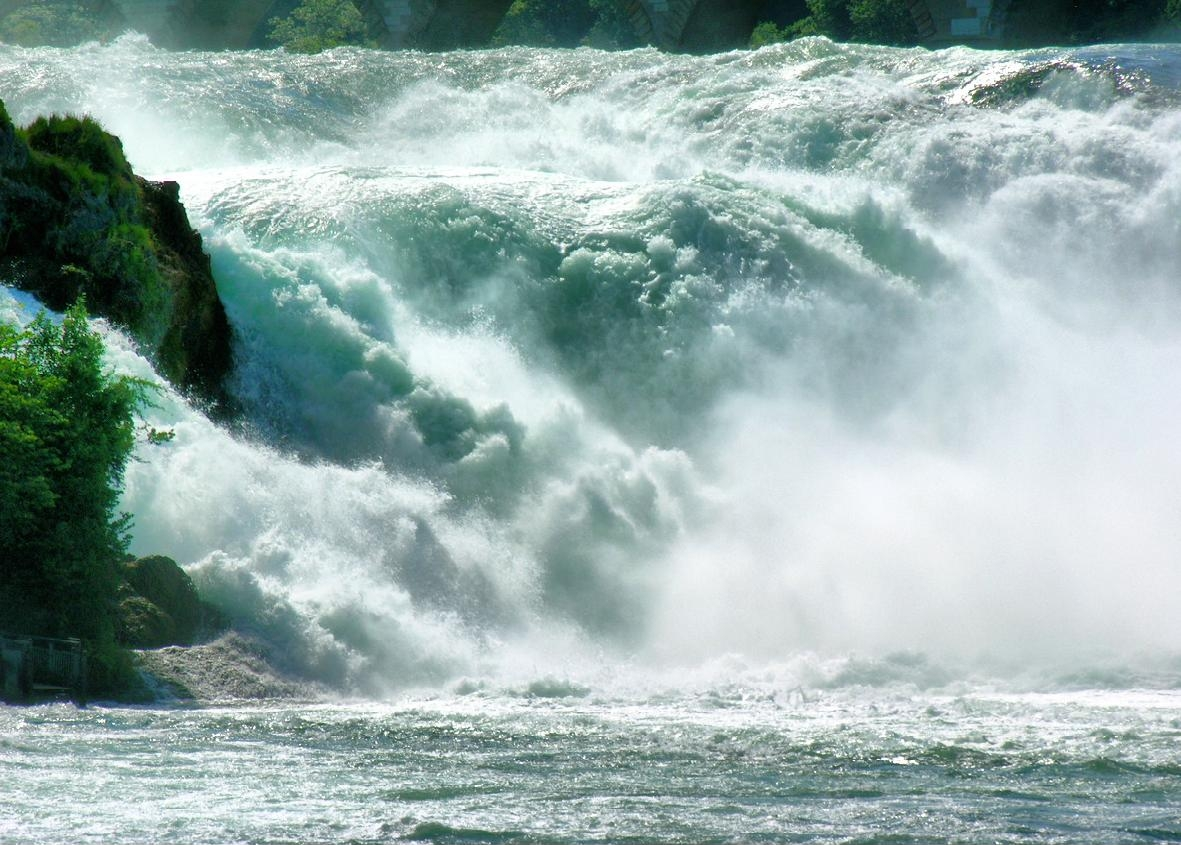
آبشار راین (سوئیس).

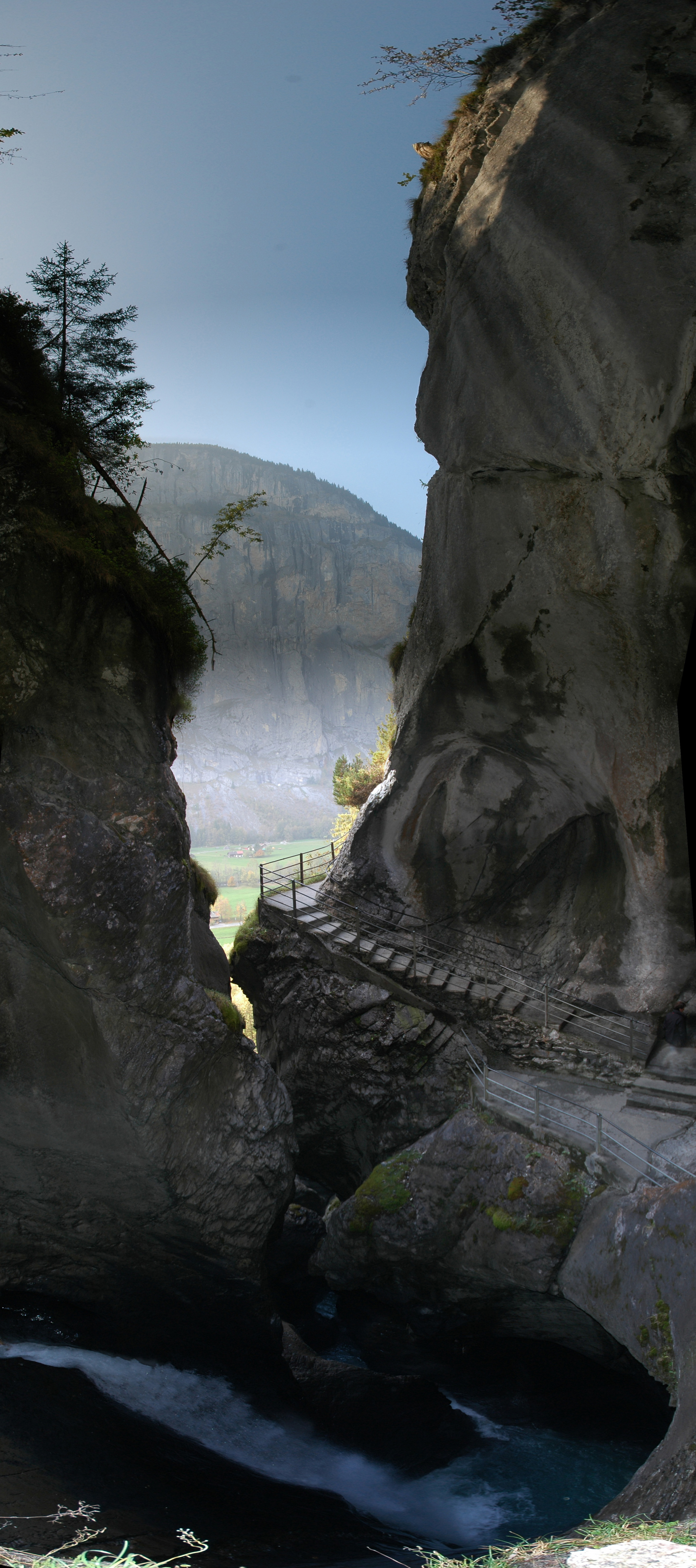
آبشار تروملباخ.

- آبشار استاباخ
- آبشار رایشنباخ
- آبشار گری مار تیل
- Spout of Garnock

### بریتانیا
- River Lyd (Devon)

### کانادا
- Bridal Veil Falls (Banff)
- آبشار کرایپت
- Lineham Falls
- Michelle Falls
- Upper Geraldine Falls
- Cliff Lake Falls
- Francis Falls
- Gold Creek Falls
- Kingcome Valley Falls
- آبشار شانون
- Takakkaw Falls
- آبشار جیمز بروک
- آبشار آلفرد کریک
- Bergeron Falls
- چند صخره‌ای Falls[نیازمند ابهام‌زدایی]
- Middle Cummins Falls
- Odegaard Falls
- Snowshoe Creek Falls

### ابالات متحده آمریکا

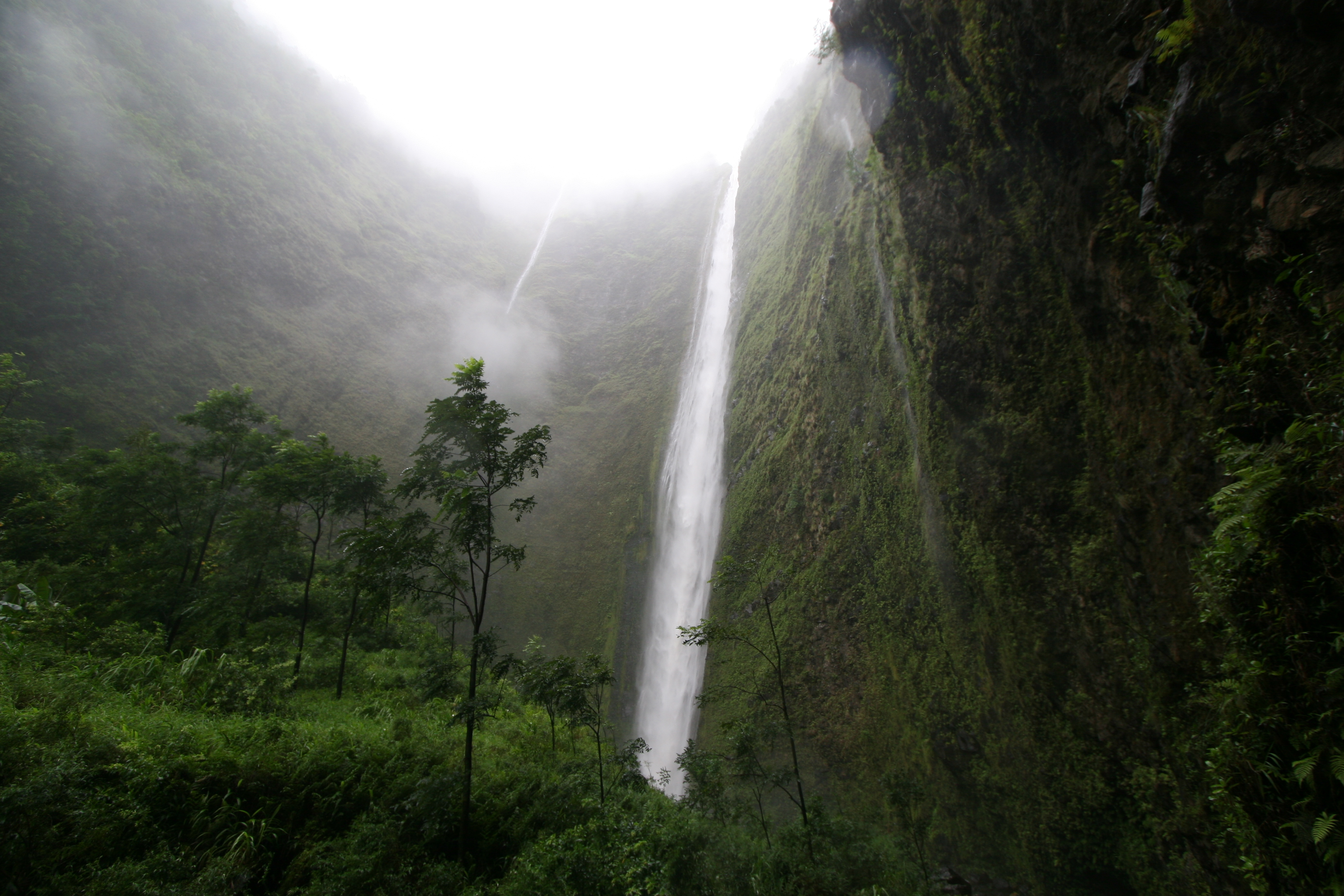
آبشار هاوائی.

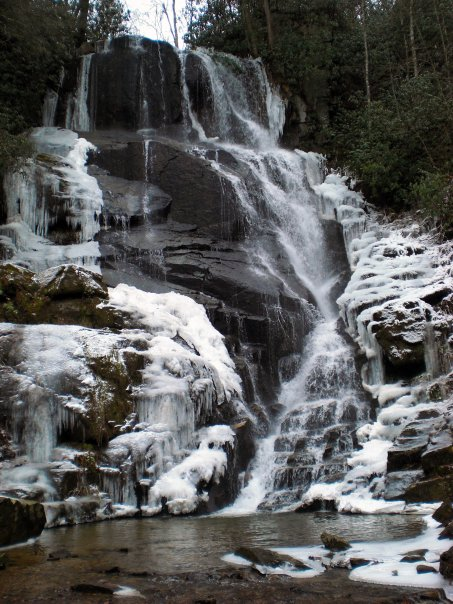
آبشار ایستاتو.

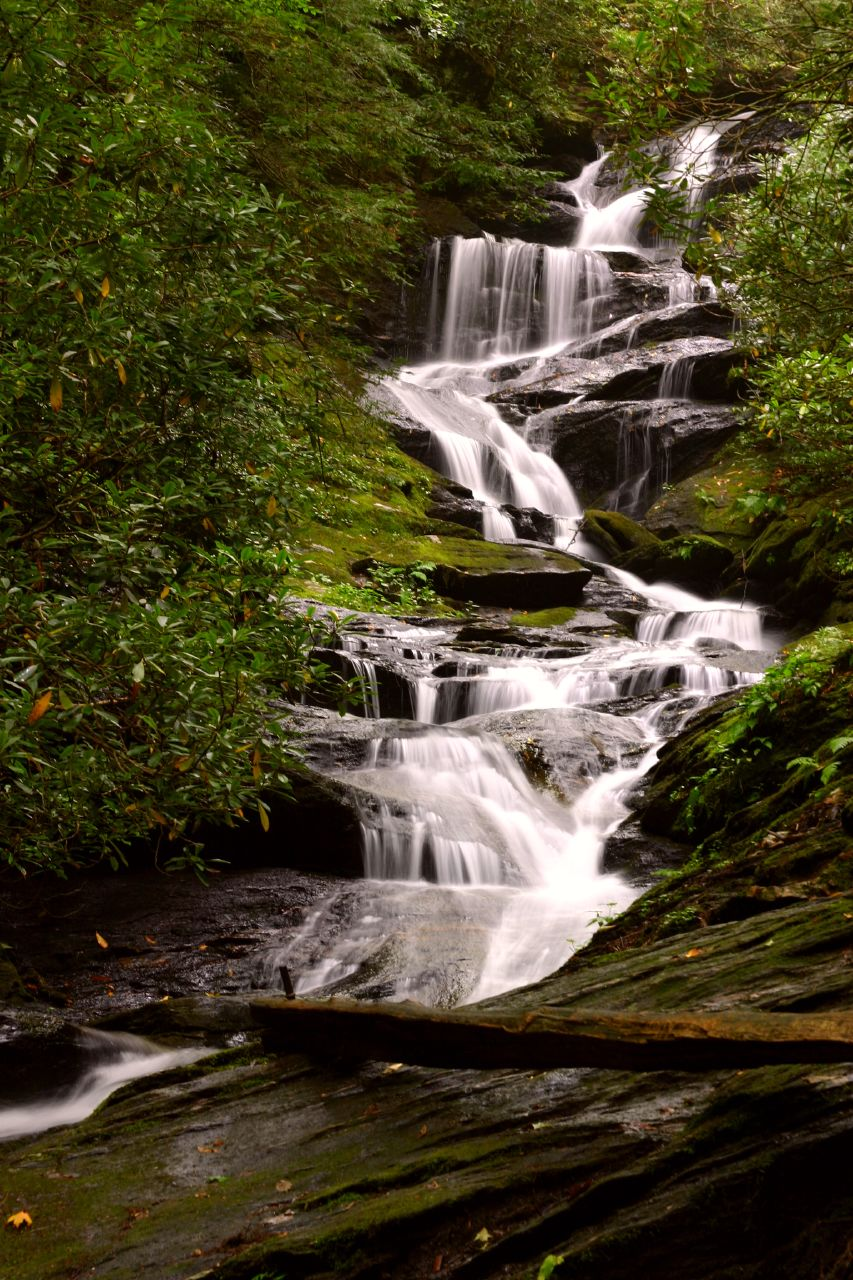
آبشار رورینگ فورک.

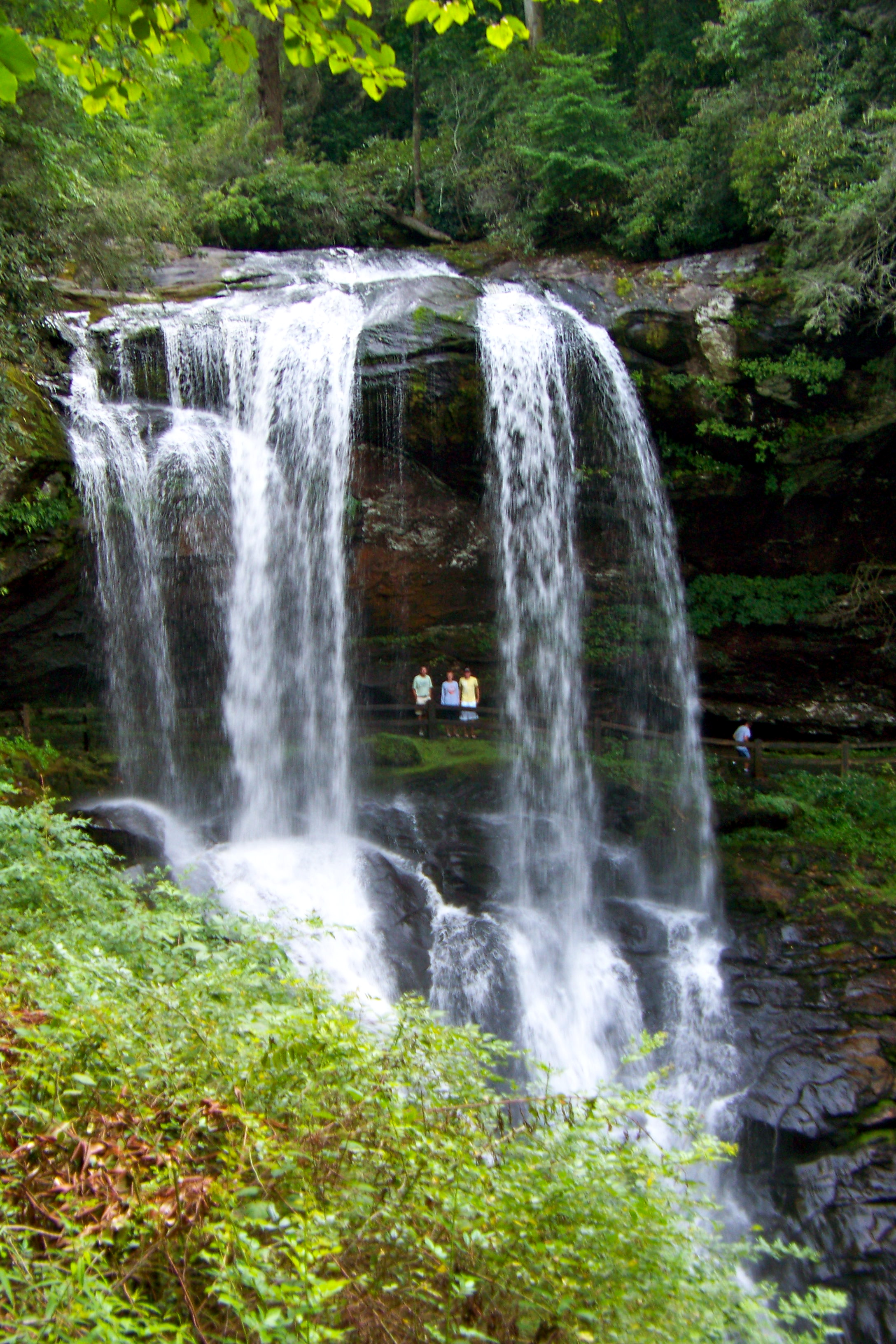
آبشار درای (کارولینای شمالی).

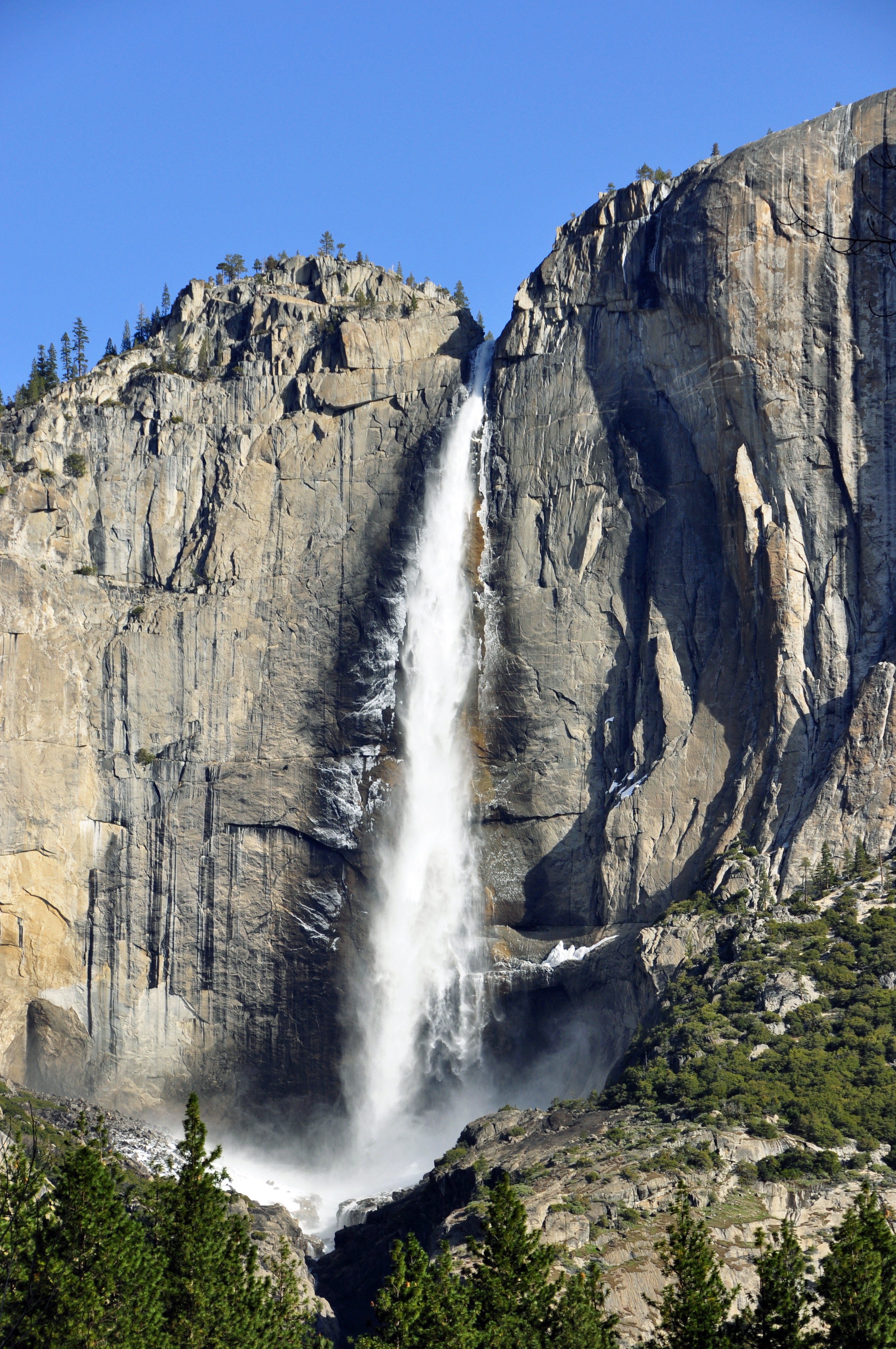
آبشار یوسمیت.

.]]
- Darwin Falls
- آبشار نوادا
- آبشار سیلور استراند
- آبشار فیش کریک
- آبشار آنا روبی
- Cochrans Falls
- DeSoto Falls (Georgia)
- آبشار دیکز کریک
- Dukes Creek
- آبشار هولکومب
- Minnehaha Falls, Georgia
- آبشار هاوائی
- آبشار ماکاهیکو
- آبشار کورت هاوس
- آبشار گلاسمین
- آبشار هیکوری نوت
- آبشار رینبو (روترفورد)
- آبشار وایهیلاو
- آبشار آلامر

### استرالیا
- Seventh Falls
- آبشار سیلوربند
- آبشار استیونسن

### نیوزلند
- آبشار لیدی آلیس
- آبشار هومبولدت
- Mount Damper Falls

## سیلی غول‌آسا

### جمهوری دموکراتیک کنگو
- آبشار بویوما

### مالی
- Gouina Falls

### زامبیا/زیمبابوه
- آبشار ویکتوریا

### هند
- آبشار کاکولات
- آبشار چیتراکوت
- Gokak Falls
- آبشار تریپاراپو
- Thoovanam Waterfalls

### آرژانتین/برزیل
- آبشار ایگواسو

## چند جوی

### مراکش
- آبشار اوزود

### ژاپن
- آبشار فوکورودا

### استونی
- آبشار جاگالا

### ایسلند
- آبشار دتیفوس
- Selfoss (waterfall)
- Goðafoss
- آبشار گولفوس

## پهن رود

### اتیوپی
- Blue Nile Falls

### کامبوج
- Ka Choung

### چین

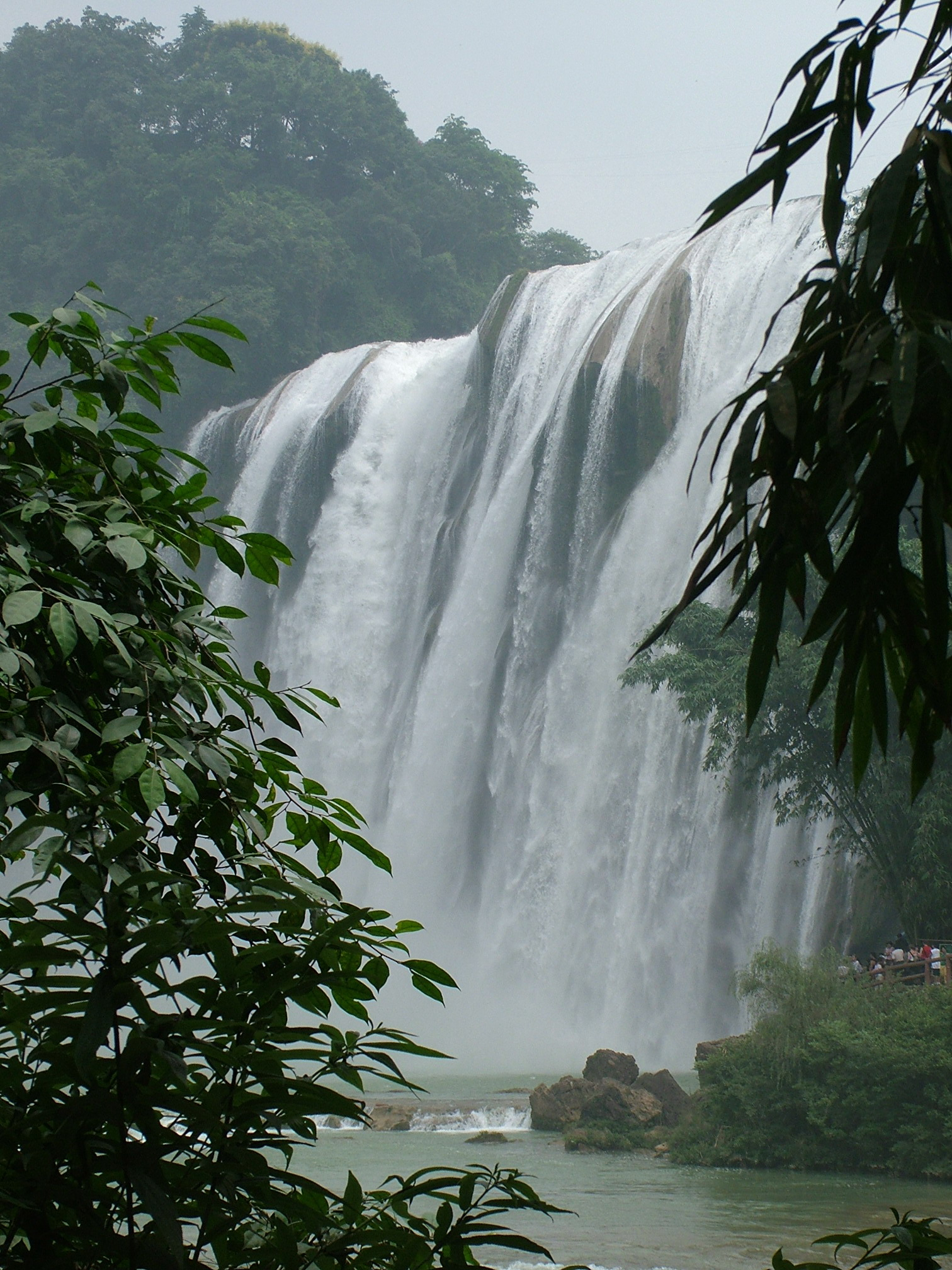
آبشار هئوانگ گوژو.

- آبشار هئوانگ گوژو

### هند
- Abbey Falls
- آبشار تیراتگاری

### کره
- Cheonjeyeon Waterfall

### زامبیا
- Ngonye Falls

### بوسنی و هرزگوین
- Pliva Waterfall

### ایسلند
- Faxi
- Þjófafoss

### سوئیس
- آبشار راین (سوئیس)

### ترکیه

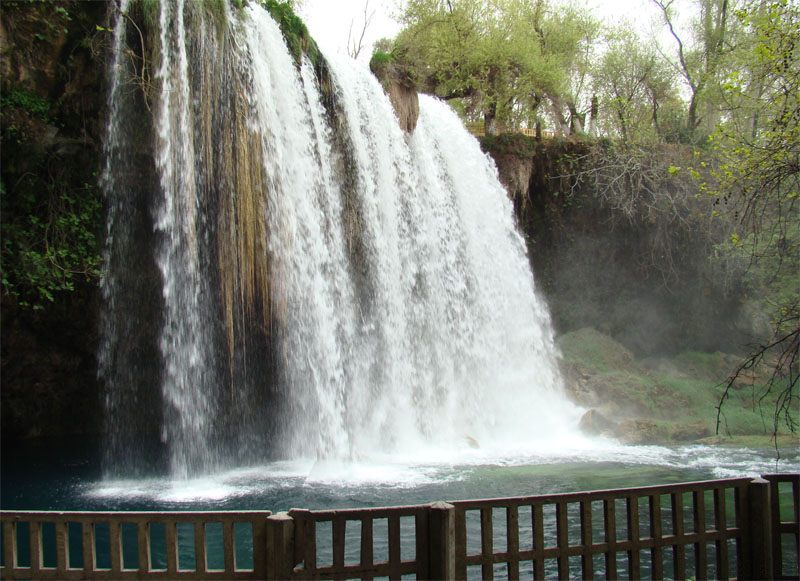
آبشار دودن.

- Manavgat Waterfall

### بریتانیا
- Aysgarth Falls
- آبشار کوتر فورس
- Kisdon Force
- Low Force

### کانادا
- آبشار باو
- آبشار اورلاندر
- آبشار واپتا
- آبشار نیاگارا
- فنلان فالس، انتاریو
- آبشار نعل اسب
- آبشار چرچیل

### مکزیک
- Agua Azul

### ابالات متحده آمریکا
- آبشار نیاگارا
- Shoshone Falls
- آبشار آپر مزا
- آبشار کامبرلند
- آبشار سنت آنتونی
- Rainbow Falls (Missouri River)
- آبشار آمریکایی
- آبشار کوهوس
- آبشار هوکر
- آبشار ویلامت

### استرالیا
- آبشار میل‌استریم
- Fernhook Falls

### برزیل
- آبشار گئوائیرا

## چند صخره‌ای

### اوگاندا
- Murchison Falls

### آفریقای جنوبی
- آبشار آیوگرابیس

### چین
- Hukou Waterfall

### هند
- Chunchanakatte Falls

- آبشار ایروپو

- آبشار جاگ

- Hanumangundi falls
- Vazhachal Falls
- آبشار توشاراگیری

- آبشار کیلیور

- Courtallam

- آبشار مانکی

- آبشار اولاکاروی
- آبشار سیرووانی

### آلمان
- Triberg Waterfalls

### ایسلند
- آلدیجارفوس
- Ófærufoss
- Barnafossar

### مقدونیه
- Koprišnica Waterfall

### نروژ
- Kjosfossen
- Kivach waterfall
- Steinsdalsfossen

### لائوس

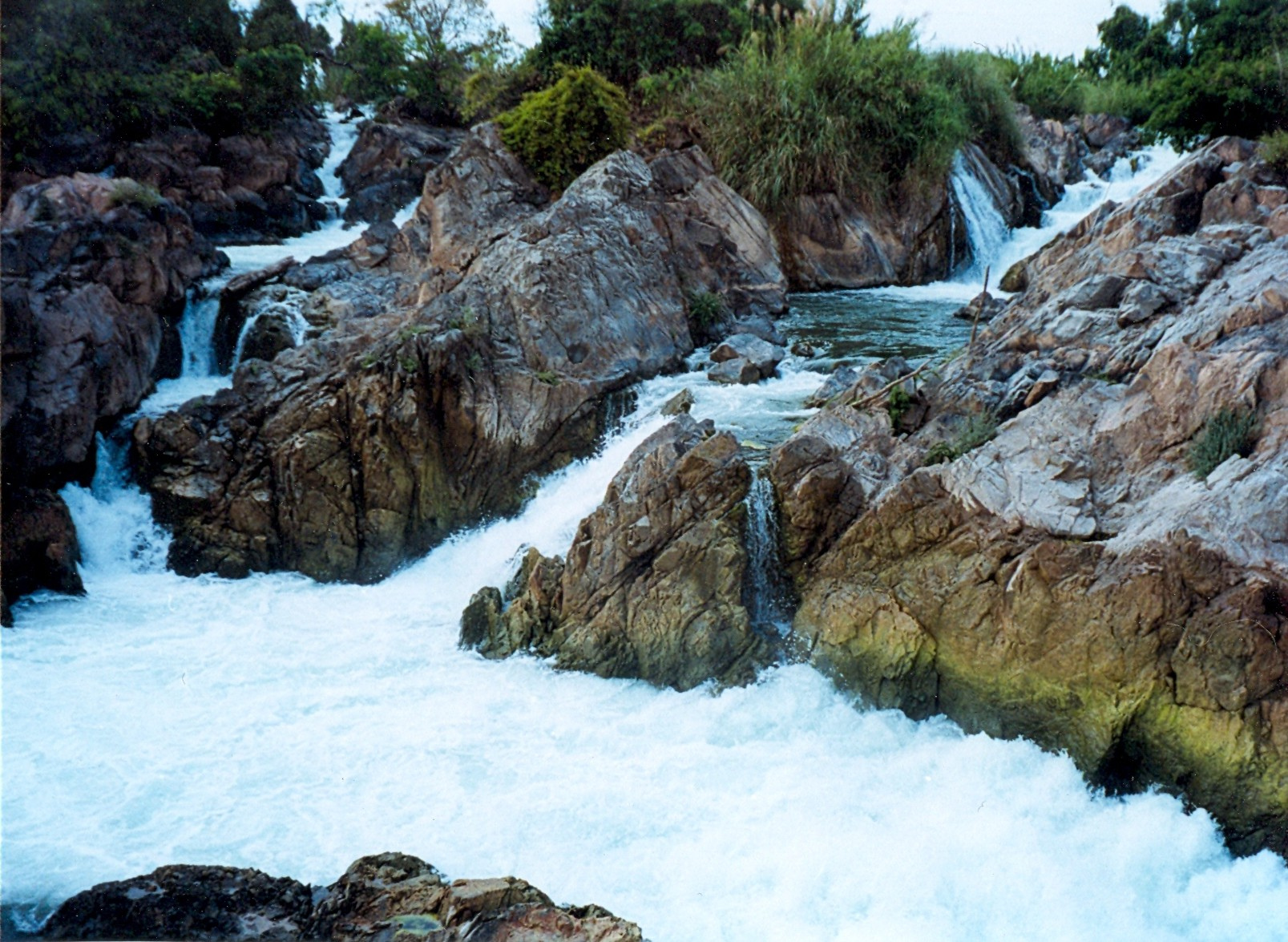
آبشار خونه.

- آبشار خونه

### فیلیپین
- آبشار تینوی-آن

### سری‌لانکا
- آبشار باپاث
- آبشار باکر
- آبشار سنت کلیرز
- آبشار راوانا

### اتریش
- Krimmler Wasserfälle

### فنلاند
- Hepoköngäs

### بریتانیا
- آبشار بروار
- Cenarth Falls
- آبشارهای فورس
- Conwy Falls
- آبشار کاتریک فورس

### کانادا
- Athabasca Falls
- آبشار زانو
- Kitchener Creek Falls
- آبشار آلفرد کریک
- آبشار آنجل استیرکیس
- Nymph Falls
- Thunder Falls
- Helen Falls
- Inglis Falls
- آبشار آلبیون
- آبشار پوکیوک
- Sandy Pond Falls

### جامائیکا
- Dunn's River Falls

### ابالات متحده آمریکا
- آبشار نوگت
- Grand Falls, Arizona
- 'Opaeka'a Falls
- Cunningham Falls State Park
- آبشار سوالو
- Gooseberry Falls
- Lucifer Falls
- آبشار کانستی
- بریدال ویل (کارولینای شمالی)
- آبشار ایستاتو
- چند صخره‌ای Falls (Falls Creek)
- آبشار کانستی
- آبشار کوربین کریک
- آبشار کولاساجا
- آبشار هایدن
- آبشار کی
- Lower چند صخره‌ایs (Hanging Rock)
- آبشار مک‌گالیارد
- آبشار میتچال
- آبشار موراویان
- آبشار رینبو (هورس پستور)
- آبشار ستراک
- آبشار رورینگ فورک
- آبشار اسلایدینگ
- آبشار توری
- آبشار تریپل
- آبشار تارتل بک
- Upper چند صخره‌ایs (Hanging Rock)
- آبشار آپر وایت واتر
- آبشار والکر
- آبشار دینگمن
- آبشار فولمر
- آبشار ایساکوینا
- آبشار بورگس
- آبشار کرابتری
- Blackwater Falls State Park
- Big Manitou Falls
- آبشار فایرهول
- آبشار گیبون
- آبشار کپلر کاسکید
- آبشار ویرجینیا کسکیدز
- آبشار بچلر
- آبشار لویس
- آبشار مای‌استیک

### ایران
● آبشار لاشو

### استرالیا
- آبشار بارون
- آبشار بلوم فیلد
- آبشار دینر
- آبشار الابانا
- آبشار گومولاهرا
- آبشار جوزفین
- آبشار کئرنیس
- آبشار استانی کریک
- آبشار سورپرایز کریک
- آبشار تالی
- Lady Barron Falls
- Liffey چند صخره‌ای
- Liffey Falls
- Spout Falls
- Serpentine Falls

### نیوزلند
- آبشار آنیوانیوا
- آبشار هوکا
- آبشار براون
- آبشار موکئو
- آبشار پوراکائونوی
- آبشار تاراورا

### ونزوئلا
- Llovizna Falls

## چند جریانی

### چین
- Detian – Ban Gioc Falls

### نامیبیا
- Ruacana Falls

### هند
- Magod Falls

- آبشار اونچالی
- آبشار شیواناسامودرا کائوری
- Sathodi Falls

- آبشار آثیراپیلی

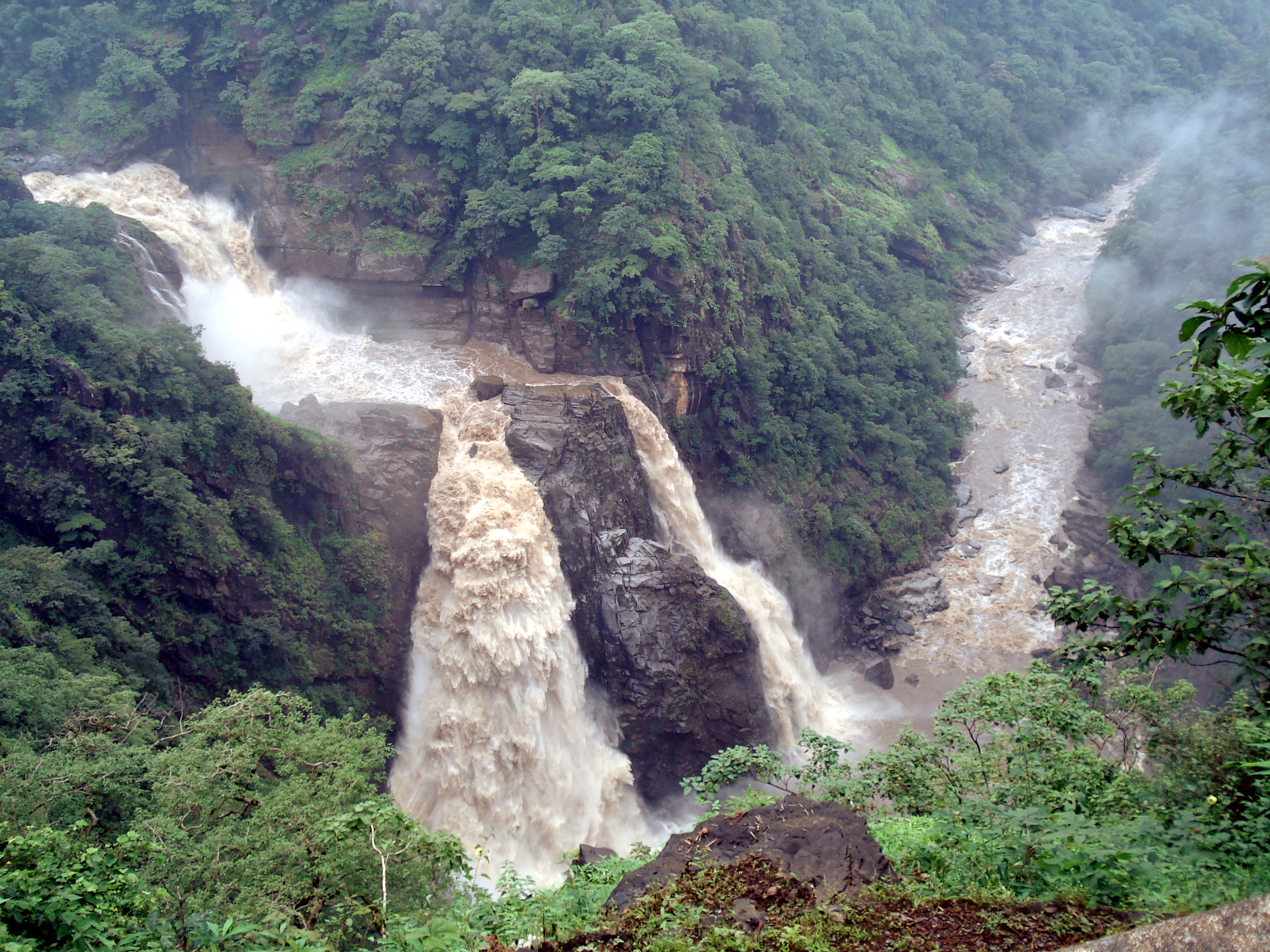
Magod Falls.

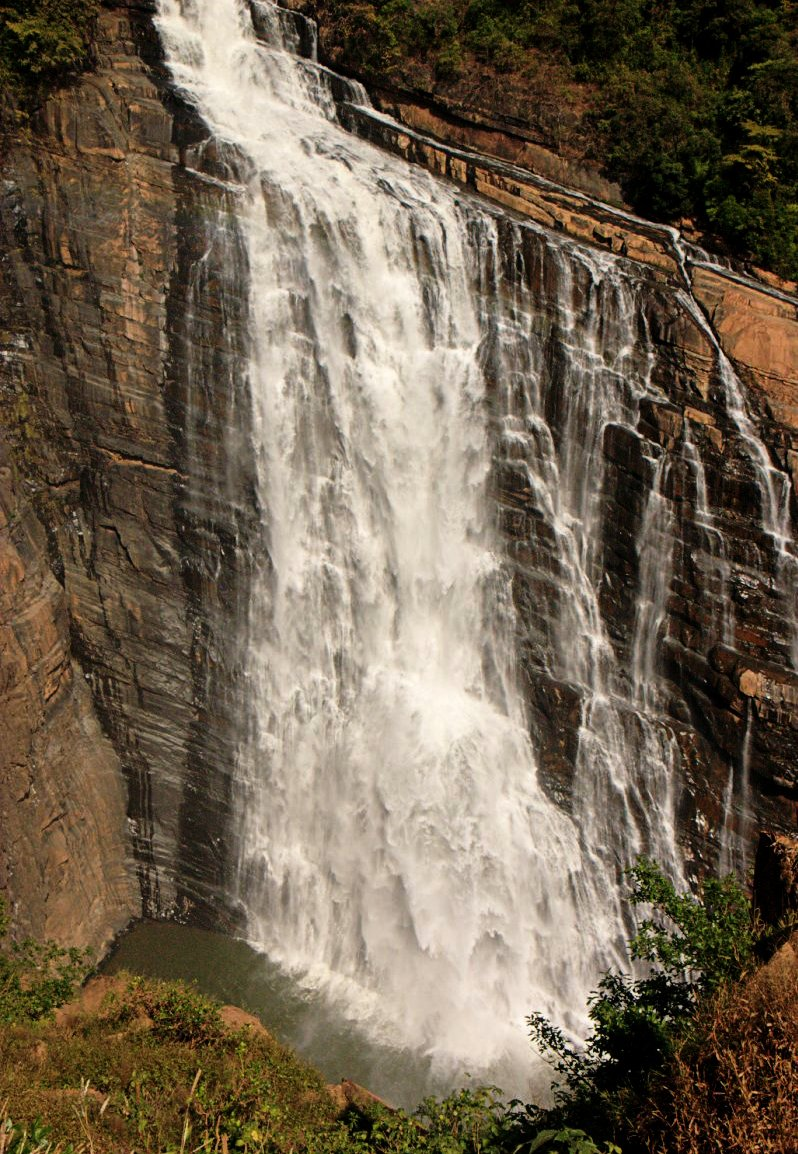
آبشار اونچالی.

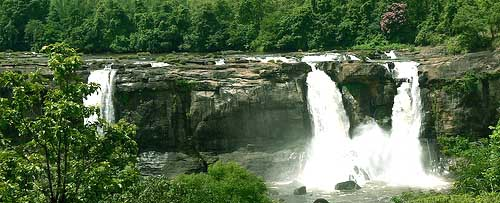
آبشار آثیراپیلی.

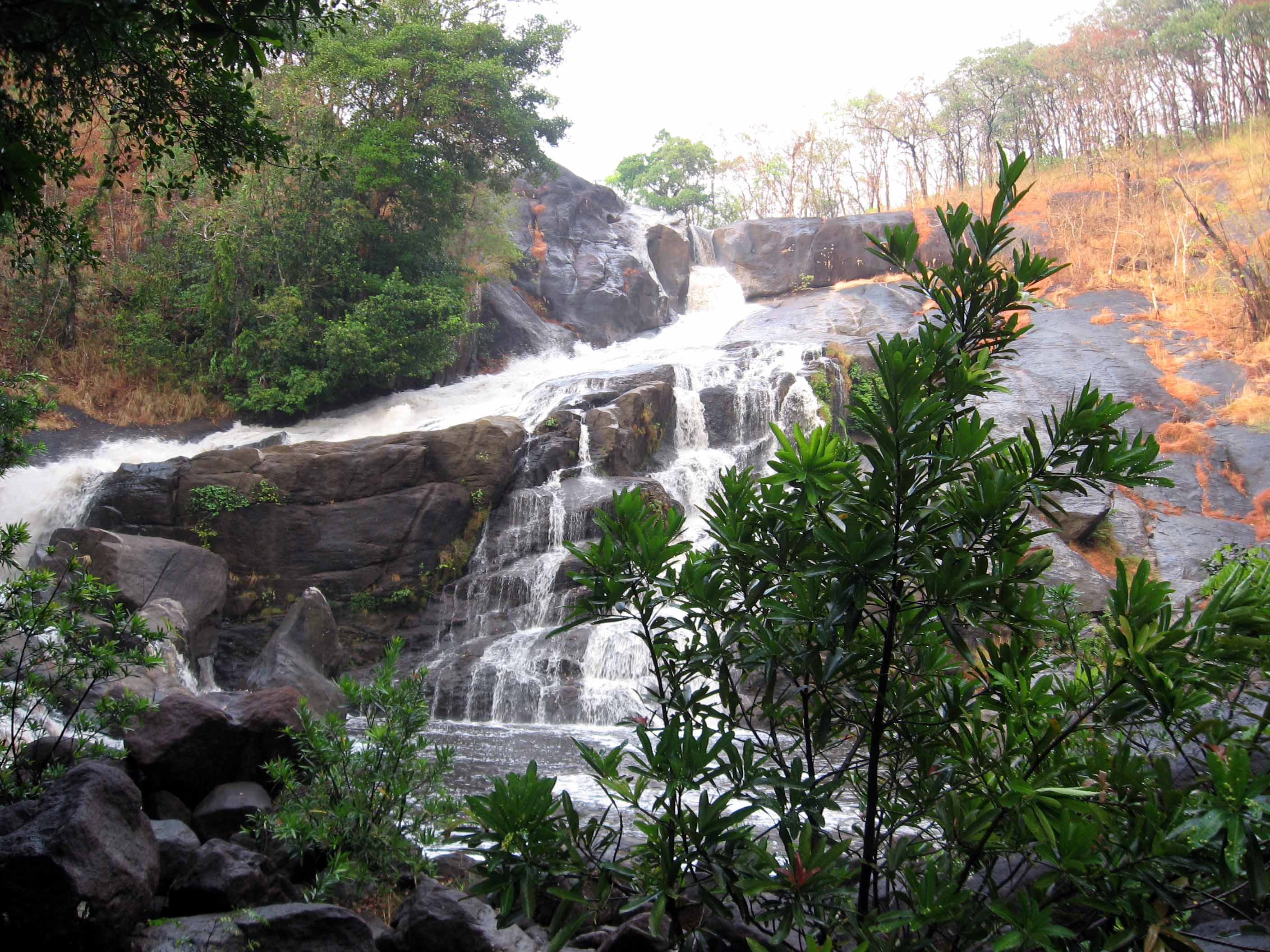
Meenmutty Falls, Thiruvananthapuram.

- Meenmutty Falls, Thiruvananthapuram

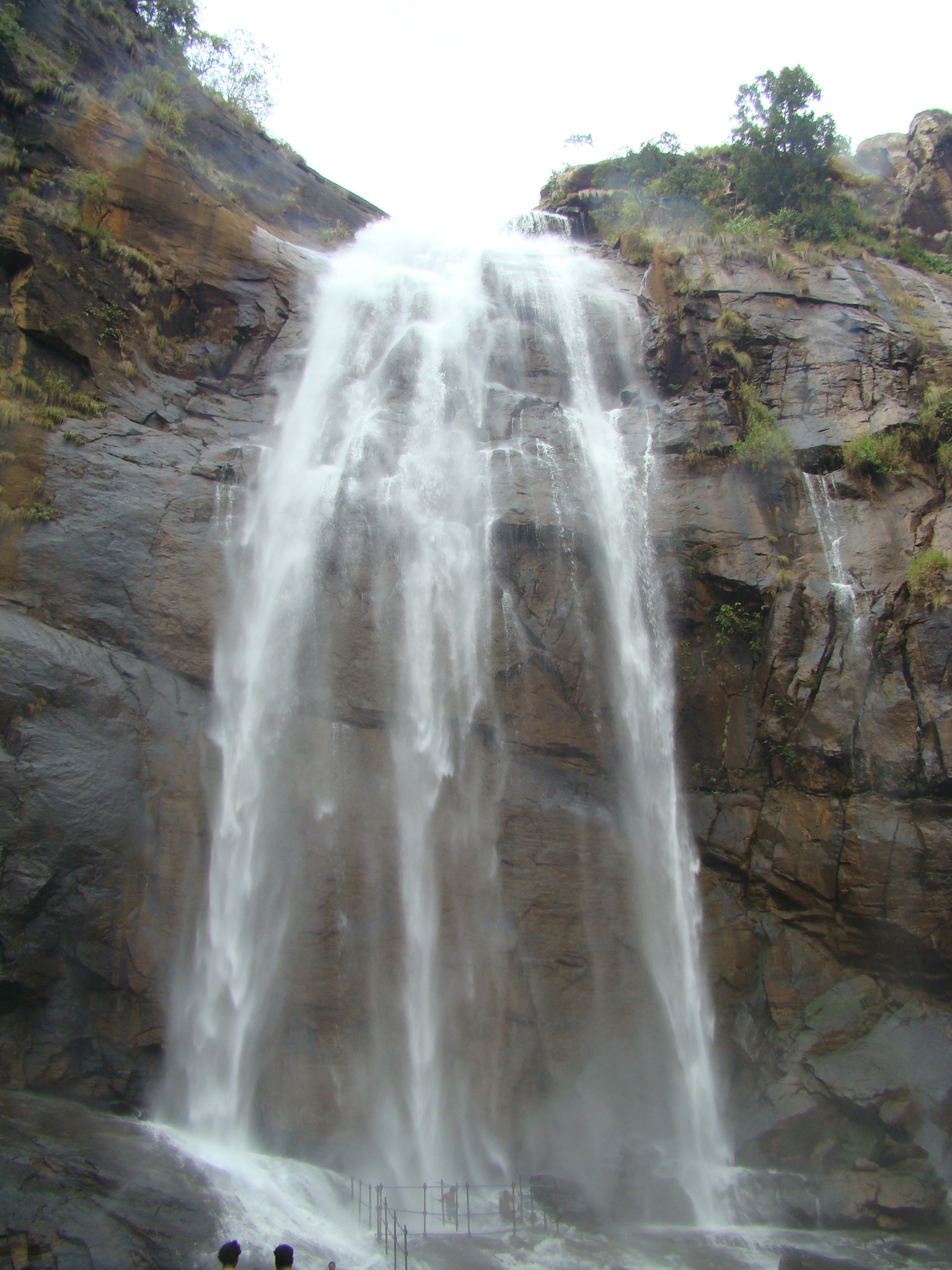
آبشار آگایا گانگای.

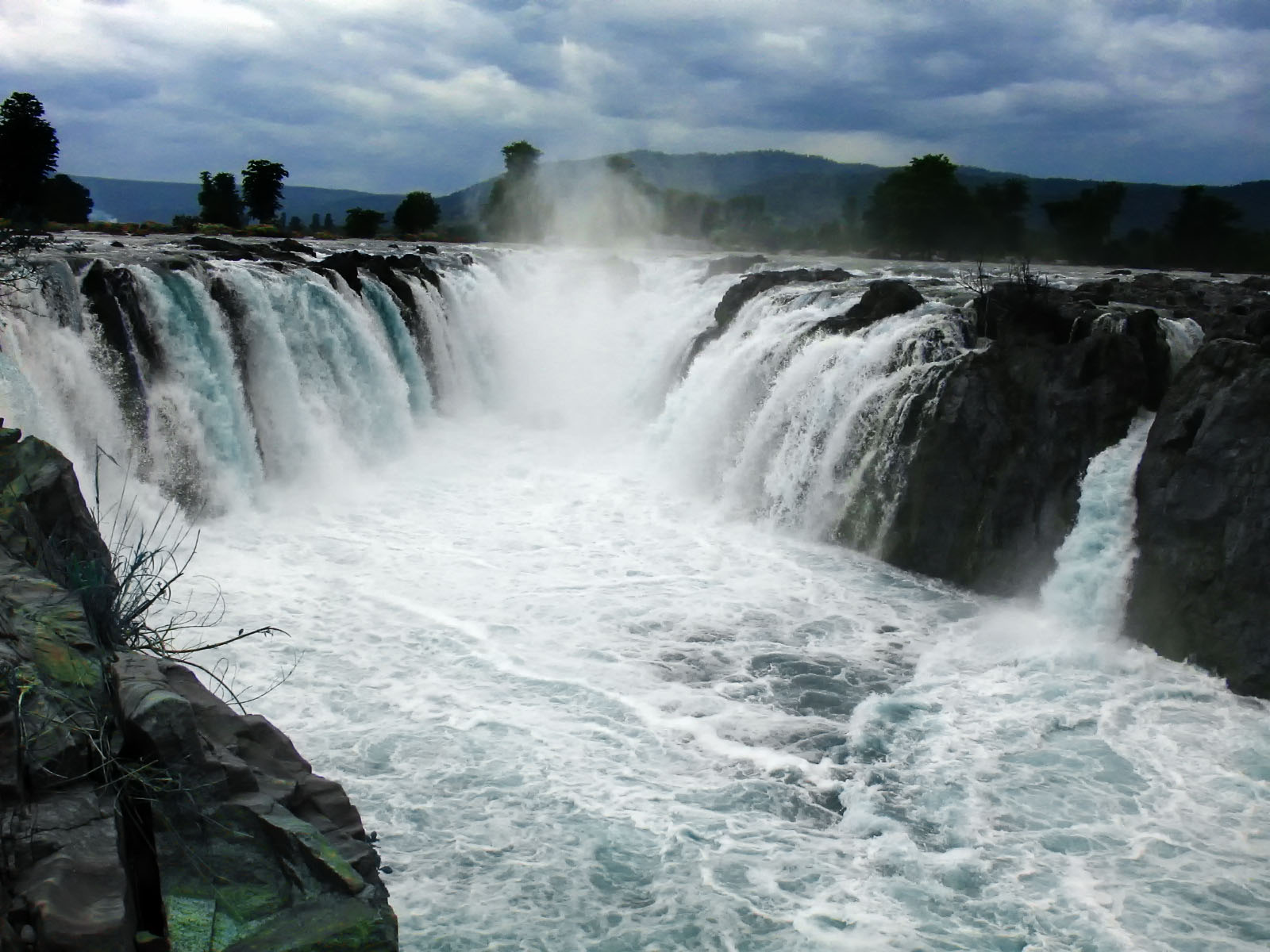
آبشار هوگناکال.

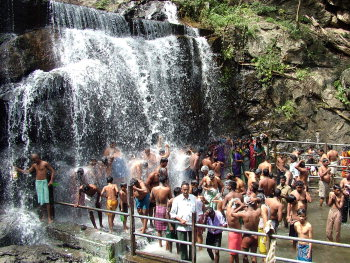
آبشار سورولی.

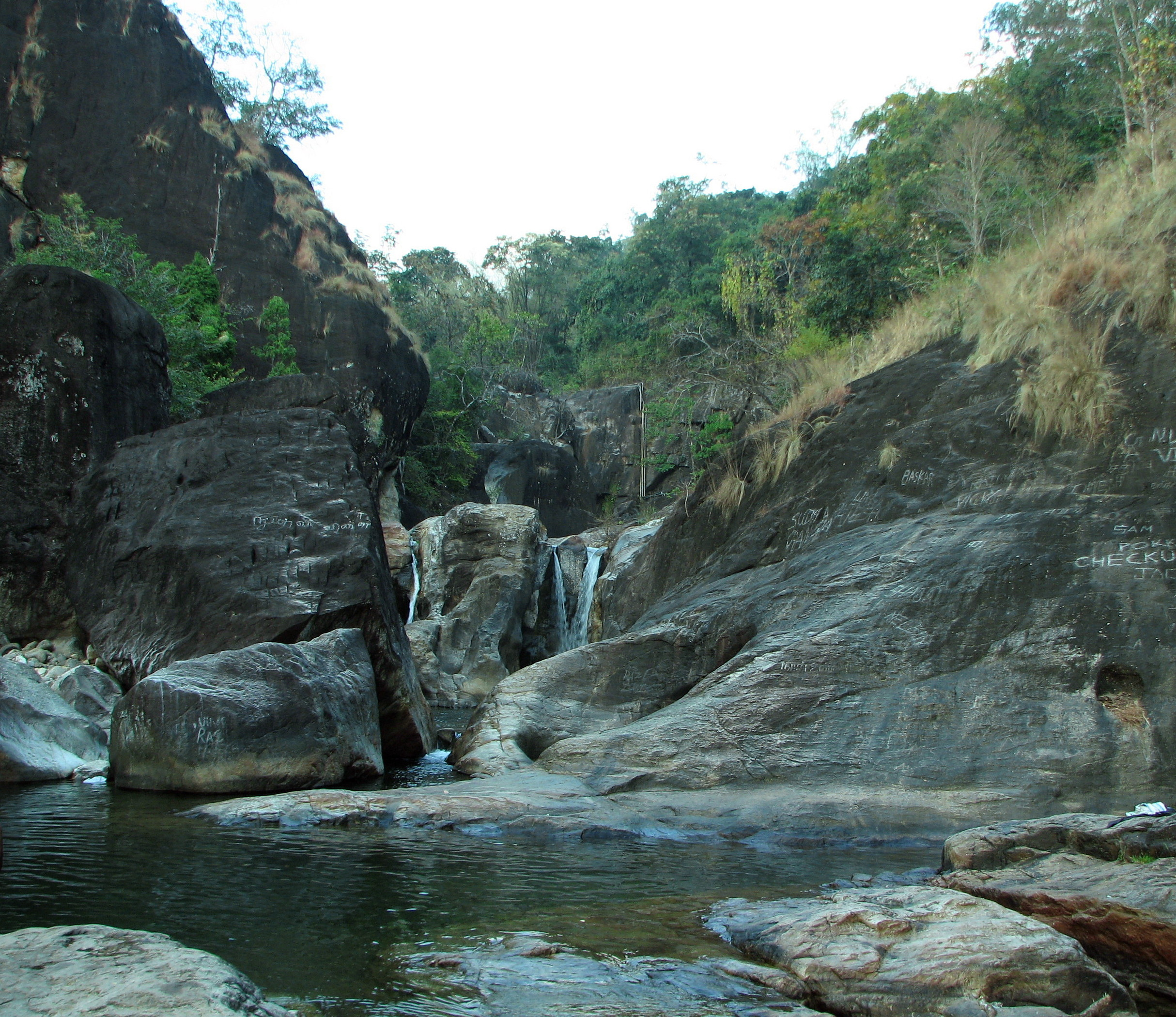
آبشار واتاپاری.

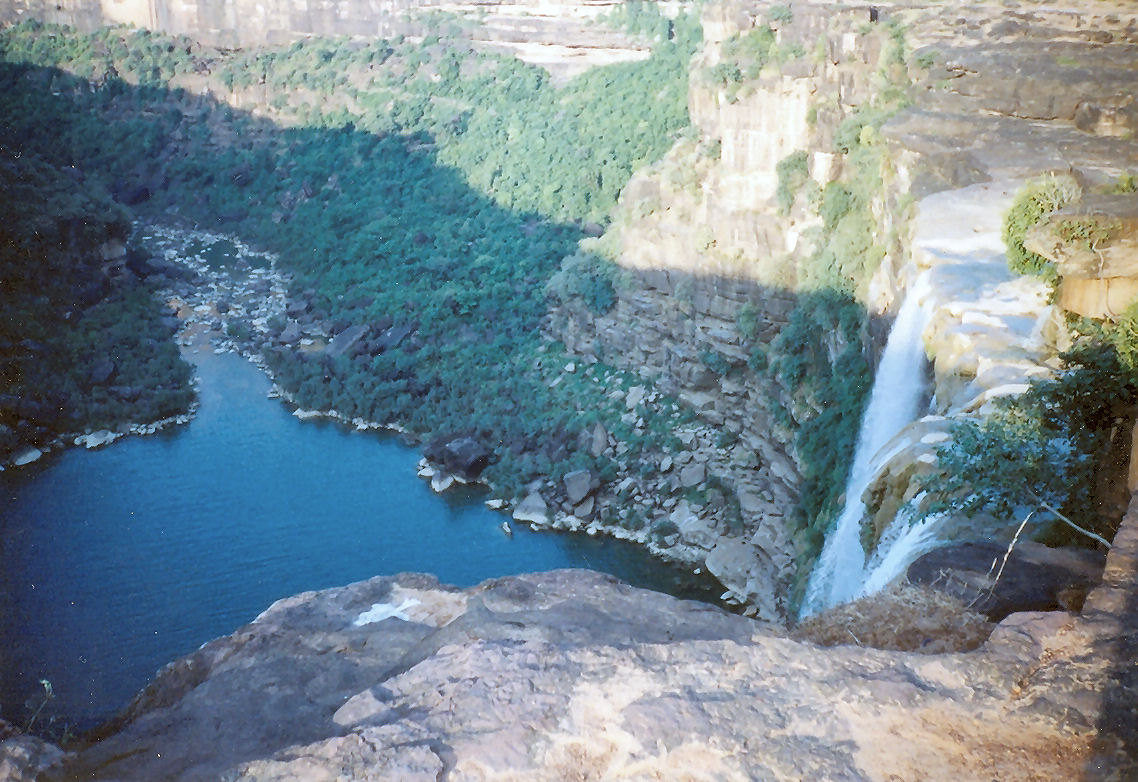
آبشار کئوتی.

- آبشار آگایا گانگای

- آبشار هوگناکال

- آبشار سورولی

- آبشار واتاپاری

- آبشار کئوتی

### ایران
- آبشار مارگون

### تایلند
- آبشار اومفانگ تی لر سو

### استونی
- آبشار کیلا

### ایسلند
- Hraunfossar
- Dynjandi

### مقدونیه
- Kolešino Waterfall

### نروژ
- Rjukandefossen
- Seven Sisters Waterfall, نروژ

### ترکیه
- آبشار دودن

### بریتانیا
- آبشار ماینچ

### کانادا
- Cauldron Falls
- Della Falls
- Icecap Falls
- Twin Falls
- Virginia Falls
- آبشار نیاگارا
- آبشار نعل اسب
- آبشار چرچیل
- آبشار نیستویاک
- آبشار بلک بروک

### ابالات متحده آمریکا
- Burney Falls
- Three Chute Falls
- Great Falls (Passaic River)
- آبشار درای (کارولینای شمالی)
- آبشار بلوم بیسین
- آبشار دپوت کریک
- آبشار الاکالا

### استرالیا
- آبشار فلورنس
- Guide Falls
- Horseshoe Falls (Tasmania)
- Russell Falls
- آبشار نیجرتا

### نیوزلند
- Laja Falls
- Tequendama Falls

## قطره‌ای

### هند
- آبشار دودهساگار
- آبشار بارکانا

- آبشار هب
- آبشار کونچیکال

- آبشار سوچیپورا

### سری‌لانکا
- آبشار دوون
- آبشار دونهیندا
- آبشار رامبودا

### تایلند
- آبشار کائنگ سوفا

### بلغارستان
- Raysko Praskalo

### جمهوری چک
- Pančavský vodopád

### فرانسه
- Gavarnie Falls

### آلمان
- Röthbachfall

### ایتالیا
- آبشار کاسکاتا دل مارمور
- Cascate del Serio

### مقدونیه
- Roštuše Waterfall

### نروژ
- آبشار لانگو فوسن
- آبشار لاتفوسن
- آبشار رامنفیلس فوسن

### سوئیس
- آبشار انگستلیگن
- آبشار تروملباخ

### بریتانیا
- Aira Force
- Canonteign Falls
- Moss Force
- Scale Force
- آبشار ایس آچئوال آلیون
- آبشار فویرس
- آبشار استیل
- Aber Falls
- آبشار دالگوچ
- Grey Mare's Tail, Llanrwst
- آبشار پیستیل
- آبشار کوتلی اسپوت

### بلیز
- Big Rock Falls

### کانادا
- آبشار باو گلاسیر
- آبشار کرسنت
- Fossil Falls
- Kerkeslin Falls
- Murchison Falls
- Sideways Falls
- آبشار الکساندر
- آبشار آشلو
- آبشار گریت میسوری
- Cummins Falls
- Della Falls
- Fairy Creek Falls
- Flood Falls
- Harmony Falls
- Helmet Falls
- Michael Falls
- Moresby Falls
- آبشار نارن
- Peach Creek Falls
- Petain Creek Falls
- Place Creek Falls
- آبشار پارامید کریک
- Silvertip Falls
- Whispering Falls
- Aviron Bay Falls
- Rattling Brook Falls
- Les Sept Chutes

### ابالات متحده آمریکا
- آبشار بونیتا
- آبشار چیلنوالنا
- آبشار یوسمیت
- Seven Falls
- آبشار زاپاتا
- Amicalola Falls State Park
- Kahiwa Falls
- آبشار اولوپنا
- آبشار کاترسکیل
- آبشار ایستاتو
- آبشار لینویل
- آبشار مالتنومه
- آبشار سیلورترد
- Bridal Veil Falls (Utah)
- Calf Creek Falls
- آبشار بردین
- آبشار کامت
- آبشار مازاما
- آبشار رینی لیک
- آبشار سولفید کریک
- آبشار تویستر

### استرالیا
- آبشار آپسلی
- آبشار ابور
- Tin Mine Falls
- Wentworth Falls (waterfall)
- Wollomombi Falls
- آبشار توین (استرالیا)
- Second Falls
- Montezuma Falls
- Lesmurdie Falls

### پرو
- آبشار گوکتا کاتاراکس
- آبشار یومبیلا

## تنگ راه

### ژاپن
- Nunobiki Falls

### کره
- Cheonjiyeon Waterfall
- Jeongbang Waterfall

### ایسلند
- Gjáin
- Hjálparfoss

### بریتانیا
- آبشار جانتز فوس

### کانادا
- آبشار کیهول

### ابالات متحده آمریکا
- Punch Bowl Falls
- آبشار متلاکو

### استرالیا
- Edith Falls
- Wangi Falls
- Dip Falls
- آبشار وانون

### فیلیپین
- آبشار کامایا

## افقی

### فیلیپین
- آبشار تیناگو

### مکزیک
- آبشار کولا د کابالو

### کانادا
- آبشار چاترباکس

### ابالات متحده آمریکا
- آبشار نوگت
- Falling Waters Falls
- آبشارهای (دوپونت)
- آبشار ترنر
- آبشار یونیون

### استرالیا
- آبشار نلسون